# Saturn V
A Saturn V (népszerű nevén holdrakéta) az amerikai Apollo-programban használt három fokozatú, folyékony hajtóanyagú óriásrakéta, amellyel az Apollo űrhajókat juttatták a Hold térségébe. A Skylab űrállomást is Saturn V rakétával állították Föld körüli pályára. A rakétával összesen 13 felbocsátást végeztek 1967 és 1973 között, ezek mindegyikét sikeresnek ítélte a NASA (annak ellenére, hogy a második tesztindításkor és a Skylab űrállomás feljuttatásakor messze nem teljesített tökéletesen, utóbbi alkalommal kis híján elveszett az űrállomás). A mai napig ez a hordozóeszköz számít a legnagyobb és legerősebb sorozatban gyártott és szolgálatba állított rakétának, mert bár a szovjet Enyergija tolóerő tekintetében nagyobb volt nála, tömeg, hasznos tömeg és méret szempontjából a Saturn maradt a legnagyobb, valamint a szovjet rakéta sosem vált sorozatgyártott, tényleges szolgálatba állított típussá.
A rakéta többféle technológia ötvözeteként jött létre, a számos technológiai áttörést jelentő konstrukció vezető tervezője Wernher von Braun volt. A Saturn V a Saturn rakétacsalád legnagyobb és legfejlettebb tagja lett. Az első fokozatában a kerozin-oxigén meghajtást alkalmazták, amely technológia egészen a második világháborús pusztítóeszközig, a V–2-ig nyúlik vissza. A felső két fokozathoz az éppen születőben lévő, vadonatúj technológiát, a hidrogén-oxigén meghajtást választották, amelyet Abe Silverstein és az általa vezetett mérnökcsoport vitt sikerre. A hidrogén-oxigén meghajtás mellett a harmadik fő technológiai újdonság az újraindítható hajtómű volt a holdrakétán. A kétféle meghajtás egy eszközön való alkalmazását, a hajtóművek „clusterekbe” (hajtóműcsokrokba) egyesítését, a rakéta megfelelő pályán tartását végző navigációs rendszer fejlesztését és az egész koncepció rendszerbe foglalását végezte von Braun és az 1945-ben vele az Egyesült Államokba emigrált mérnökcsoport.
A rakéta tervezését az alabamai Huntsville-ben, a Marshall Space Flight Centerben végezték, a gyártása pedig különböző repülőgépgyárak űripari részlegében történt (a fő beszállítók a Boeing, a North American Repülőgépgyár, a Douglas Repülőgépgyár, valamint az IBM számítástechnikai óriás voltak). A részegységek készre szerelése a felbocsátás helyszínén, Floridában, a Cape Canaveral űrrepülőtéren történt. A készre szerelés során is új technológiát vezetett be a NASA, a függőleges szerelés módszerét.
Az óriásrakéta három fokozatból álló, az első fokozatban RP–1 kerozin és cseppfolyós oxigén elegyével működő, a második és harmadik fokozat pedig cseppfolyós hidrogén és oxigén elegyével működő rakéta volt. Az első fokozat, kódnevén az S-IC öt darab Rocketdyne F–1 hajtóművet használt, a második fokozat, az S-II pedig szintén öt darab J–2 hajtóművel működött, míg a harmadik, S-IVB fokozatba egyetlen darab, de újraindítható J–2-es hajtóművet építettek be. A teljes rakéta egy 110,5 m magas, az első fokozat alapjánál 10 m átmérőjű, 183 600 kg szerkezeti tömegű és 2 930 000 kg teljes tömegű monstrum volt. A rakéta tolóereje tengerszinten (atmoszférikus levegőben) 38 703 kN volt, amellyel végül 118 000 kg-ot volt képes alacsony Föld körüli pályára juttatni és 48 300 kg-ot a Hold felé indítani.
Összesen 13 példányt használtak fel 1967 és 1973 között, amelyből két példány indult automatikus módon tesztrepülésre Föld körüli pályára, további egy példány ugyanígy Föld körüli pályára, de űrhajósokkal az Apollo űrhajó fedélzetén, majd kilenc példány indította a Holdhoz űrhajósokkal az Apollo űrhajórendszert – amelyből aztán hat esetben le is szálltak a holdfelszínre az űrhajósok –, végül egyetlen példányt a Skylab űrállomás pályára állítására használtak. Problémák léptek ugyan fel több felbocsátás alkalmával is, ám végül minden repülést sikeresnek minősített a NASA.

## Története

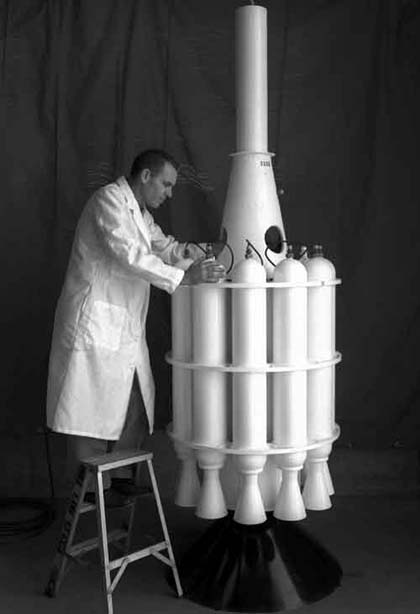
A Juno második fokozata, jól látható a „cluster” építési mód

A rakéta története – némi túlzással – 1946-ban kezdődött, amikor a második világháború után az amerikai hadsereg az ún. Gemkapocs hadművelet keretében Wernher von Braunt és vele még kb. 700 német mérnököt az Egyesült Államokba vitt, hogy az ország szolgálatába állítsa a háború egyik csúcstechnikájának számító német rakétatechnikát. A cél a hidegháború keretei között minél hatékonyabb közepes hatótávolságú (IRBM) és interkontinentális ballisztikus rakéta (ICBM) fejlesztése volt, amellyel az USA megelőzhette a Szovjetuniót (amely ugyanezt tette egy másik, hadifogoly német mérnökcsoporttal, hasonló okból.)
Mindamellett azonban, hogy Wernher von Braun és csapata helyet kapott a hadsereg rakétatervező divíziójában, 1945 és 1958 között csak másodlagos szerepet játszottak, a V–2 rakéta tervezési elveit és elgondolásait kellett segíteniük átültetni a USA-ban zajló fejlesztésekbe, önálló munkát alig kaptak. Von Braunék számtalan ötlete és publikációja ellenére az USA inkább favorizálta a különböző haderőnemek rakétafejlesztéseit, köztük is leginkább a Vanguard rakéták kísérleteit a számos kudarcba fulladt felbocsátás ellenére is.
Az Egyesült Államokban az 1940-es–50-es években a rakétafejlesztések a különböző haderőnemeknél egymástól függetlenül folytak, gyakorlatilag konkurálva egymással. Az ötvenes évek közepére a szovjet rakétatechnika előretörése miatt egyre nagyobb szüksége volt az USA-nak nagy teljesítményű katonai hordozóeszközökre, így született meg egy követelményrendszer egy olyan rakétára, amely 9000–18 000 kilogramm között lett volna képes hasznos terhet Föld körüli pályára juttatni és 2700–5400 kilogrammos tömeget szökési sebességre gyorsítani. A követelményrendszert az akkortájt még hivatalosan nem is létező – az USA Hadügyminisztériumának egyik osztályaként, még név nélkül működő – ARPA ügynökség állította össze (amely még manapság is a hadsereg számára fejlesztendő új technológiákért felelős szervezet). A követelményeknek alapot adó számítások szerint a leendő rakéta első fokozatának tolóereje meg kellett haladja a 6700 kN értéket, ami messze meghaladta minden, akkoriban létező rakéta tolóerejét. Ezt a problémát úgy próbálták terv szinten áthidalni, hogy az egy rakéta(fokozat)ban mindössze egy hajtóműt alkalmazó kialakítás helyett az ún. cluster (csokorba kötött) kialakítást javasolták, azaz egy fokozatba egymás mellé több hajtóművet is szereltek volna. Ezt az elképzelést a létező legkorszerűbb harci rendeltetésű rakéták, a Jupiter hordozórakéták analógiáján Super-Jupiter, vagy Super-Juno néven kezdték el tervezni. A leendő új rakétát már ekkor – a Szputnyik első repülése előtt – műholdak pályára állítására és atomrobbanófejek hordozására is tervezték hadrendbe állítani. A műholdak felbocsátásával megjelent az űralkalmazások iránti igény, ám a cél a hadsereg számára kommunikációs és „egyéb” (akkoriban gyakran ezzel a terminológiával emlegették a szigorúan titkos kémműholdakat) űreszközök bevetése volt, az ARPA-nál szó sem esett semmiféle békés űrkutatási felhasználásról. (Később, a nukleáris és termonukleáris robbanófejek méretcsökkenése miatt a rakétát atomhordozóként már nem vették számításba.)

### Jupiter – Juno rakétasorozat
A Jupiter rakéta a rakéták törzsfejlődésének azon lépcsője volt, amikor az Egyesült Államokban először próbálták ki az ún. cluster (csokorba kötött) hajtómű kialakítást. Alapvetően a rakéta közepes hatótávolságú ballisztikus rakétának épült hadi célokra, majd aztán a Szputnyik–1 sikere után lóhalálában fejlesztett (és a civil felhasználás miatt Junóra keresztelt) verzió juttatta fel az első amerikai műholdat, az Explorer–1-et). A rakéta alapja a Wernher von Braun műhelye, a Redstone Arsenal által kifejlesztett Redstone rakéta volt, amelyet egyrészt megnyújtottak 2,4 méterrel, hogy a nagyobb tartályokba több hajtóanyag férjen, mésrészt felszereltek két további felső fokozattal, hogy az így nyert égési idővel és további tolóerővel megnöveljék a kapacitását. Ezekben az utólag szerelt felső fokozatokban alkalmazták először a cluster technológiát: a második fokozat 11 Sergeant rakétahajtóművet, a harmadik pedig három ugyanilyen hajtóművet kapott. Ezeket egy gyűrűben helyezték el és válaszfalakkal szeparálták el egymástól, illetve az egész szerkezet kapott egy külső, hengeres védőborítást.
A rakéta összesen 157 másodpercig működött, pályára állítva terhét. A felső fokozatra szerelt műszerrekeszt felpörgették a start előtt (a repülés során a stabilitását ez a pörgés biztosította). Az első fokozat iránytartásáért giroszkópos irányítórendszer felelt, amely a légerők vezérelte terelőlapokat és kis rakétafúvókákat is használt a kormányzásra (előbbieket a légkör alsóbb, utóbbiakat a felsőbb rétegeiben). A rakéta függőlegesen startolt egy sima acél startasztalról, majd az első fokozat kiégésekor 40 fokos állásszöggel érte el a fokozat leválasztást. Leválasztáskor pedig piropatronok robbantották le a felsőbb fokozatokat és négy sűrített levegős fúvóka volt felelős a vízszintesbe állásért. 247 másodpercnyi repülés után a földről érkező rádiójel választotta le az utolsó fokozatot.
Az Explorer–1-gyel kezdődő űralkalmazásokhoz még egy lépcsővel fejlettebb verzió kellett. Von Braun ezt úgy oldotta meg, hogy egy negyedik fokozattal is megtoldotta az immár Junóra átkeresztelt rakétát. Később a Jupiter/Juno mint a „gyermek Saturn” híresült el.

### C–1-től C–4-ig
A műszaki fejlődés azonban rohamtempójú volt és később, a nukleáris és termonukleáris robbanófejek méretcsökkenése miatt az óriási kapacitású rakétákat atomhordozóként már nem vették számításba. Ugyanekkor azonban a szovjetek jó (propaganda)érzékkel a rakétafejlesztéseik eredményeinek demonstrálására, azaz a fenyegetettség hangsúlyozására az űrkísérleteket választották és a Szputnyik szondákkal – és hordozórakétáikkal – világraszóló sikereket arattak, nem mellesleg pillanatnyi előnyre tettek szert a katonai csúcstechnika területén. Az USA-nak mindenáron szüksége volt egy sikeres űrstartra. Elemzők rögtön rámutattak arra a rendszerhibára, amely miatt lemaradásba kerültek: a különböző haderőnemeknél szétszórva, koordinálatlanul folyó fejlesztések nem voltak hatékonyak, helyette egy kézbe összevont koncentrált projektekkel kell(ett volna) operálni. Ekkor, erre a felismerésre alapozva alakult meg a NASA (egy szervezet, amely minden amerikai repülési és űrhajózási programot egy helyen koncentráltan képes kezelni).
De még mielőtt a NASA megalakult volna, a Hadügyminisztérium formálisan is megalapította az ARPA-t 1958. február 8-án, amely első feladatául a rakétafejlesztésekkel kapcsolatos követelmények kidolgozását és a rendelkezésre álló alternatívák összehasonlítását kapta feladatul.
Az ABMA – a hadsereg rakétaműhelye – a Super-Juno terven dolgozott éppen, az Air Force pedig a Titan-C koncepción, a haditengerészet a Vanguardon. Az ARPA végül a rakétaprogramok közül szelektálva csak a legígéretesebbeknek adott zöld utat és fejlesztési kapacitást. Az akkoriban folyó fejlesztések közül a Jupiter rakéták fejlesztése tartott a legelőrébb, ez mutatkozott egyedül megfelelőnek a 9–18 tonna közötti kiíráshoz. A kiírás alapján a Rocketdyne láthatott neki egy új rakétahajtómű, a H-1 (a későbbi Saturn I és Saturn IB hajtóművének) gyártásához.
Az ARPA azonban nem állt meg a H-1 hajtómű útra bocsátásában, amire a hadsereg bátorította, hanem kibővítve a követelményrendszert, olyan hordozóeszközök alapelveit fektette le, amelynek alkalmasnak kellett lennie űrrepülésre is. Ez a továbbfejlesztett kiírás kapta a Saturn munkanevet (egyszerűen abból a megfontolásból, ahogy a Szaturnusz (Saturn) bolygó következik a Jupiter után a sorban, úgy következik a Saturn a Jupiter után a gyártásban). A munkanév 1959 februárjában vált hivatalossá.
Az űrhivatal megalakulása után rögtön elkezdődött a lehetséges irányok kijelölése, a lehetséges űrprogramok kialakítása és a hozzájuk szükséges eszközök követelményeinek kidolgozása. A Hold elérése már ebben a kezdeti időszakban is felmerült, így a NASA le is fektette az alapokat: ez idő tájt leszállási módszernek a direkt leszállás kínálkozott, amelyhez egy gigantikus hordozórakéta szükségeltetett, amely a Novanevet kapta. Ám mivel a lehetséges űrprogramokhoz választandó megoldások és eszközök ekkor még képlékenyek voltak, további alternatívák kidolgozásával bíztak meg független hivatalokat vagy bizottságokat. Ilyen bizottság volt a Saturn Vehicle Evaluate Committee, vagy ismertebb nevén a Silverstein-bizottság, amely az ARPA Saturn koncepciójának NASA-beli felhasználásának lehetőségeivel foglalkozott. A Silverstein-bizottság vezetője, Abe Silverstein által fejlesztett hidrogén-oxigén hajtású fokozat második, vagy harmadik fokozatkénti alkalmazásával kialakított különböző hordozórakéta-variánsokat ajánlott a NASA-nak. Variációk Saturnra:
- Saturn A
  - A-1 – Saturn több-hajtóműves első fokozat, Titan második fokozat és Centaur harmadik fokozat
  - A-2 – Saturn több-hajtóműves első fokozat, Jupiter több-hajtóműves második fokozat és Centaur harmadik fokozat[14]
- Saturn B
  - B-1 – Saturn több-hajtóműves első fokozat, Titan több-hajtóműves második fokozat, S-IV harmadik fokozat és Centaur negyedik fokozat[15]
- Saturn C
  - C-1 – Saturn több-hajtóműves első fokozat, S-IV második fokozat
  - C-2 – Saturn több-hajtóműves első fokozat, S-II második fokozat és S-IV harmadik fokozat
  - C-3, C-4, és C-5 – mindegyik egy újonnan fejlesztendő, a későbbi F-1 hajtóművön alapuló első fokozat, valamint az S-II és az S-IV fokozat különböző variációján alapul[16]

Ezekből az építőkockákból hamarosan több rakéta is kibontakozott, a követelmények különböző szintjeire válaszként. A számítások szerint a C–4-es verzió két indítással képes lett volna feljuttatni egy holdi EOR koncepció eszközszükségletét, de a C–5 40 000 kg-ot is meghaladó elvi képessége még többet ígért. Ezekkel a nagyobb teljesítményű verziókkal a NASA kezelhető számú starttal tűnt képesnek nagyobb tömeg Föld körüli pályára állítására, vagy szökési sebességre gyorsításában.

### C–5
A C–5-ös konfiguráció az újonnan fejlesztendő F–1 hajtóművekből 5 db-ot kötött volna csokorba az első fokozatában, majd erre épült volna a második fokozat, amelyben szintén 5 db – és szintén vadonatúj fejlesztésen alapuló – J–2 hajtóművet építettek volna, harmadik fokozatként pedig egyetlen J–2-vel kalkuláltak. Ez a konfiguráció volt a szóba jöhető és legalább koncepcióterv szintjén rendelkezésre álló rakétakomponensekből építhető legnagyobb teljesítményű eszköz. A számítások szerint egy ilyen rakéta kb. 41 000 kg hasznos tömeget lett volna képes eljuttatni a Holdhoz.
A NASA 1962. január 10-én jelentette be, hogy megkezdi a C–5 tervezését és megépítését. Az űrhivatal már ekkor eldöntötte, hogy időtakarékosságból a kockázatosabb utat választja és a fokozatok egyenkénti kipróbálása helyett ún. all-up (azaz teljes kiépítésű) teszteknek veti alá a rakétát, azaz egyben repteti. Egyetlen kivételt képezett ez alól az S–IVB harmadik fokozat, amelyet a C–1 kiépítésű változatban – a későbbi Saturn I és Saturn IB-ben – is terveztek felhasználni, amely előrehaladottabb állapotban volt és az ottani tesztek eredményei használhatóak voltak a C–5-nél is.
A következő mérföldkő 1963. elején következett el, amikor a NASA bejelentette, hogy a C–5-öt fogja az Apollo-programban felhasználni, mint holdrakéta és egyben a projektet Saturn V-re kereszteli át (ahogy a C–1 is hivatalosan a Saturn I, illetve Saturn IB nevet viseli tovább). A projektet a Marshall Űrközpont kapta, ahol Wernher von Braun vezetésével folyt a fejlesztési munka. Korábban, még a NASA előtti időkben von Braun csapata már foglalkozott a rakéták egyszerűsítésével és teljesítményük növelésével, ez a projekt éppen beleillett ebbe a folyamatba. Az egyik fő fejlesztési irányt a V–2 alapjaival szemben az egy hajtóműves kialakításról való áttérés jelentette a több-hajtóműves dizájnra. A Saturn I (C–1) már ennek a jegyében született meg, ám ez még nem volt elegendően nagy teljesítményű, szükség volt a továbblépésre. Ezt a továbblépést a hajtóművek között az F–1 (még a V–2-ből származó kerozin-oxigén hajtás csúcspontjának tekinthető) hajtómű, illetve egy még újabb technika, a J–2-ben testet öltő hidrogén-oxigén hajtás képviselte. Ennek a két technikának az egy rakétában való ötvözése egy további plusznak számított a teljesítmény érdekében.
Amikor megszületett az akkori körülmények között elméletileg építhető legnagyobb teljesítményű rakéta koncepciója, a NASA magának a holdra szállásnak a koncepciója felé fordulhatott. A kezdetektől létezett az ún direkt leszállás teóriája, amely azonban nem tűnt használhatónak az eszközök ismeretében. Ezt váltotta az ún. EOR-koncepció (azaz a Randevú Föld körüli pályán elképzelés, amelyben több részletben küldték volna fel a Holdhoz indítandó eszközöket, majd orbitális pályán dokkolgatták volna őket össze). Legvégül pedig elkészült az ún. LOR-koncepció (azaz Randevú Hold körüli pályán), amelynek eszközeit a számítások szerint egyetlen születőfélben levő rakéta fel tudta volna juttatni. Így illettek össze végül a mozaikdarabkák a Hold eléréséhez.

## Felépítés
A Saturn V egy három fokozatú, tizenegy hajtóműves (fokozatonként rendre öt-öt-egy hajtóművet használó), folyékony hajtóanyagú rakéta volt. A rakéta 110,5 m magas volt és az alapjánál 10 m átmérőjű kört formázott (ide nem értve a farokvezérsíkokat). A harmadik fokozatnál az átmérője 6,6 méterre szűkült össze. Feltöltve a tömege 938 tonnát nyomott, a hajtóanyag nélküli száraz tömege 191 800 kg volt (ide nem számítva az Apollo űrhajó és a holdkomp tömegét. A rakéta tolóereje 34 500 kN volt a tengerszinten számítva, amellyel kb. 118 000 kg terhet tudott alacsony Föld körüli pályára állítani és mintegy 43 500 kg-nyi terhet a Hold felé indítani.

A NASA Johnson Space Center – Johnson Űrközpont – bejárata közelében kiállított Saturn V rakéta épülete
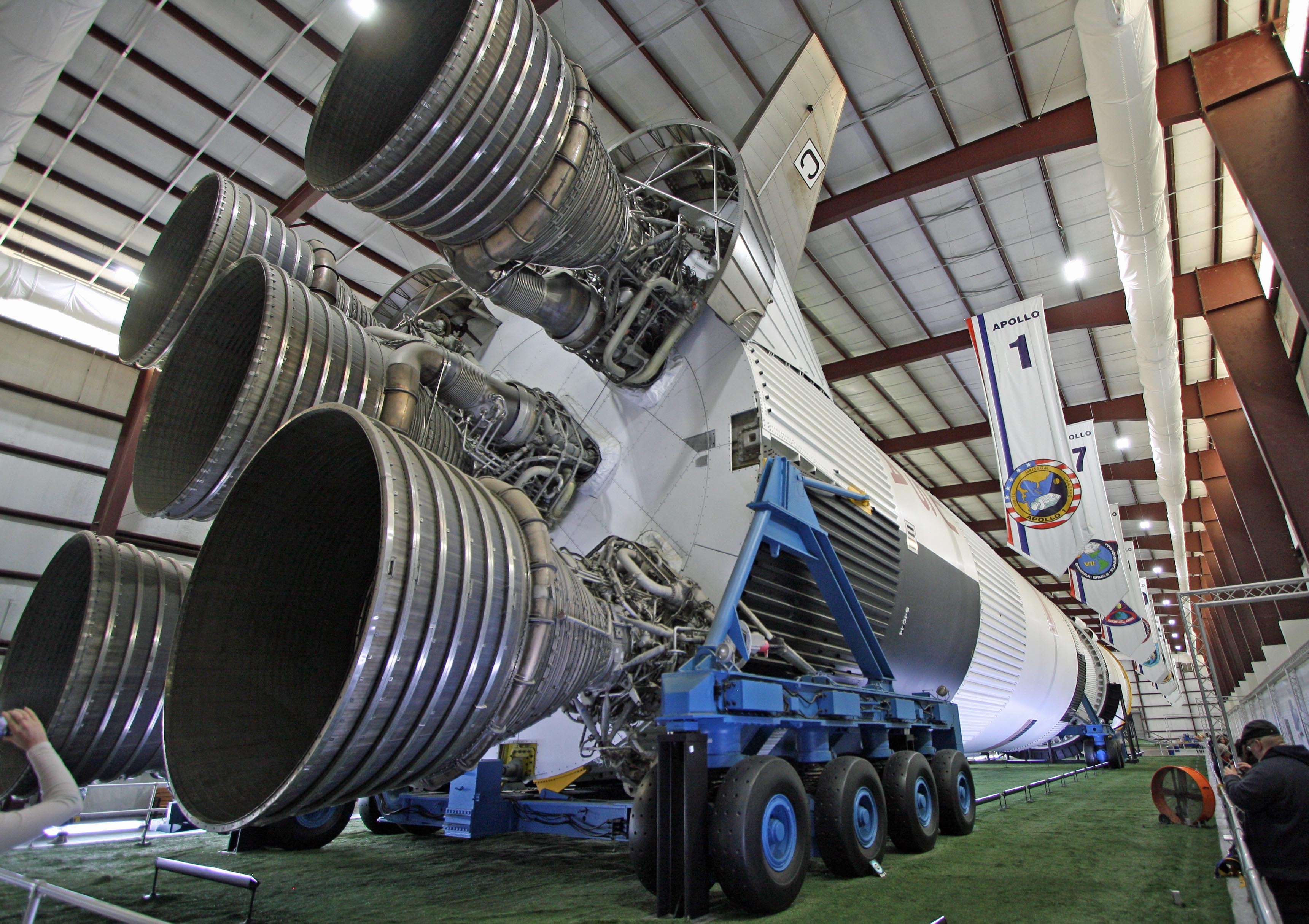
Hordozóra szerelt Saturn V rakéta, ami a törölt Apollo–19 küldetés rakétája lett volna
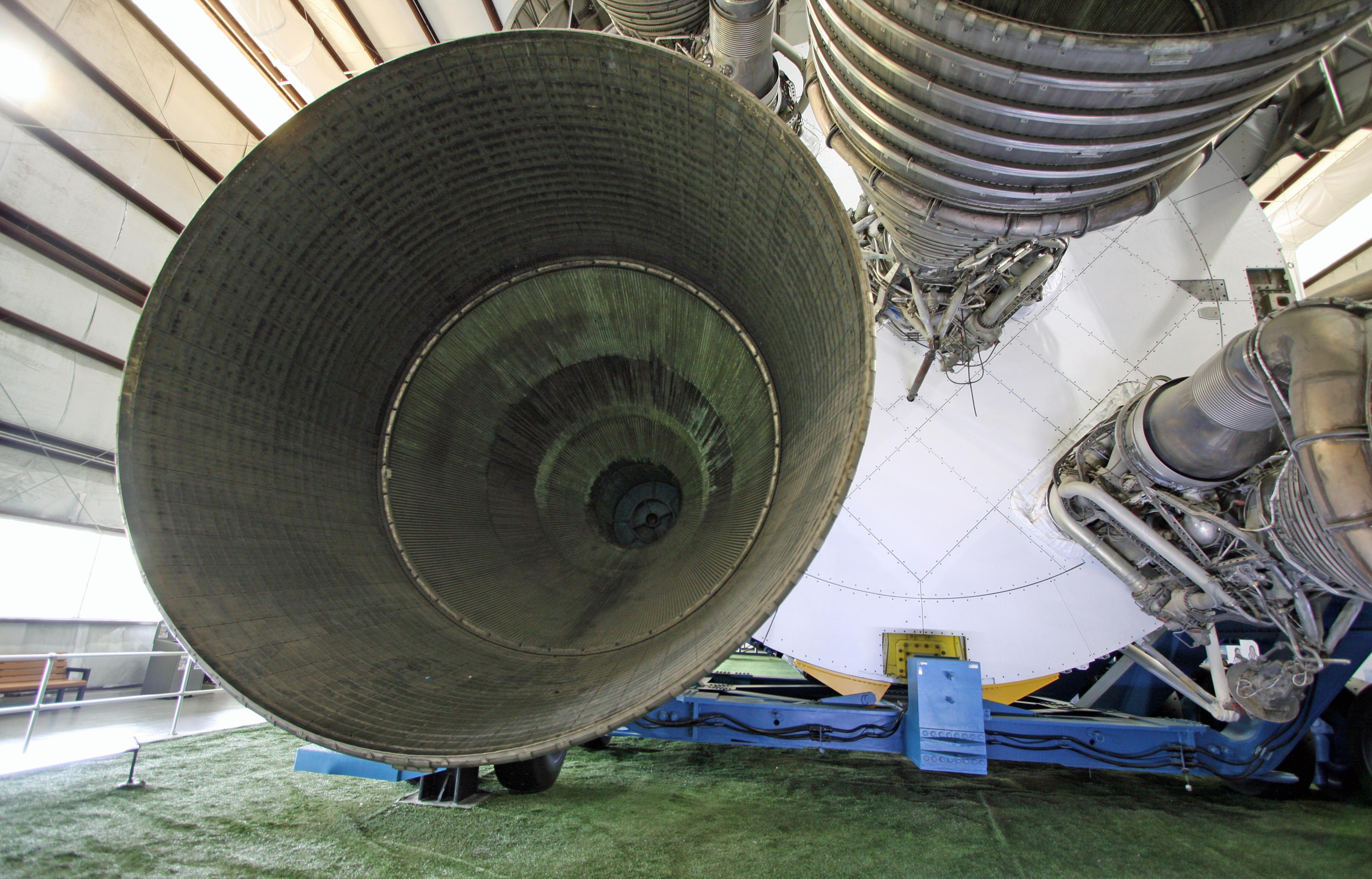
A Saturn V rakéta első fokozatának fúvókája
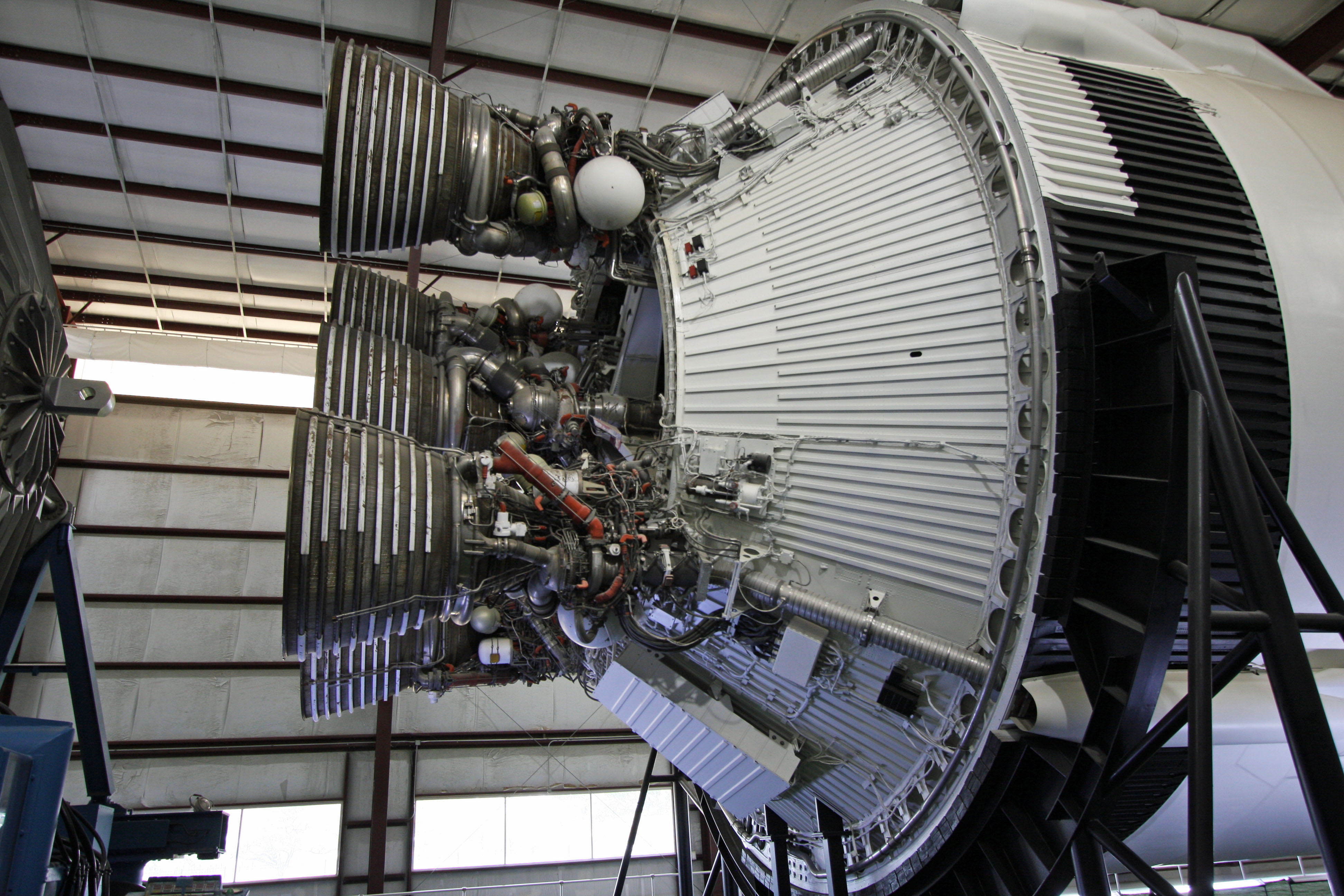
A Saturn V második fokozatának hajtóműve
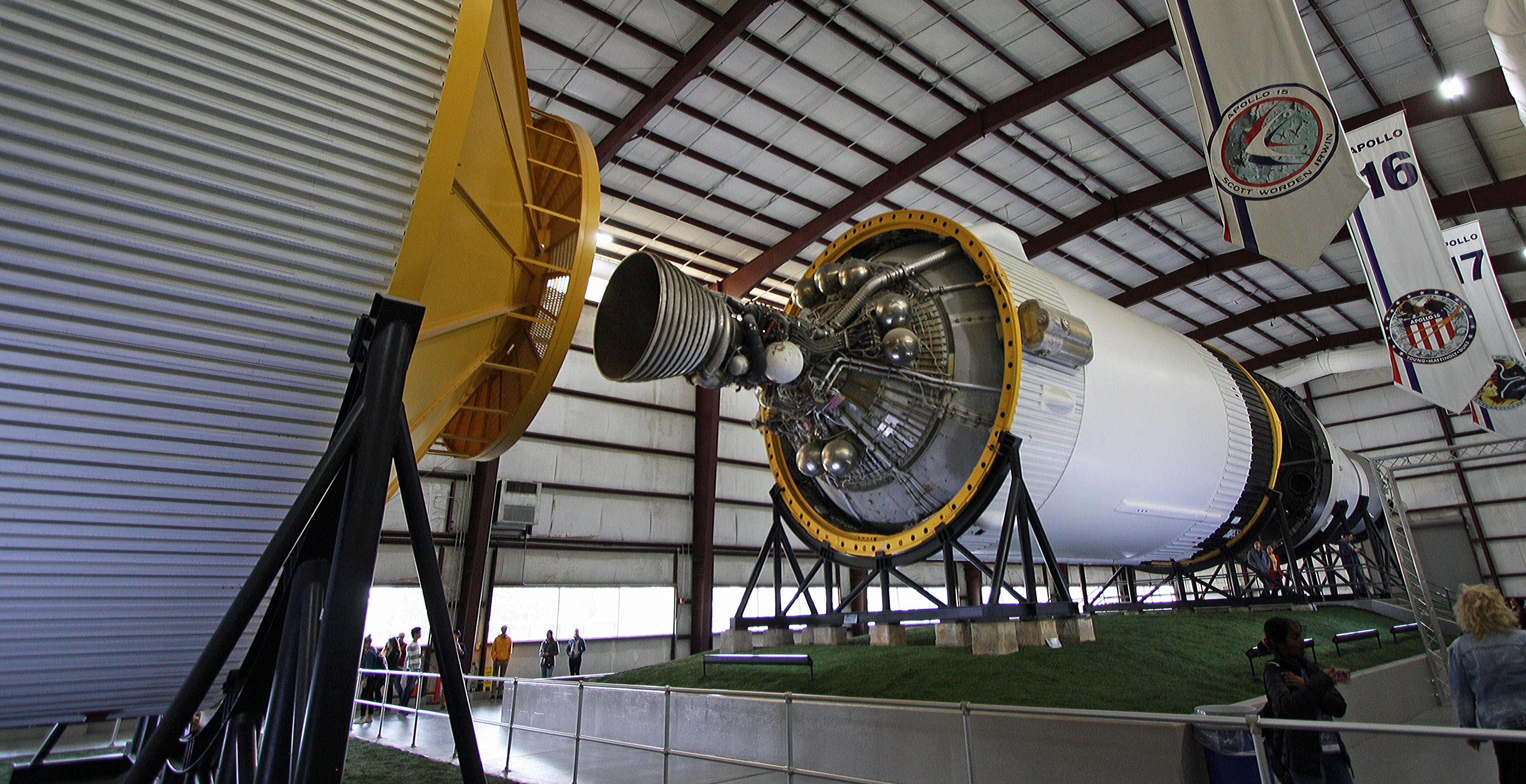
A Saturn V harmadik fokozata
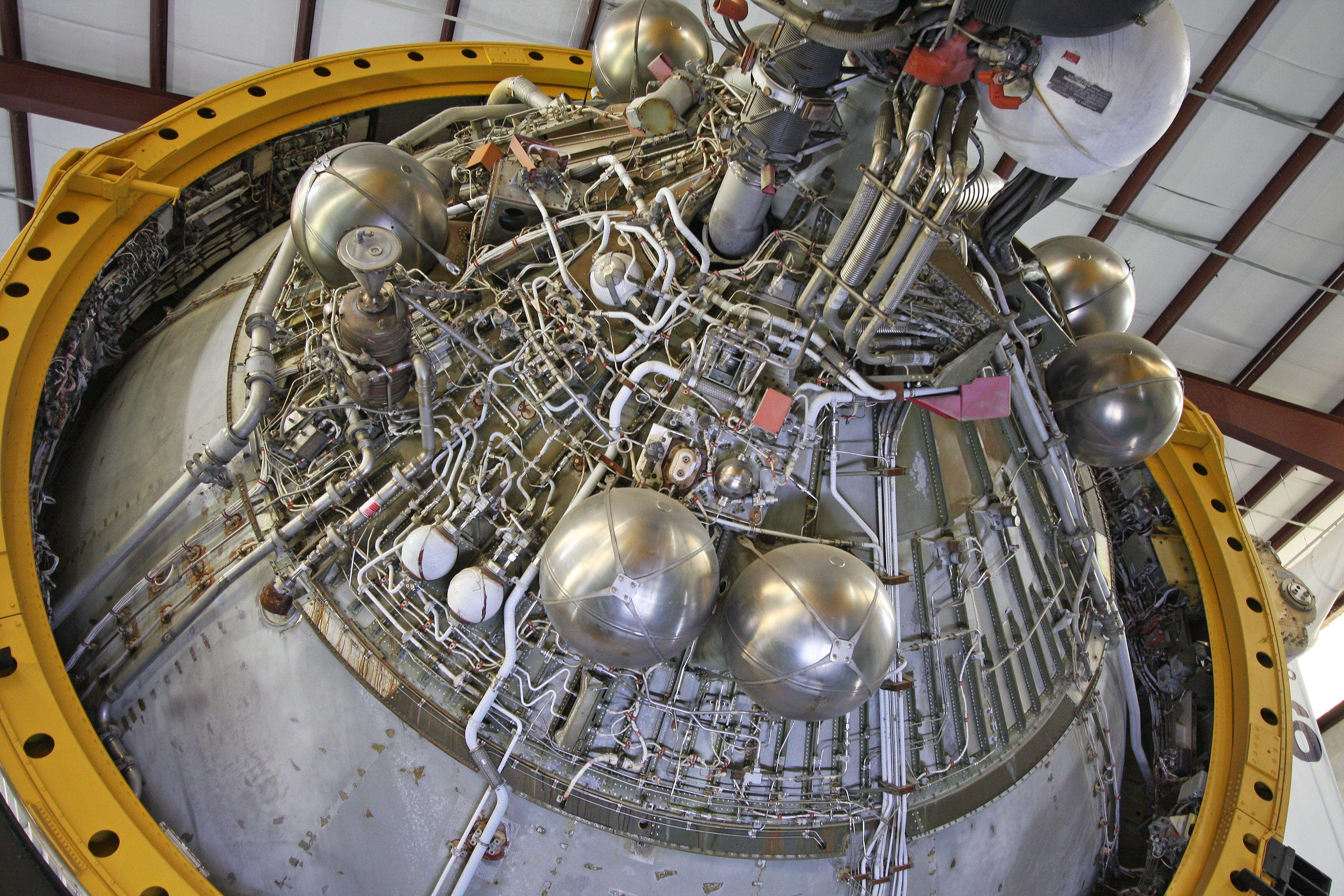
A Saturn V harmadik fokozatának hajtóműve
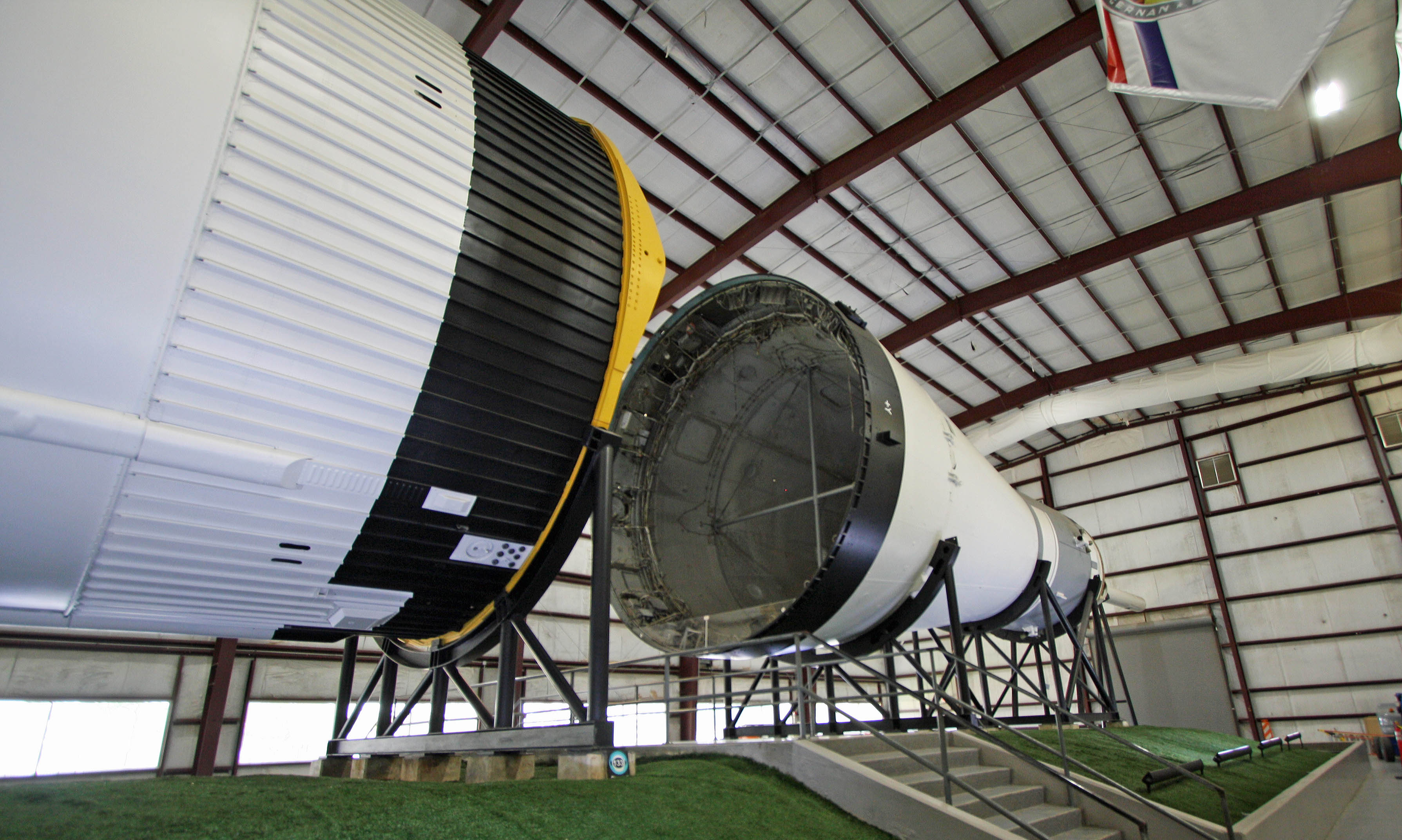
A Saturn V holdrakéta orrán elhelyezkedő "hasznos terhet" szállító egység a visszatérő kabinnal
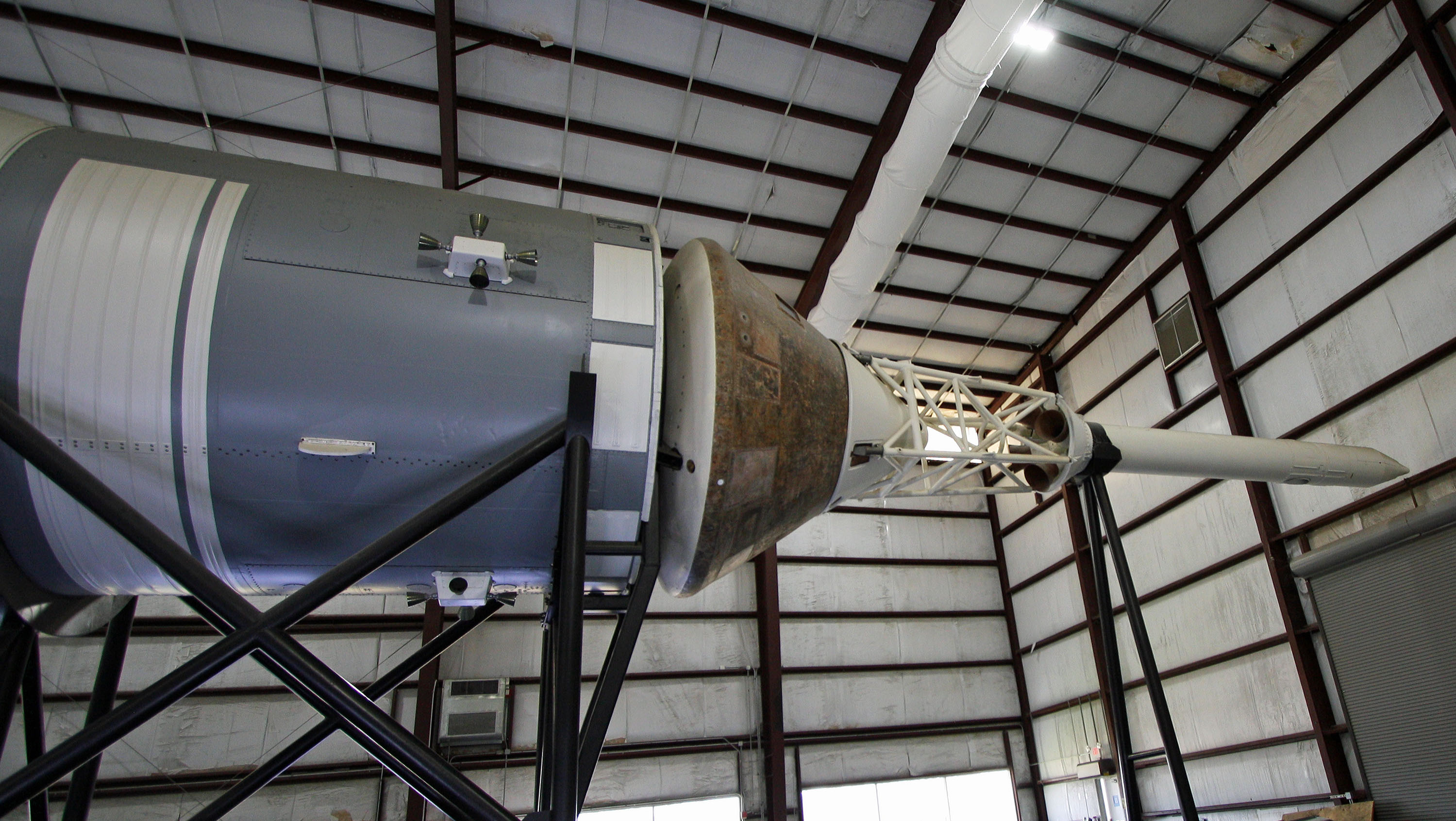
A Saturn V holdrakéta orrkúpja a visszatérő kabinnal

### S–IC

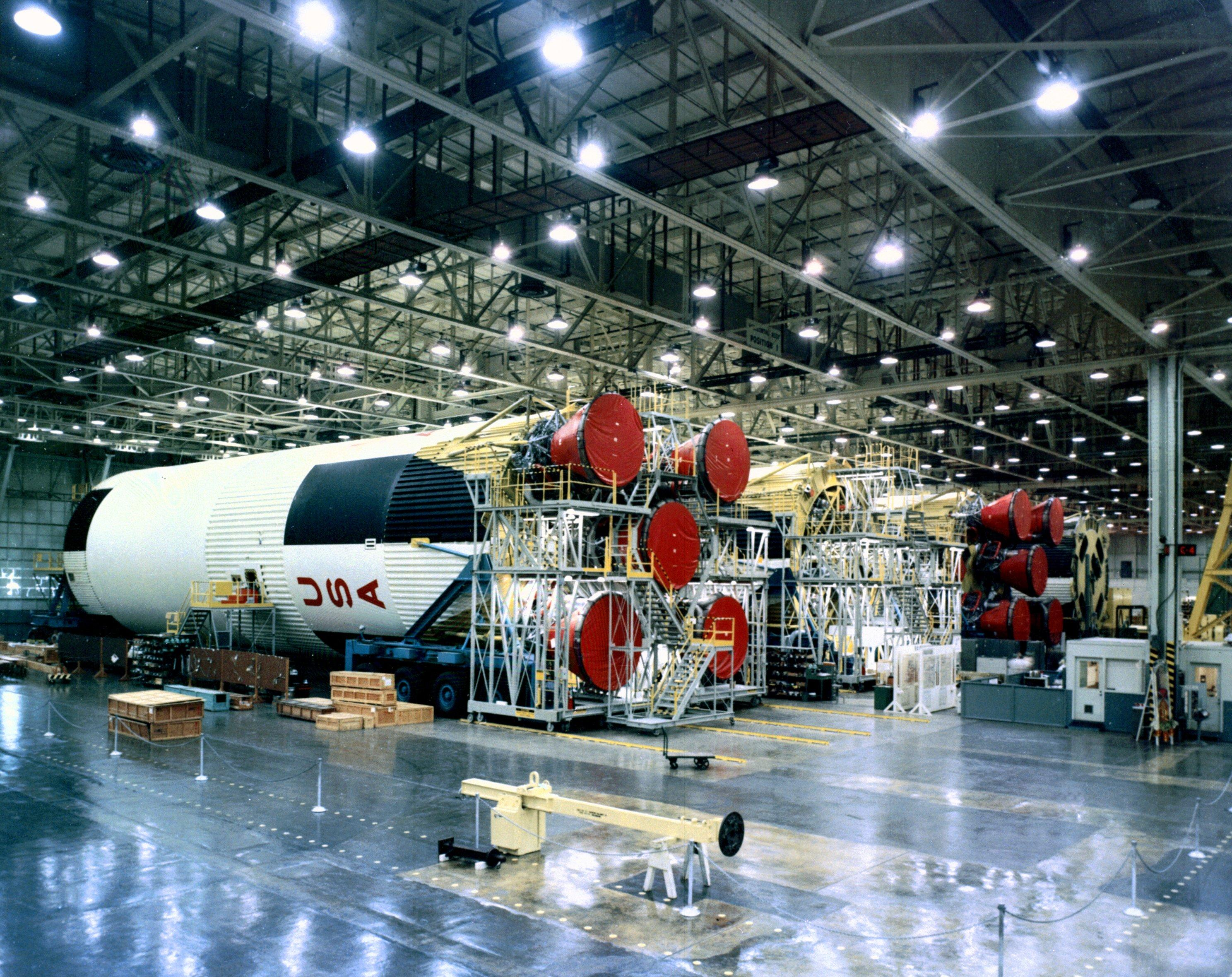
Az első S–IC-ket szerelik össze a Michoud Telepen

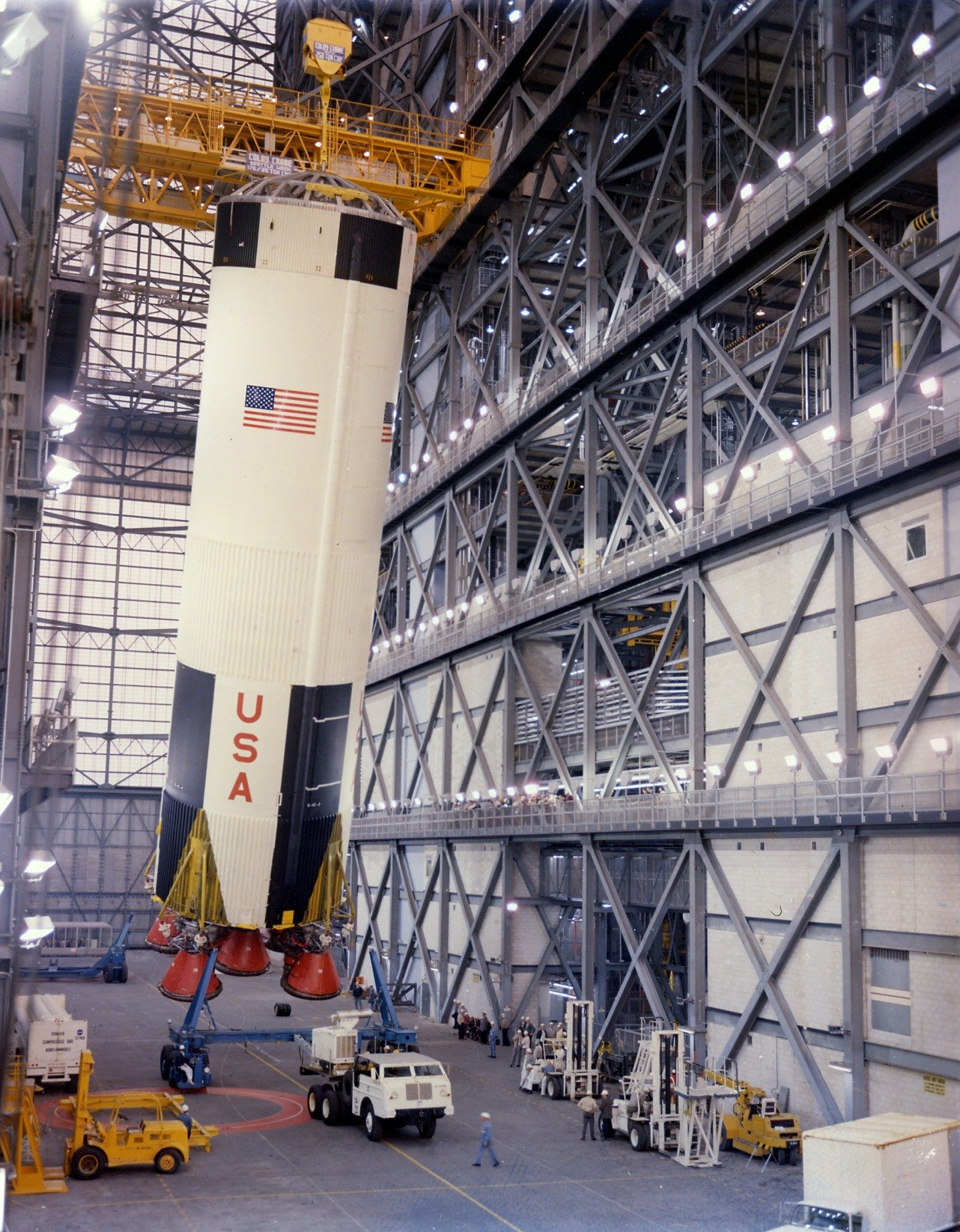
Az Apollo–8 S-IC-jének szerelése Cape Kennedy-n, a VAB-csarnokban

A Saturn V rakéta első fokozata az S-IC lényegében a második világháborús V–2 rakéta egyenesági leszármazottja volt. A rakétafokozatot a Marshall űrközpontban Wernher von Braun mérnökcsoportja tervezte. Hajtóanyaga az RP–1 jelű repülőgép üzemanyag, a kerozin volt, amelyhez cseppfolyós oxigént használtak oxidálószerként. Méreteit tekintve a fokozat 42 méter magas, az alapjánál 10 méter átmérőjű henger volt (nem számítva a farokvezérsíkokat). Az öt hajtómű 34 000 kN tolóerőt szolgáltatott. A hajtóműveket klasszikus „ötös kötésbe” szerelték (lényegében egy egyenlő szárú kereszt alakba), a középső hajtóművet fixen építették be, a négy külső hajtóművet vízszintes stabilizátorra (gimbalra) szerelték, hogy a hajtóművek hidraulikus kitérítésével kormányozni lehessen repülés közben az űrszerelvényt. A fokozat hajtóműveként a Rocketdyne F–1 hajtóművet építették be, amely a valaha volt egyik legnagyobb teljesítményű rakétahajtómű, sikeres kifejlesztése az egész holdprogram sikerének egyik kulcsa volt. A hajtómű fejlesztése folyamatos volt, így a kezdeti repülések (Apollo–4, –6, stb) és a végső repülések (Apollo–15, –16, –17) között a hajtómű teljesítménye tovább növekedett.
Felépítése szerint öt részből állt:
- Meghajtásház: ez a rész fogadta magába az öt darab Rocketdyne F–1 hajtóművet. Emellett belül egy alsó hőpajzsot kapott, hogy a hajtóművekben keletkező hő ne jusson fel a tartálytérbe (különösen a cseppfolyós oxigén szintjére), kívül pedig a repülés stabilizálására szolgáló négy farokvezérsíkot szerelték rá. Alul, az alsó gyűrű alakú alapkereten kialakítottak még négy megerősített bekötési pontot, ahol csavarokkal a mobil indítóállvány platformjához rögzíthették a rakétát (a csavarokat a start pillanatában lerobbantották). A fokozat belsejében futó üzemanyag vezetékeken és az azokat a hajtóműbe továbbító turbószivattyúkon kívül még fékezőrakétákat szereltek rá, hogy az indításkor, a fokozatleválás után kontrollálni lehessen, hogy hol zuhanjon a tengerbe az eszköz és ne viselkedjen véletlen interkontinentális ballisztikus rakétaként.
- Üzemanyagtartály szerkezet: közvetlenül a meghajtáshát felett helyezkedett el az üzemanyagtartály, amelybe 768 438 liter RP–1-es repülőgép üzemanyagot töltöttek. A belső falakat lötyögésgátló vízszintes bordázattal, az alját pedig szintén a folyadék örvénylését csökkentő bordázattal látták el. Ezen felül összesen 5, a cseppfolyós hidrogént szállító csővezeték futott át ezen a szekción.
- Tartályösszekötő szerkezet: egy egyszerűbb strukturális elem volt, amely összeköttetést, folytonosságot biztosított az üzemanyag és az oxidálóanyag tartályai között. Emellett itt helyezték el az oxigén feltöltő és leeresztő szelepeit, csatlakozóit, valamint itt biztosították a kiürülő üzemanyagtartály légellátását.
- Oxigéntartály szerkezet: az 1 252 971 liter cseppfolyós oxigénnek helyet adó tartály háza, amelybe a -183 °C-os folyadékot töltötték. Ebben a szerkezetben is lötyögésgátló bordázat ügyelt a stabilitásra, illetve itt kaptak még helyet a kiürülő tartályt megtöltő hélium tartályai.
- Felső szoknya: a fokozat legfelső szakasza, amely egyrészt szintén folytonosságot biztosított a második fokozattal (ellentétben például a szovjet N–1 konstrukcióval, ahol itt rácsozat volt és nem volt biztosított a folytonosság), illetve itt voltak a csatlakozók a második fokozat felé, amelyek például elektromos kapcsolatot hoztak létre, illetve a rakéta legtetején helyet foglaló számítógépből szállították a jeleket a fokozat irányításához. Emellett még az oxigéntartály szellőzését is itt oldották meg.

A rakétafokozat gyártói szerződését a Boeinggel kötötte meg a NASA 1961. december 15-én. Minden fokozat a NASA New Orleans közeli Michoud Összeszerelő Üzemében készült. Az első hat példányt, amelyeket tesztekre és az első, ember nélküli tesztrepülésekre használtak fel, még a NASA Marshall Űrközpontjának mérnökei építették, majd a gyártóeszközöket átadva a további sorozatgyártást már a Boeing végezte (érdekesség, hogy később a Space Shuttle űrhajórendszer legnagyobb elemét, a külső üzemanyagtartályt is itt szerelte a Lockheed Martin ugyanezen a módon). Az elkészült egységeket hajóra rakták és úgy juttatták el Floridába, tekintettel a fokozat méreteire, amely egyetlen más szállítási módhoz sem illeszkedett.

### S–II

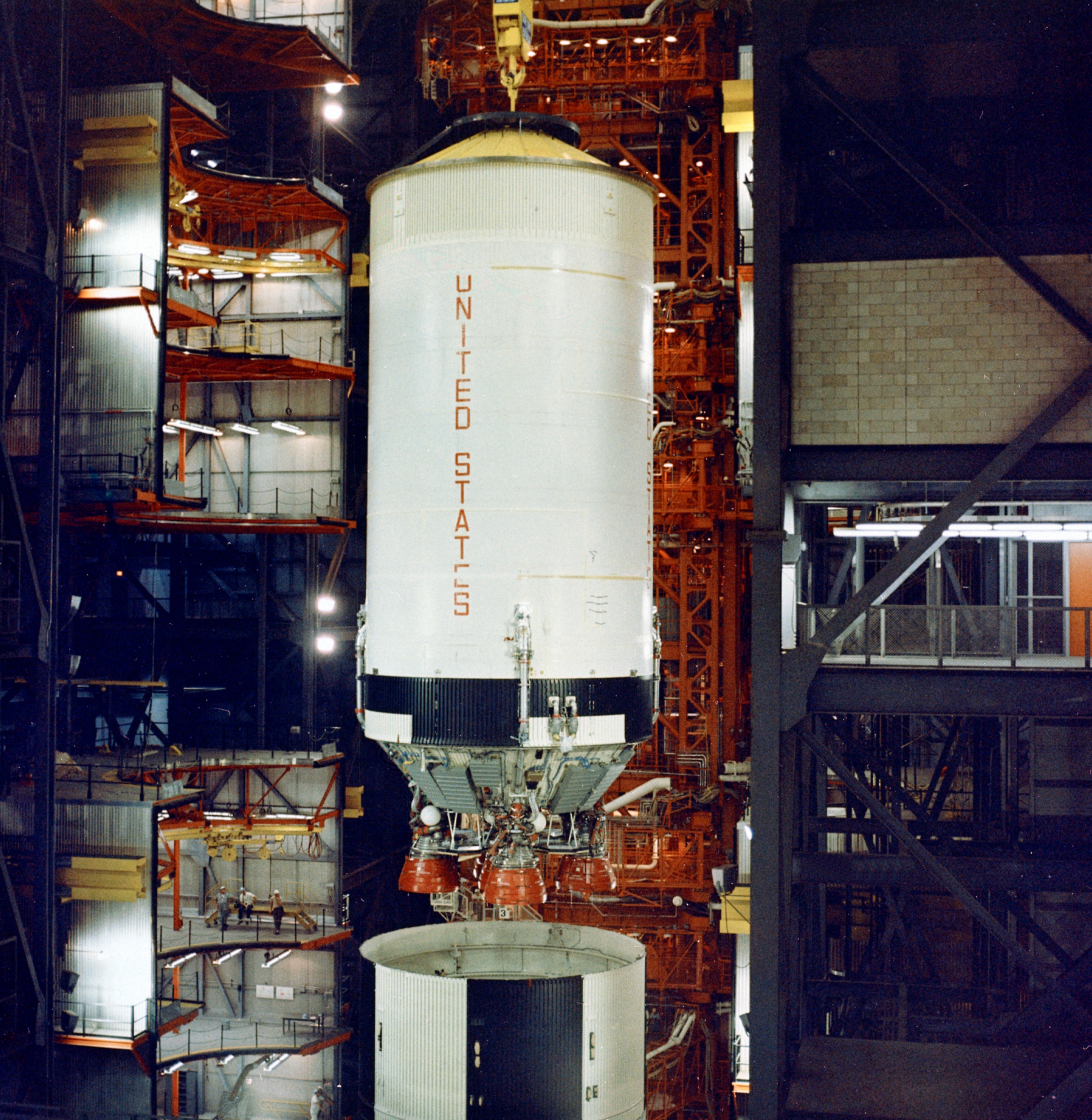
Az S-II fokozat az Apollo–6 összeszerelése közben a VAB-csarnokban

A rakétafokozat lényegében egy vadonatúj elgondolás, a hidrogén-oxigén hajtás, illetve az azt megtestesítő Rocketdyne J-2 hajtómű köré épült. Az USA-ban az 1950-es évek végén kísérletek zajlottak a cseppfolyósra hűtött hidrogén és oxigén rakéta-hajtóanyagként való alkalmazására, mivel adott (alacsony) tömeg mellett fajlagosan nagy energia (tolóerő) volt kinyerhető a két anyag reakciójából. Az első fecske az Atlas rakéták Centaur felső fokozatában használ RL10-es hajtómű volt, amely ezt a technológiát használta. A hidrogén-oxigén hajtás kutatásának vezetését éppen az az Abe Silverstein látta el, akire a NASA később a rakétafejlesztések osztályozását és kiszelektálását bízta, így nem meglepő, hogy a fajlagosan nagy tolóerőt igénylő fejlesztések (mint a Holdhoz küldött Saturn rakéták) esetében beválogatta a saját fejlesztését is a tovább viendő projektek közé. Ezen fejlesztési projekt végeredménye lett a J–2 hajtómű, amelyet a Rocketdyne építhetett meg. A hajtómű közel 500 kN tolóerőt fejtett ki és ezzel kiválóan alkalmasnak látszott a készülő óriásrakéta második (és harmadik) fokozatába. Eredetileg ugyan négy hajtóműves, 6,6 méter átmérőjű fokozatra gondoltak a fejlesztők, de később áttértek az öt hajtóműves elrendezésre és az ehhez szükséges tartályok és a befogadószerkezet méreteit alakították hozzá. Eszerint a fokozat 24,87 méter hosszú, az alapjánál 10 méter átmérőjű volt (egyezően az S-IC-vel). Üres tömege 36 000 kg volt, míg feltöltött állapotban 480 000 kg-ot nyomott.
Az S-II fokozat nagyon hasonló volt az S–IC-hez, azonban csak négy részből állt:
- Alsó fokozat összekötő: lényegében ezzel a részegységgel kapcsolódott az S-II az S-IC-hez, itt került átadásra az első fokozat tolóereje a felsőbb szerkezetekhez
- Meghajtásház: itt helyezkedett el az öt hidrogén-oxigén hajtású Rocketdyne J–2 hajtómű. Emellett ide is hőpajzsot építettek be, hogy a hajtóművek termelte hő ne legyen hatással a tartályokra és a szerkezetre. A hajtóműveket itt is szabályos ötös kötésbe rendezték, ahol az első fokozattal teljesen megegyező módon a középső J-2 fix beépítésű volt, míg a szélső négy hajtóművet vízszintes stabilizátorokra szerelték a kormányozhatóság megoldására. A hajtóműveket egy fordított csonkakúp alakú szerkezetbe szerelték, amely szerkezet közvetlenül a fölé szerelt tartályok felé közvetítette a tolóerőt.
- Tartályház: ebben a részegységben kapott helyet alul a cseppfolyós oxigén tartálya, felül pedig a cseppfolyós hidrogéné. A fokozat sajátossága ebben a részegységben jelent meg, míg az első fokozatban a két tartály két teljesen külön választott egység volt, köztük egy tartályösszekötő szerkezettel, addig itt az alsó tartály teteje és a felső tartály alja közös volt. Mindössze az eltérő hőfok miatt (az oxigén -183 C°, a hidrogén -253 C°) egy méhsejt szerkezetű, 10 cm vastag szigetelést kapott a két anyag elválasztására a szerkezet (hogy így a -219 C°-on szilárddá fagyó oxigén meg ne fagyjon a saját tartályában). Ezzel a megoldással három méterrel rövidebb és 4,5 tonnával könnyebb szerkezetet kaptak a mérnökök. A tartályokba 377 326 liter oxigént és 1 181 986 liter hidrogént töltöttek.
- Felső szoknya: az első fokozat hasonló elemével teljesen megegyező funkcióval, azaz folyamatosságot biztosított a két fokozat között, illetve itt voltak a feltöltő és szellőző szelepek, valamint a fokozatokon át vezető vezetékek.

A NASA 1966. január 3-án hirdette ki, hogy a North American építheti a holdrakéta második fokozatát, amely aztán Seal Beach-en, Kaliforniában építette fel az ehhez szükséges üzemet. A kész rakétafokozatok a Panama-csatornán keresztül, az S–IC-hez hasonlóan, hajón érkeztek Floridába. A fokozat kulcsának számító J–2 hajtómű gyártási szerződését szintén a North American (egészen pontosan annak Rocketdyne divíziója) nyerte el 1960 nyarán, amelyben 55 hajtómű gyártását rendelte meg a NASA.

### S–IVB

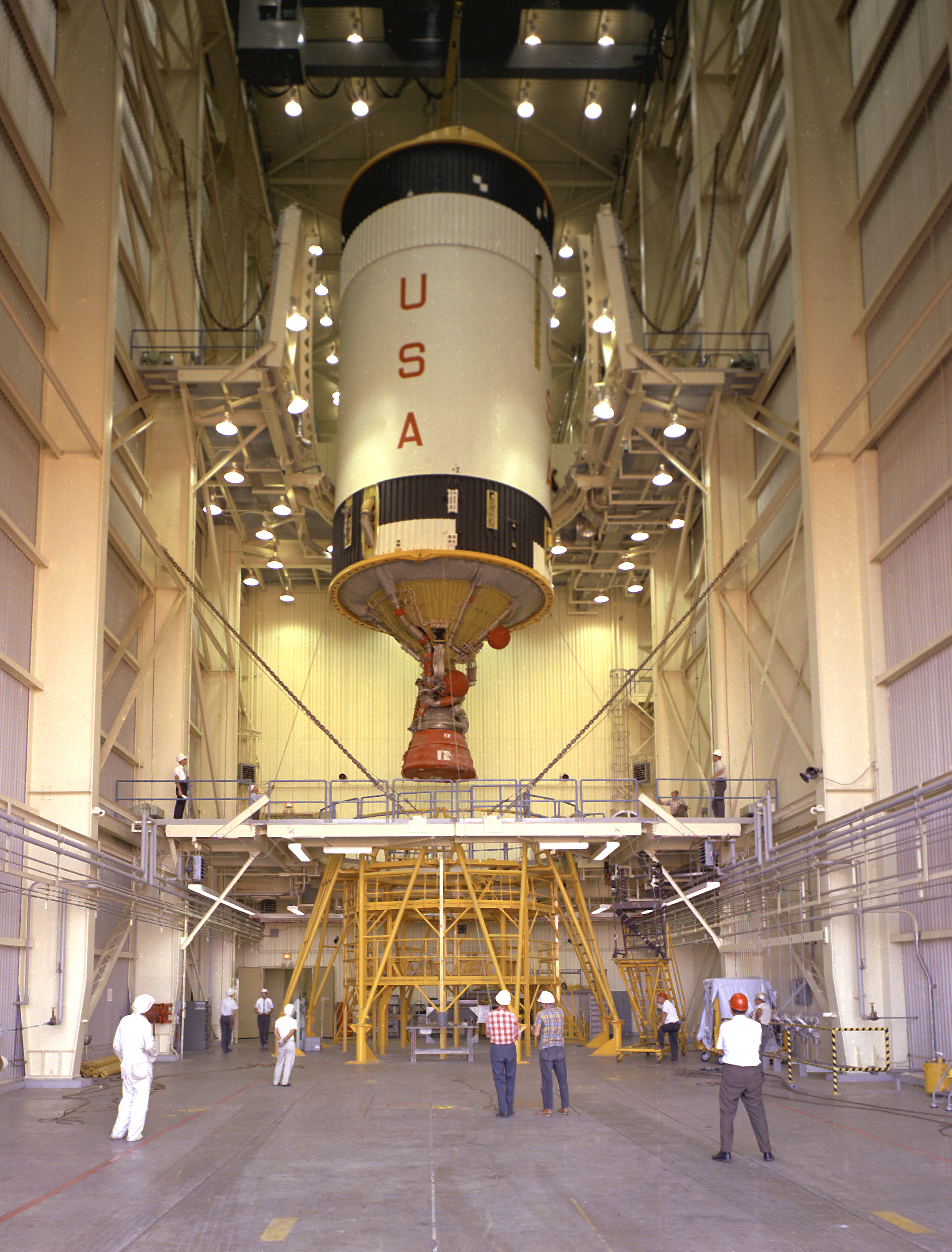
Az S–IVB a VAB egyik daruján összeszerelés előtt

Az S–IVB az S–II koncepcióbeli kistestvéreként született, azaz a hidrogén-oxigén hajtást alkalmazó rakétafokozatként választották ki, mint lehetséges fejlesztési irányt. Eredetileg a Silverstein-bizottság az akkor még név nélkül, C–4 kódnéven futó tervvariációjához szerepelt egy negyedik fokozat, hat kisebb hidrogén-oxigén hajtóművet alkalmazó fokozat (innen a római négyes jelölés), amely később S–IV néven futott tovább. A Saturn I rakéták fejlesztése során felmerült, hogy a felső fokozatban a hat kisebb hajtóművet lecserélik a korszerűbb J–2-re és így a fokozat eggyel fejlettebb fokozatba lép (a nevében is az S–IVB jelöléssel jelzik ezt a fejlődési lépcsőt). A Saturn I rakéta fejlesztése is Saturn IB néven folyt tovább. Még később, amikor a holdprogramhoz kijelölték a Saturn V-öt, mint lehetséges rakétát, nyilvánvalóvá vált, hogy a harmadik fokozatnak újraindíthatónak kell lennie. Ezért akkor az S–IVB további fejlesztése ketté vált: a Saturn IB-hez használt egyedek továbbra sem voltak újraindíthatóak és S–IVB–200 jelöléssel készültek, a Saturn V újraindítható példányai pedig az S–IVB–500 jelölést kapták.
Az S-IVB fokozat egyszerre volt nagyon hasonló és nagyon különböző az S–IC-höz, felépítését tekintve ez is négy részből állt:
- Alsó fokozat összekötő: ez a fokozat is egy üres gyűrűvel, mint szerkezeti elemmel csatlakozott az alsóbb fokozathoz, amelyen egyetlen aktív részegység volt, a fékezőrakéta, hogy irányítani lehessen az elem földet érését. Az elem szinte egyetlenként kúpos alakú volt, mivel az S–IVB átmérője csak 6,6 méter volt, szemben a rakéta többi részének 10 méterével és ezt a méretbeli lépcsőt ezzel az elemmel hidalták át.
- Meghajtásház: az alsóbb fokozatokhoz hasonlóan ide volt beépítve a fokozat egyetlen J–2 hajtóműve, amely annyiban különbözött az egész rakéta többi hajtóművétől, hogy ez volt az egész rendszer egyetlen olyan hajtóműve, amely újraindítható volt. A hajtómű fixen volt beépítve a fordított csonka kúp alakú keretbe, amely átadta a tolóerőt a fokozat és a hasznos teher szerkezetének.
- Tartályház: ez a részegység felépítésében teljesen megegyezik az S-II-vel, azaz az alul levő oxigéntartály és a felette elhelyezkedő hidrogéntartály közös válaszfallal rendelkezett, az S–II-nél is alkalmazott méhsejt szerkezetű szigeteléssel. A feltöltött rakétafokozat 73 280 liter cseppfolyós oxigént és 252 750 liter cseppfolyós hidrogént fogadott magába.
- Felső szoknya: ennek a részegységnek az volt az egyszerű feladata, hogy továbbítsa a tolóerőt az űrhajó felé és folytonosságot biztosítson a rakéta és a felette elhelyezkedő műszeregység és a hasznos teher között. Emellett néhány antennát és elektronikát szereltek ide.

A NASA 1960. április 19-én jelentette be, hogy a fokozat gyártására kiírt tendert a Douglas Aircraft nyerte el, így ők kezdhetik el az S–IV készítését. Ezt a szerződést csak módosította kissé, de a Douglas személyén mit sem változtatott, hogy a fokozatot a korszerűbb S–IVB-re cserélték, majd később sem változott a helyzet, amikor az S–IVB-nek is két változata lett, a 200-as és az 500-as. A Douglas a kaliforniai Huntington Beachen gyártotta az egységeket, amelyek szerencsésen befértek a NASA Super Guppy speciális szállító repülőgépébe, így légi úton érkeztek Kaliforniából Cape Canaveralre.

### IU (Instrument Unit)
Az Instrument Unit (műszeregység) az űrszerelvény pályán tartásáért felelős eszközök, elsősorban az IBM számítógép elhelyezésére szolgált. Ez egy henger alakú szekció volt, amely az S-IVB fokozat tetején kapott helyet. A henger palástján belül helyezték el a számítógépet, illetve a tehetetlenségi navigációs rendszer giroszkópjait, a henger belseje teljesen üres volt. Az IU végezte a navigációs rendszer által érzékelt mozgások alapján a hajó helyzetének meghatározását és a pályára álláshoz szükséges pályakorrekciós manőverek kormányparancsait.

### Mentőrakéta

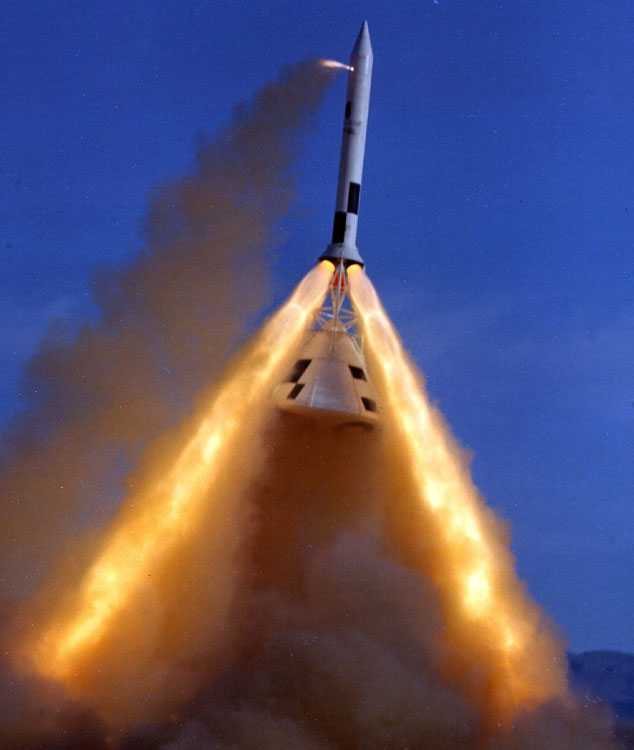
A mentőtorony működés közben egy teszt során. Élesben soha nem kellett alkalmazni

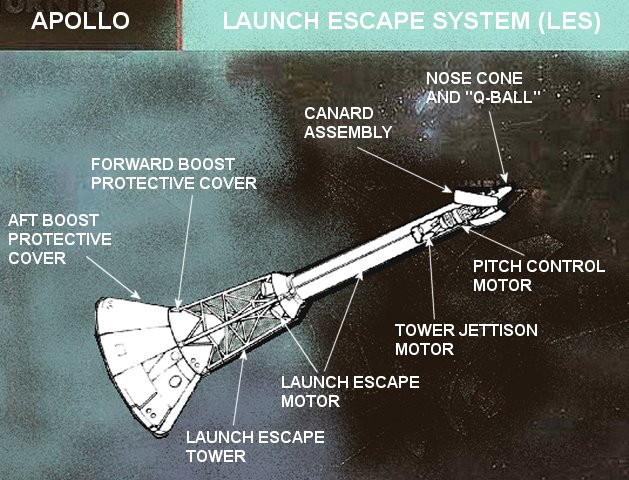
A mentőtorony felépítése

A Gemini űrhajók katapultüléses mentőrendszere után az Apollónál visszatértek a mentőrakétás dizájnhoz, hogy egy esetleges startbaleset esetén (akár az indítóállásban, akár emelkedés közben) a legénységet, illetve az őket magába fogadó űrkabint azonnal és minél távolabb juttassák az esetleg fel is robbanó rakétától.
Működési elve szerint a mentőrendszert három, a holdrakéta külső borításán lefutó kábel jelzései irányították. A három kábelből kettő jelének elvesztése esetén a rendszer azonnal beindult. Párhuzamosan a parancsnok is aktiválni tudta a rendszert egy „Megszakítás” (Abort) jelű fogantyú meghúzásával a kabinból. Amikor vészhelyzetben aktiválódott a rendszer, a mentőtoronyra szerelt szilárd hajtóanyagú rakéta begyújtott, a parancsnoki kabin (CM) piropatronjai leválasztották az egységet a műszaki egységről (SM), közben a mentőtorony tetején kinyílt egy kacsaszárny, amely így eltávolította a kabint a rakétáról, egyben irányt is váltott, hogy minél messzebb legyen az űrhajó és a rakéta egymástól, így vonva ki az űrhajót egy esetleges robbanás hatása alól. Ezután a mentőrendszer levált a kabinról és az az ejtőernyőrendszerén le tudott szállni.
Egy másik forgatókönyvet képviselt egy indítóállásbeli mentés. Ebben az esetben a mentőrendszer funkciója annyiban változott volna, hogy a kabin elég magasba és távolra vigye a robbanó rakétától, hogy az ejtőernyőrendszernek legyen helye kinyílni és biztonságos távolban letenni a földre (vagy vízre) az űrhajót.
Amennyiben semmilyen vészhelyzet nem lépett fel a start és az emelkedés során, normál üzemmódban a mentőrendszer 20-30 másodperccel az S–II második fokozat beindulását követően automatikusan levált, egy másik, szintén szilárd hajtóanyagot használó ún. torony leválasztó hajtómű segítségével és visszazuhant a Földre. Ezen a ponton túl már másfajta megszakítási forgatókönyv szerint ment volna egy esetleges mentés.
Felépítése (alulról felfelé)
- Űrhajóvédő borítás: a teljes űrhajót beborító, kúp alakú orrkúp, amely üvegszál erősítésű műanyagból készült és az volt a funkciója, hogy védje az űrhajót a felszállás légköri részében. Kezdetben nem szerepelt a tervekben, ám a mentőtorony korai tesztjei között nyilvánvalóvá vált, hogy a működésbe lépő rakéták lángja sérülést okozhat az űrhajó ablakain, ezért később hozzáadták a mentőtorony tervéhez. Az orrkúp az Apollo űrhajó ejtőernyőháza felett volt és védte azt, illetve az összekapcsolódáshoz szükséges dokkolószerkezetet is, mely különben közvetlenül érintkezett volna a levegővel a felszállás során.
- Mentőtorony: egy acélcsövekből álló, torony alakú szerkezet, amelyekbe a meghajtást szolgáló rakétahajtóműveket szerelték
- Torony leválasztó hajtómű: ez egy kisebb rakétahajtómű volt, a fő hajtóművek fölött, amelynek funkciója az volt, hogy amikor már nem volt szükség az egész toronyra, leválassza azt az űrhajótól és eltávolítsa az űrszerelvénytől. Erre valamikor a második fokozat begyújtását követően került sor.
- Mentőrakéta: a rendszer fő részegysége, egy szilárd hajtóanyagú rakétahajtómű, amely vészhelyzet esetén lépett volna működésbe és távolította volna el biztonságos távolságba az űrhajó utaskabinját a rakétától. A hajtómű egy hosszú csőbe volt szerelve, amelynek négy fúvókája volt.
- Kacsa vezérsíkok és bólintó hajtómű: ezeknek a részegységeknek volt a feladata, hogy egy vészhelyzet esetén eltérítsék a rakétáról leváló űrhajót és más pályára vezessék, kivonva azt egy esetleges robbanás hatása alól. Illetve ezen részegységek feladata lett volna, hogy egy indítóállásban kitört tűz esetén valahová oldalra eltérítse a rakétáról leválasztott űrhajót, hogy az ne essen vissza a robbanás epicentrumába.
- Q golyó borítás: az egész rendszer legbonyolultabb eleme volt. Igazából egyetlen funkciója volt, a start előtt megvédeni a Q golyót, hogy bármilyen szennyeződés, rovar belekerüljön és megzavarja az érzékelést, mivel a start során létfontosságú volt, hogy pontos adatok érkezzenek egy esetleges indítóállásbeli megszakítás esetén. Maga a takaró egy polisztirol lap volt. Ezt a lapot félbe vágták és egy öt centi széles gumiszalag tartotta a helyén, a gumiszalag mögött egy penge volt, a felezővonal mentén. A penge két végét és a borítást drótok kötötték össze, amelyek egy kábelhez csatlakoztak. Ez a kábel az indítótornyon levő darun volt átvetve, a másik vége pedig egész a 110 méter magas rakéta aljáig volt vezetve és egy hengerbe bújtatott súlyhoz volt kötve. A súly egy szolenoid szelep vezérelte karon pihent. Az irányítás ezt a szolenoid szelepet vezérelte. A startkor a szelep leengedte a kart, a súly leesett, az meghúzta a kábelt, amely a rá csatlakoztatott pengével elvágta a gumiszalagot és a borító két felé húzta, így az levált és messzire repült a rakétától, így biztosították, hogy az utolsó pillanatig védve legyen a Q golyó a külvilág hatásaitól.
- Q golyó és orrkúp: az egész mentőrendszer csúcsán levő orrkúp magába fogadott egy nyolc Pitot-csőből álló szerkezetet, az ún. Q golyót, amely nyomásmérésből nyert adatokat és továbbított a rakéta és az űrhajó navigációs rendszere felé. a Pitot-csövek mérték az ún. dinamikus nyomást (a Q-t) a repülés légköri fázisában, illetve szolgáltattak adatokat az állásszögről egy repülésmegszakítás esetében.

A mentőrakéta gyártására 1962. február 13-án kötött szerződést a NASA és a Lockheed Propulsion Company. A Lockheed készítette a szerkezetet, valamint a mentőrakéta hajtóműveket, míg alvállalkozóként bevonták a Thiokol Chemical Corporationt, akik a torony leválasztó hajtóművet állították elő. A szerkezet éles használatára soha nem került sor, sem az Apollo-programban, sem a Skylab-programban, sem az Apollo-Szojuz repülés során.

## Repülési profil
A Saturn V, mint holdrakéta vonult be a történelembe, mert bár az Apollo–4, –6, –9 és a Skylab űrállomás esetében csak Föld körüli pályára vitt hasznos terhet, a repülései zömében – szám szerint 9 alkalommal – a Holdhoz vitt űrhajósokat. Egyben a teljes Apollo–program rajta alapult. Éppen ezért az alábbiakban a leginkább jellemző repülési profilt, egy holdi út lépéseinek részletei következnek.
Minden repülés a floridai Kennedy Űrközpontból, a 39-es indítóállásból indult és egyetlen repülés – az Apollo–9 – kivételével a Csendes-óceánon ért véget. A rakéta 2970 tonnával startolt, de mindössze az 5,5 tonnás parancsnoki egység tért vissza, általában valamelyik óceán vízére szállva.

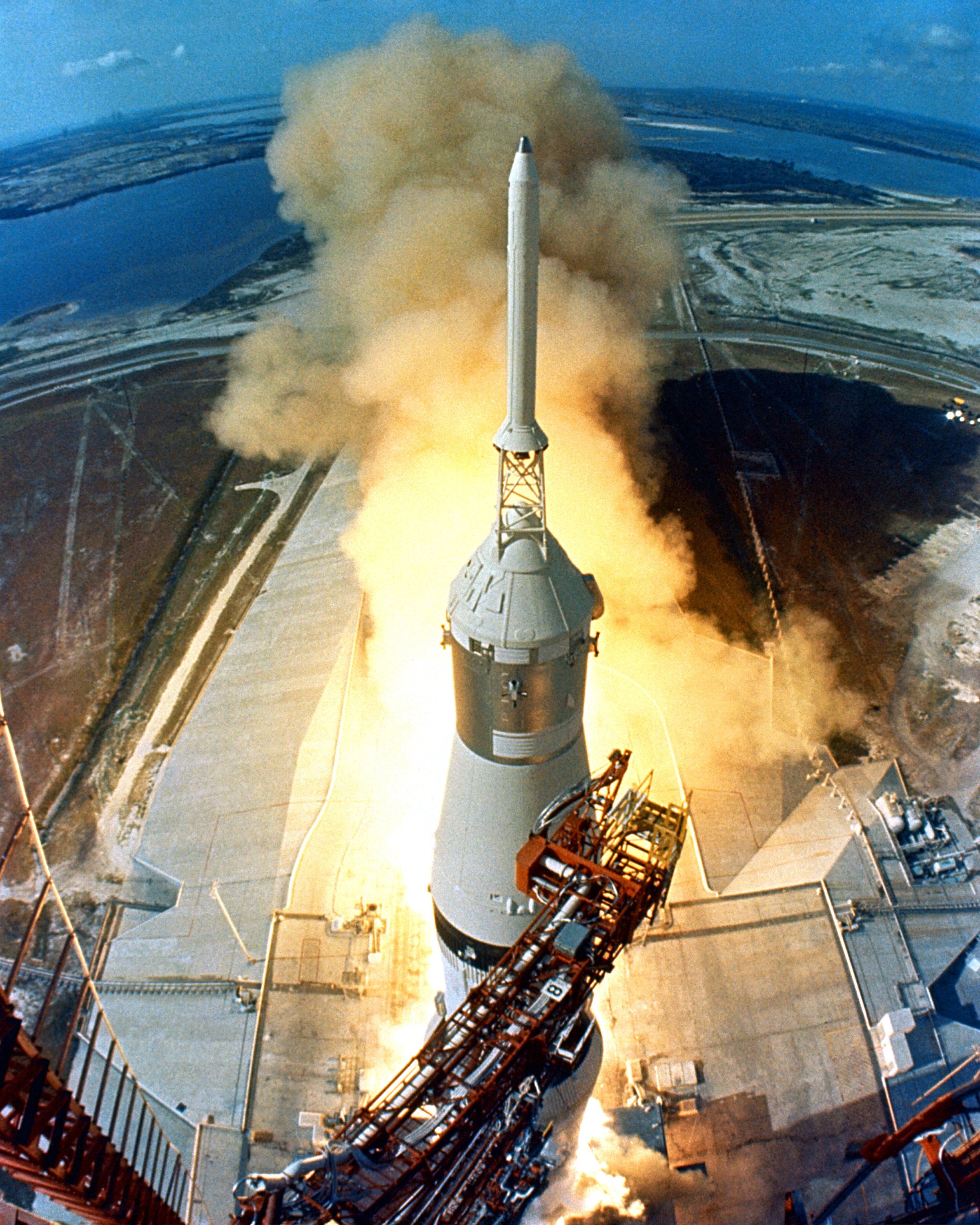
Az Apollo–11 startja az indítótorony tetejéről fényképezve

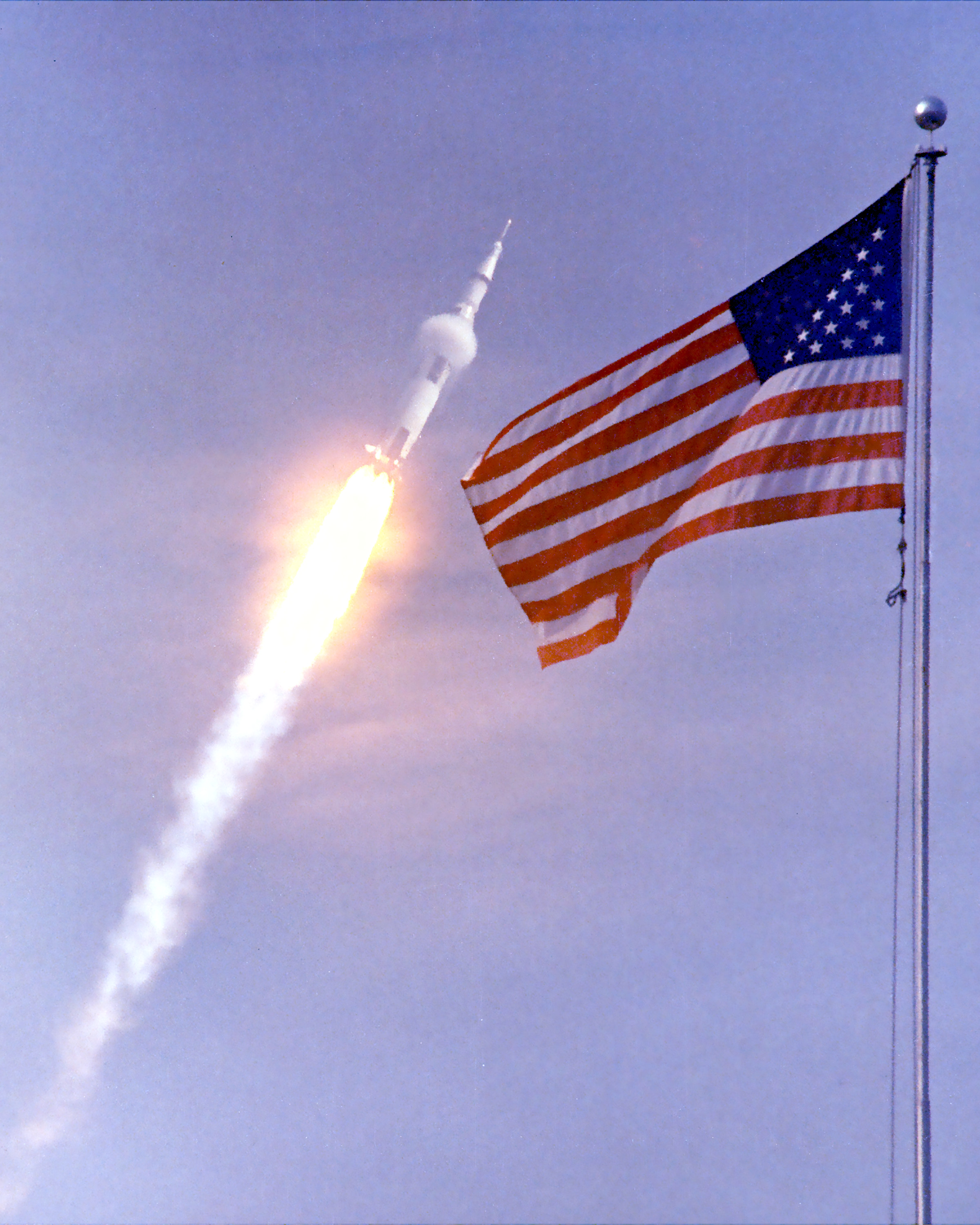
Hazafias töltetű művészi fotón érdekes jelenség: a hanghatár áttörésekor ún. lökéshullám gallér (a kicsapódó pára gömbje) látható a rakéta körül

### S–IC fázis
A felszállás a voltaképpeni elemelkedés előtt 8,9 másodperccel kezdődött, amikor megindult a gyújtási folyamat. Megnyíltak az S–IC üzemanyag és oxigén szelepei és egy szikráztató szerkezet begyújtotta a rakétát. Először a középső hajtóművet gyújtották be, majd ezt követték átellenes páronként a külső hajtóművek 300 milliszekundumos különbségekkel, amellyel a strukturális terhelést kívánták csökkenteni a rakéta szerkezetén. Amikor a tolóerő felépült – ezt számítógép mérte és felügyelte –, elkezdődött a rakéta szabaddá tétele. Előbb az ellátó karok távolodtak el a rakétatesttől, majd a farokrésznél az indítóplatformhoz rögzítő csavarok robbantak le fél másodperccel a számítógép jelzése után, ezután a rakéta szabadon kezdett emelkedni.
Tizenkét másodpercig tartott, amíg a rakéta elhagyta a torony felső szintjét (az első kb. 130 métert). Ekkor a Cape Canaveral-en működő startközpont átadta a rakéta irányítását, megfigyelését a houstoni irányítóközpontnak. A rakéta az átadás pillanatában 1,25 fokban megdőlt a függőlegestől, a toronnyal ellentétes irányba, hogy távolodjon attól és nehogy nekiütközzön egy esetleges hirtelen szélroham miatt (a keletről, vagy nyugatról készült fotókon jól látszik már ez a jelentéktelen dőlés is). Ezen a 130 méteres magasságon az irányítórendszer beindította a rakéta bólintó mozgását is, amely egészen a második fokozat beindulásától számított 38. másodpercig tartott. Ez a tizenkét másodperc és 130 méteres magasság számított egyébként az egész repülés legveszélyesebb szakaszának. Mivel amint a rakéta elemelkedett a platformról, nem tudott oda visszaereszkedni biztonságosan, amennyiben mégis visszazuhant volna, akkor a feltöltött tartályokban levő üzemanyag és oxigén a számítások szerint egy 2 kilotonna TNT erejének megfelelő bomba (lényegében a hirosimai atombomba tizedének megfelelő hatású) robbanással járt volna. Ennek a veszélynek a csökkentésére szerelték be a „Saturn veszély érzékelő rendszert” (Saturn Emergency Detection System – EDS), amely az emelkedés első 30 másodpercéig üzemelt és felkészítették a mérnökök, hogy bármikor automatikusan beavatkozzon.
Az emelkedés során a külső hajtóművek tolóerő állásszögét úgy állították be, hogy azok eredője mindig a megfelelő (a bólintási programnak éppen az adott pillanatban érvényes) irányban tolja előre a rakéta tömegközéppontját, még akkor is, ha valamilyen meghibásodás folytán az egyik hajtómű meghajtása kiesne. A Saturn V gyorsulása nem volt egyenletes. Az emelkedés első fázisában a magasságnyerés volt az elsődleges, a gyorsulás csak később került előtérbe. A rakéta csak egy perc múltán, 5,6-7,2 km magasság között törte át a hanghatárt, miközben 1600 méteren még csak 120 m/s-nál járt. A hanghatár átlépésekor egy érdekes jelenség, a lökéshullám gallér figyelhető meg, ami a kicsapódó pára gömbszerű felhője a parancsnoki modul aljánál.
A repülés 80. másodperce környékén jött el a pillanat, amikor a rakéta elérte a max Q, azaz a maximális dinamikus rezgés értékét, amely a sebességgel és a levegő sűrűségével változik. Emelkedés során a levegő sűrűsége folyamatosan csökken, a sebesség pedig növekszik, de van egy pont, amikor a légsűrűség csökkenése magasabb, mint a sebesség emelkedése, ezen a ponton hat a legnagyobb egységnyi nyomás a felületre.
Nagyobb magasságokba érve elkezdődött a sebesség egyre nagyobb mértékű növekedése, amely három faktorból táplálkozott. A legkisebb ilyen faktor a hajtóművekben egyre növekvő hajtóanyag nyomás volt, amellyel az átfolyás sebessége megnőtt, növelve a hajtóműbe jutó hajtóanyagot, ezzel a tolóerőt (ennek a jelenségnek azonban lehet negatív hatása is, az ún. pogo oszcilláció, amely az Apollo–4 esetén kevésbé, az Apollo–6 esetén kis híján a repülést kudarcba fordító módon lépett fel). A második ilyen faktor szintén a rakétaműködés elvéből fakad, minél ritkább a levegő, a rakéta tolóereje annál nagyobb, a tengerszinten 33 MN tolóerejű S–IC nagy magasságban 40 MN-t „tolt”, azaz közel 20%-kal nőtt a teljesítménye. Végül a leglényegesebb faktor, a rakéta rohamos tömegcsökkenése. A Saturn V másodpercenként 13 tonna üzemanyagot égetett el és mivel a hajtóanyag a rakéta teljes felszálló tömegének háromnegyedét tette ki, a háromnegyednyi tömegtől megszabaduló rakéta ennyivel jobban gyorsulhatott. A startkor a gyorsulás 1 és 1/4 g volt, ami az S–IC kiégésekor 4 g-re szökött fel. Ebben a pillanatban a középső hajtómű automatikusan leállt, nehogy túlgyorsítsa a szerkezetet.
Amikor a hajtóanyag és oxidálóanyag tartályok közelítettek a kiürüléshez, az automatika lekapcsolta a hajtóműveket (nem várták meg azt a pillanatot, amikor a kifogyó üzemanyag miatt „rángatni” kezd valamelyik hajtómű). A hajtómű leállítását követően 1 másodperccel beindult az első fokozat leválasztása is. A rakéta kb. 67 km magasan járt ekkor és 2756 m/s sebességgel repült, amikor két szilárd hajtóanyagú leválasztó rakétahajtómű fékezni kezdte a fokozatot, eltávolítva azt a tovább repülő szerkezettől és lelassítva, hogy a megfelelő helyen csapódjon az Atlanti-óceánba (a fokozat még a benne felhalmozott mozgási energia miatt egyre lassulva tovább emelkedett egészen 109 km magasságig, ahonnan végül a tengerbe hullott 560 kilométerre a floridai partoktól.
Az első fokozat így kb. 2 perc 41 másodpercig vett részt az űrszerelvény hajtásában, közben 2 100 000 kg hajtó és oxidáló anyagot égetve el.

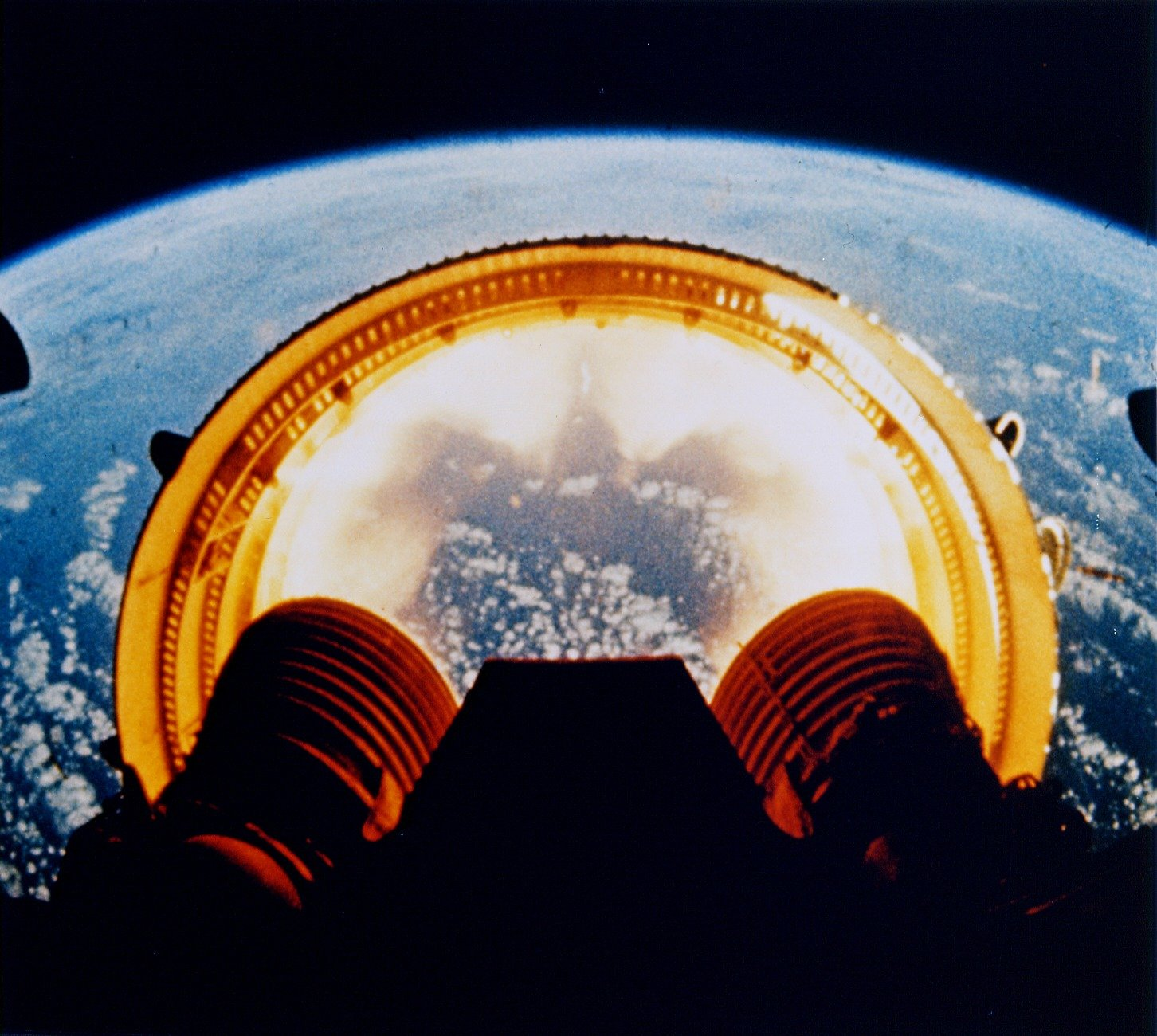
Az S–II beindulása előtt leválik
a fokozat összekötő gyűrű

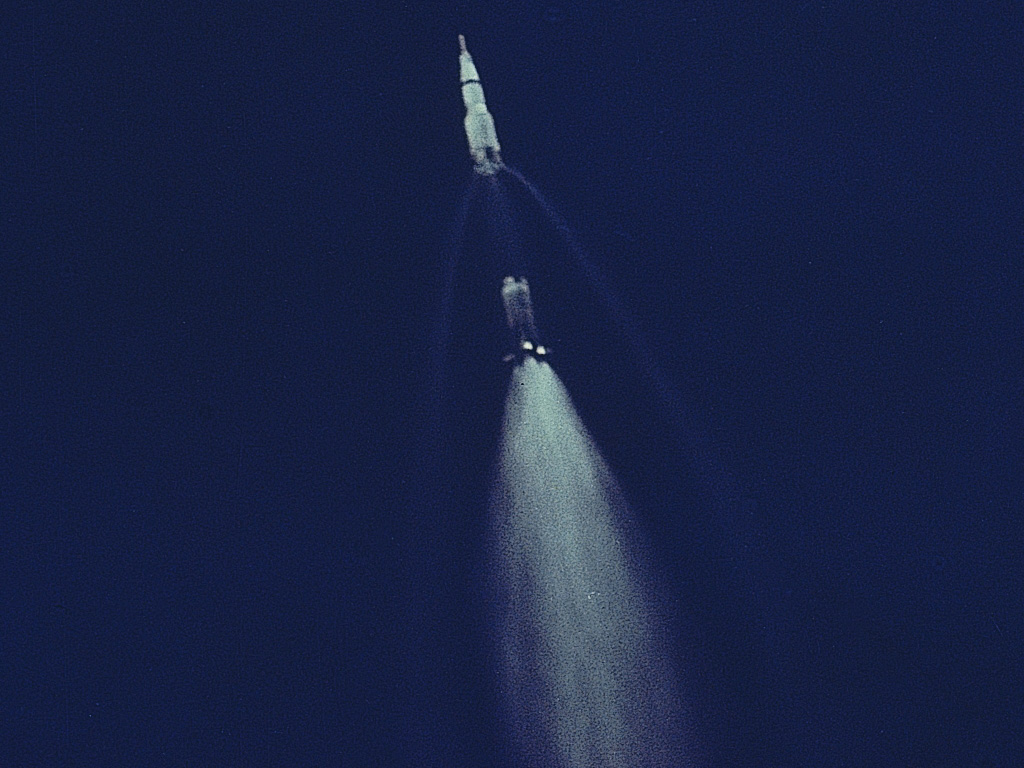
A fokozatleválasztás pillanata egy EC–135 felderítő repülőgép kameráján át nézve

### S–II fázis
Az S–IC leválasztása után az S–II-re hárult a feladat hogy további magasságot és sebességet nyerjen. A leválasztás pillanatában, az S–IC készleteinek kiürülésével és magának a fokozatnak a távoztával a teljes rendszer tömegének 80%-a már nem repült tovább, így elég volt a második fokozat 5141 kN tolóereje is a további gyorsításhoz (mindamellett, hogy ennek a fokozatnak is rohamosan csökkent a tömege, igaz az S–IC másodpercenkénti 13 tonna fogyasztása az S–II-nél már csak másodpercenkénti 1,1 tonna volt).
A fokozatleválasztás folyamatában 8 ún. „ülepítő hajtómű” indult be az első, még ember nélküli tesztek során, hogy a rakéta ne álljon ballisztikus pályára, mire beindul a hajtómű, hanem a gyorsulása továbbra is pozitív maradjon (és mellesleg az esetleg képződő hajtóanyag buborékokat a gyorsulás feloldja). Később az első hét Apollo repülésen a 8 ilyen kis kisegítő hajtóművet 4-re redukálták, majd az utolsó négy repülésen el is hagyták. 30 másodperccel az S–IC leválása után a fokozat összekötő gyűrű is levált. Ezt a műveletet úgy oldották meg, hogy a hajtóművektől 1 méterre levő gyűrű szabadon lehullhasson, lényegében a tehetetlenségre bízták, nehogy véletlenül a hajtóműnek ütődjön a művelet közben, amelyre például nagy esély lett volna, ha ezt az egységet rögzítik az S–IC-hez és azzal együtt, nem külön, önálló egységként válik le (számítások szerint az S–IC-vel együtt való leválás potenciálisan két hajtóművel való ütközés valószínűségét is felvetette). Nem sokkal a gyűrű leválása után az űrhajót védő mentőtorony is levált. És beindult az öt J–2 hajtómű.
38 másodperccel a hajtóművek beindulása után a számítógép másik programra állt át és innentől az IU-ban levő számítógép valós időben folyamatosan kalkulálta a leginkább üzemanyag-hatékony pályát és azon tartotta az űrszerelvényt. Amennyiben az IU számítógépe meghibásodott volna, a legénység manuálisan képes lett volna átkapcsolni a parancsnoki egység központi számítógépére, vagy manuális irányításra, esetleg meg is szakíthatták volna a repülést.
Kb. 90 másodperccel a fokozat tervezett leállása előtt leállították a center hajtóművet, hogy megelőzzék a rakéta rángatózását, az ún. pogo oszcillációt. Ezzel egyidőben megváltozott a cseppfolyós oxigén betáplálási üteme is, lecsökkent, hogy előnyösebb legyen a hidrogén–oxigén arány és így a lehető legkisebb üzemanyag maradék maradjon a tartályokban. A tartályokban öt szenzor figyelte a folyadékszintet, amelyből bármelyik kettő együttes jelzése kiváltotta a hajtóműleállás parancsot (még mielőtt a hajtóanyag kifogyása állította volna le bármelyiket). Egy másodperccel a hajtómű leállítás után a fokozatleválasztási parancsot is kiadta a számítógép, majd néhány másodperc múltán beindult a harmadik fokozat hajtóműve. Ekkor a második fokozaton is szilárd hajtóanyagú fékezőrakéták léptek működésbe, hogy a kis híján első kozmikus sebességet elérő fokozatot egyrészt eltávolítsák a tovább repülő S–IVB-től, másrészt ez is megfelelő helyen zuhanjon vissza Földre. Az S–II végül a starthelytől mintegy 4200 kilométerre csapódott az Atlanti-óceánba.
Az S–II aktív szakasza 421 másodpercig tartott, amelynek során 175 km magasra juttatta a megmaradt űrszerelvényt és 6995 m/s sebességig gyorsította, amivel kis híján pályára állította az űrhajót.

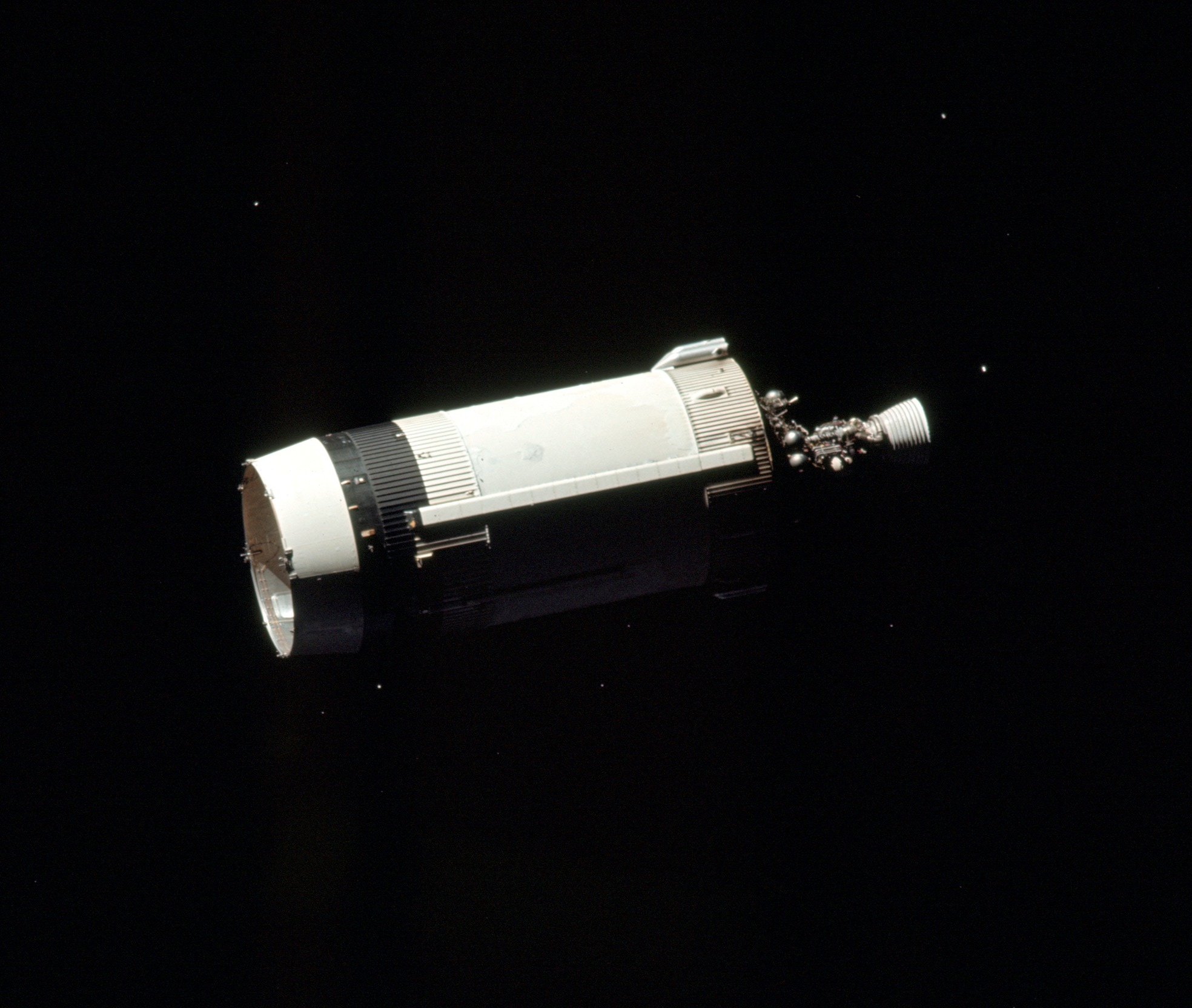
Az Apollo–17 S-IVB-je, a holdkomp kivontatását követően sodródik az űrben

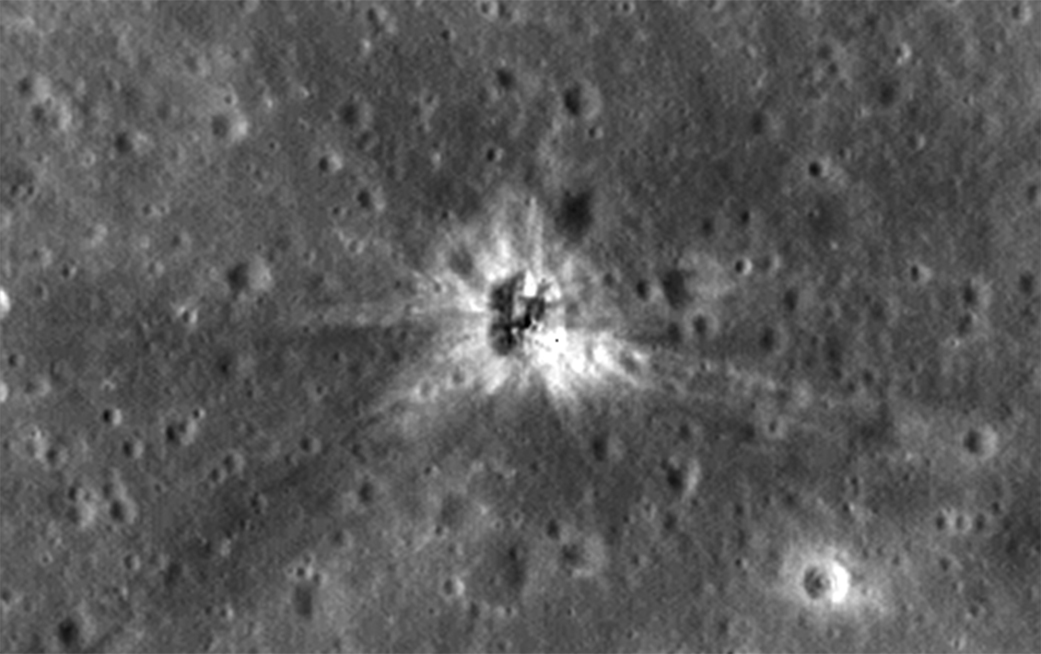
Az LRO felvétele az Apollo–16
S-IVB-jének becsapódási helyéről

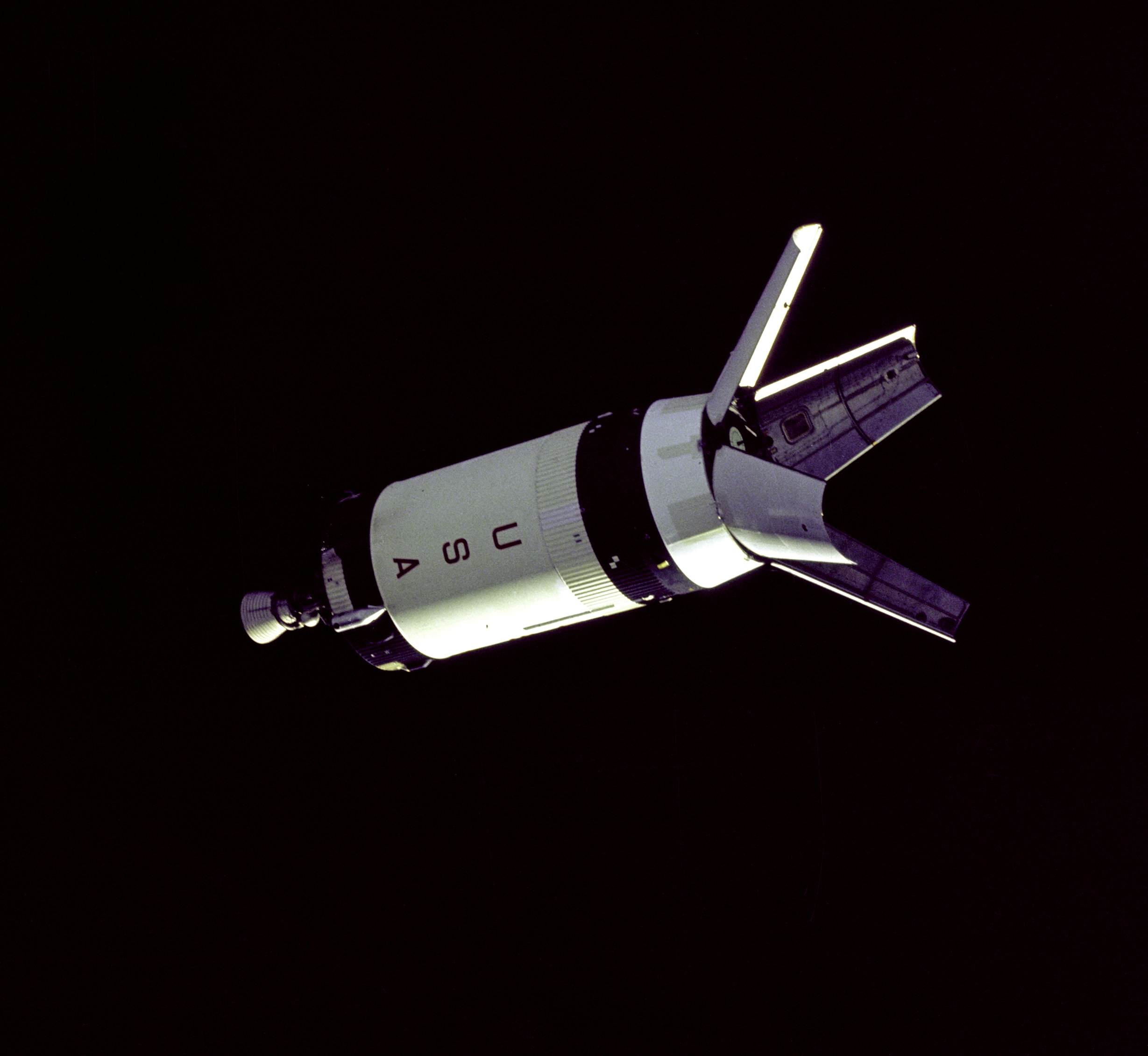
Egy másik S–IVB – az Apollo–7-é –, amelyen a holdkomp adapter panelei részlegesen nyíltak ki és nem robbantak le

### S–IVB fázis
Az S–II és az S–IVB közötti fokozatváltás sokkal gyorsabb és egyszerűbb művelet volt, mint az azt megelőző. A szerkezetileg az S–IVB fokozathoz sorolt összekötő gyűrű a szétváláskor egyből az S–II-vel levált (lévén ahhoz volt rögzítve), így a leválasztás művelete egy egylépcsős aktus volt. Itt nem kellett tartani attól, hogy a szétválás során a leváló fokozat, vagy a fokozat összekötő gyűrű a hajtóműnek ütközik, lévén nagyobbak voltak a távolságok a szerkezeti elemeknél az egy hajtómű miatt, szemben az S–II öt hajtóművével). Ezt követően azonnal beindult az S–IVB egyetlen J–2 hajtóműve és (az Apollo–11, mint tipikus holdexpedíció időzítése szerint) 165 másodpercig működve Föld körüli pályára állította az űrhajót és a holdkompot. A pályára állás 2650 km távolságra történt a starthelytől és 191,1 kilométeres magasságon ment végbe, az űrjármű pedig elérte a 7792 m/s
első kozmikus sebességet és Föld körüli parkolópályára állt.
Az űrhajó másfél keringés idejéig maradt ezen a parkolópályán, amit az űrhajósok hagyományosan arra használtak, hogy egy utolsó teljes rendszerellenőrzést futtassanak le a Holdhoz való elindulás előtt, hogy azt tökéletesen működő űrhajóval tegyék. Űrrepülési sztenderdek között ez a parkolópálya rendkívül alacsonyan húzódott és nagyon rövid ideig lett volna fenntartható, a légkör legfelső foszlányai rendkívül hamar lelassították volna az itt keringő űrhajót, ám ezt az űrhajósoknak nem kellett megvárnia. Ebben a szakaszban a megmaradt S–IVB-vel kapcsolatos egyetlen furcsaság az volt, hogy a hidrogén még ezen űrbeli körülmények között is elforrt és kipárologva a tartályból valamelyes spontán meghajtást adott a rakétának. Természetesen az elforrás és kipárolgás üteme nem volt olyan, amely érdemben befolyásolta volna akár az űrhajó pályáját, akár a tartályban levő és a további repüléshez szükséges hajtóanyag mennyiségét. A három utolsó repülésen a parkolópálya magassága még alacsonyabban húzódott, ezeken mindössze 172 km magasan keringett az Apollo űrhajó. Minderre azért volt szükség, mert a holdjáróval és a háromnapos holdfelszíni tevékenységgel megnövekedett ellátmány miatt nagyobb tömeget kellett a Holdhoz juttatni, ezért megnövelték a rakéta tolóerejét és áttervezték kissé a repülési profilját is, amelyek eredőjeként sikerült a nagyobb tömegű űrhajórendszerrel is leszállni a Holdon. Az Apollo–9 esetében is kissé eltért az űrhajó pályája, mivel ez egy kizárólag Föld körüli pályán végrehajtott expedíció volt, kezdetben a fenti, Apollo–11-nél, mint jellemző repülésnél alkalmazott profilt repülte az űrhajó, ám később a saját hajtóművei segítségével változtatni tudott a pályáján, hogy az összességében 10 napos repülést teljesíteni tudják.
Az egyetlen Skylab repülés, amikor Saturn V-öt használtak, szintén különbözött a fenti profiltól. Ennek keretében magát az űrállomást állították pályára egy automata, földről irányított repülés keretében. A Skylab 434 km magas pályára állt a Föld körül, jóval magasabbra, mint a holdűrhajók, hogy aztán egy hatéves periódust tudjon végigrepülni. A keringés pályahajlása is különbözött a holdrepülésekétől, a megszokott 32,5 fokos egyenlítőhöz mért pályaszög a Skylabnél 50 ° volt.
Az ún. TLI manőver (Trans Lunar Injection – Holdirányú hajtóműgyújtás) az egyik különlegessége volt a rakétának, ekkor ismételten be kellett indítani a hajtóművet. (A rakétatechnikában általában a hordozóeszközök egyszer használatosak abban a tekintetben is, hogy egy felbocsátás, vagy más manőver során a beindítástól a leállásig egyetlen manőver történik, kifogy a hajtóanyag és soha többet nem használható az eszköz. Az S–IVB abban volt más, hogy ezt többször leállíthatónak és indíthatónak tervezték.) A TLI természetesen az irányítás külön engedélyével történhetett meg 2 óra 44 perccel, kb. másfél Föld körüli fordulattal a floridai startot követően.
A holdirányú manőver mintegy 6 percig (335 másodpercig) tartott, amikor az űrszerelvény közel a második kozmikus sebességre, 11,2 km/s-ra gyorsult. Ennek a pályának az volt a sajátossága, hogy egy energiatakarékos pályán közelítették a Holdat, és az égitest gravitációját használták nagyrészt, hogy az űrhajót odaérkezvén befogja és az pályára álljon körülötte, viszonylag kicsi fékező gyújtással. A manőver érdekessége volt, hogy a Föld–Hold távolságból az adódna, hogy azt a 11,2 km/s kezdősebességgel alig több mint 10 óra alatt megtette volna az űrhajó, az út mégis több mint 3 napig tartott. Ez egyrészt amiatt volt, hogy a pálya nem volt egyenes, azaz nem számítható közvetlenül lineárisan az idő, hanem egy elnyújtott S alakú ívet írt le az űrhajó az űrben a Föld és a Hold között. Ez a szabad visszatérés pályája. Ha ugyanis nem sikerül a Hold körüli pályára ráállni, ez a pálya energiafelhasználás (hajtómű indítás) nélkül visszatér a Földre. Másrészt – és ez a nagyobb hatású jellemző – minden a Földről indított eszközt a Föld gravitációja megpróbál visszahúzni, és ezt csak az a tárgy képes legyőzni, amely nagyobb kezdősebességgel (az ún. második kozmikus sebességgel) indul, mint amit a Föld gravitációja még képes visszavonzani. Tehát a Földtől távolodó űreszközöket az égitest gravitációja visszahúzza, ezzel az elérhető sebességét csökkenti. Ez csak akkor változik meg, ha valamilyen másik égitest (pl. a Hold) gravitációs hatása alá nem kerül. Amint ez megtörténik, az űrhajó ismét gyorsulni kezd. A Föld–Hold rendszerben ez a pont, amikor a Hold gravitációja erősebb lesz, mint a Földé, nagyjából az út 80%-nál, úgy 320.000 km távolságban van. A Holdhoz induló űrhajók így egyre lassulva repültek kifelé, egészen eddig a gravitációs váltópontig, ahol a sebességük körülbelül a kezdősebesség nyolcadára zuhant vissza és szinte vánszorogva lépték át ezt a pontot, ahol a másik égitest hatása alá kerülve ismét gyorsulni kezdtek.
Az S–IVB utolsó manőverére (pontosabban az utolsó olyan manőverre, amelyben az S–VIB még mint a Holdhoz tartó űrhajórendszer részeként vett részt) 40 perccel a holdirányra állást követően került sor. A manőver neve „Helyzetváltoztatás, dokkolás és kivontatás” (Transposition Docking and Extraction) volt, amelynek során az Apollo parancsnoki és műszaki egység levált az S-IVB-ről, pár tucat métert előre manőverezett tőle, mindeközben az űrhajó alatt egy burkolatban (vagy másképpen adapterben) helyet foglaló holdkomp fölül lerobbantották a takarólemezeket, amely így szabaddá vált. A parancsnoki űrhajó a saját kereszttengelye körül egy 180 fokos fordulatot csinált (és lényegében háttal a menetiránynak repült tovább), majd visszaaraszolt a holdkomp–S–IVB kombinációhoz és összedokkolt a holdkomppal. Utolsó aktusként a parancsnoki űrhajó kormányfúvókái segítségével a holdkompot kivontatták az S–IVB-beli tárolóhelyéről és az összekapcsolt két űrhajóegység, valamint a rakétafokozat szabadon, egymástól függetlenül haladt tovább.
A tovább repülő S–IVB-k mindig potenciális veszélyt jelentettek az űrhajók számára, mivel lényegében azonos pályán repültek tovább, ezért gondoskodni kellett róla, hogy kissé eltérítsék a pályájukat, nehogy később ütközzenek az űrhajóval. Ennek céljából egyrészt az S–II ülepítő hajtóműveihez hasonló segédhajtóműveket alkalmaztak, amelyek kis tolóerővel, de határozottan eltérő pályára tolták az űrhajót, valamint kinyitották a fokozat tartályainak szelepeit, amelyeken át az oxigén és a hidrogén kiáramlott az űrbe, egyfajta meghajtást eredményezve, tovább változtatva a fokozat pályáját. Egészen az Apollo–13-ig az ilyen módon felhasznált S–IVB-ket úgy célozták meg, hogy azok közel a Hold–Föld körüli keringés szempontjából elülső felülete előtt repüljenek el, ezzel egyfajta csúzlimanővert repültek, amely annyi plusz sebességet adott, hogy elérték a második kozmikus sebességet, és Nap körüli pályára álltak. Később, az Apollo–14-től az S–IVB-ket szándékosan becsapódó pályára vezényelték, hogy mesterséges rengéseket keltsenek, és a már kihelyezett érzékelő műszerek számára mérhető hatásokat produkáljanak a Hold felszínén.
A Nap körüli pályára küldött fokozatok későbbi sorsáról egyetlen esetben kaptunk bármilyen képet. 2002. szeptember 3-án Bill Yeung csillagász észlelt egy aszteroidát, amelynek a J002E3 lajstromjelet adta. Az égitest úgy tűnt, hogy a Föld körül kering, majd színképelemzésekkel kiderítették, hogy felszínét titán-dioxid fedi (ez az anyag a fehér festékek legfontosabb alapanyaga a Földön és a Saturn V-nél is nagy mennyiségben használták). A keringés jellemzőinek széles körű elemzéséből azt a következtetést vonták le, hogy ez az Apollo–12 S-IVB-je lehet. Az irányítók a repülés idején a megszokott módon a fokozatot Nap körüli pályára küldték, ám valószínűleg az ezt irányozó hajtóműindítás túl rövidre sikerült és a fokozat megmaradt a Föld–Hold rendszeren belüli keringésben. Még 1971 környékén a pályaperturbációk hatására az egység mégis heliocentrikus pályára lépett, aztán a Föld ismét befogta 31 évvel később, amely körül meg is maradt egészen 2003 júniusáig.

## Infrastruktúra
Kivételes tolóerejénél és méretbeli dimenzióinál fogva a Saturn V a korábbi rakétákhoz képest teljesen más infrastruktúrát igényelt, ami az összeszerelését, szállítását és felbocsátását illette. Az már a kiválasztásánál világossá vált, hogy a rakéta nem indítható egyetlen a Cape Canaveral Air Force Station területén rendelkező indítóállásból, illetve az azokat kiszolgáló létesítmények felhasználásával, tekintettel a rakéta minden elődjét meghaladó méreteire. A NASA-nak új terület után kellett nézni, ahol egy új, a rakéta méreteihez igazodó indítóállást és összeszerelő részleget hozhat létre. Több helyszín is felmerült, ám végül Cape Canaveralen, a légierőbázis tőszomszédságában, a Banana River melletti Merritt Island területén találták meg a megfelelő területet, amelyet már civil felhasználásra a NASA vett birtokba, így a Saturn V lett az első rakéta, amely nem katonai területről, hanem azon kívülről startolt. A későbbiekben ezen a területen kezdődött a fejlesztés.

### VAB-csarnok

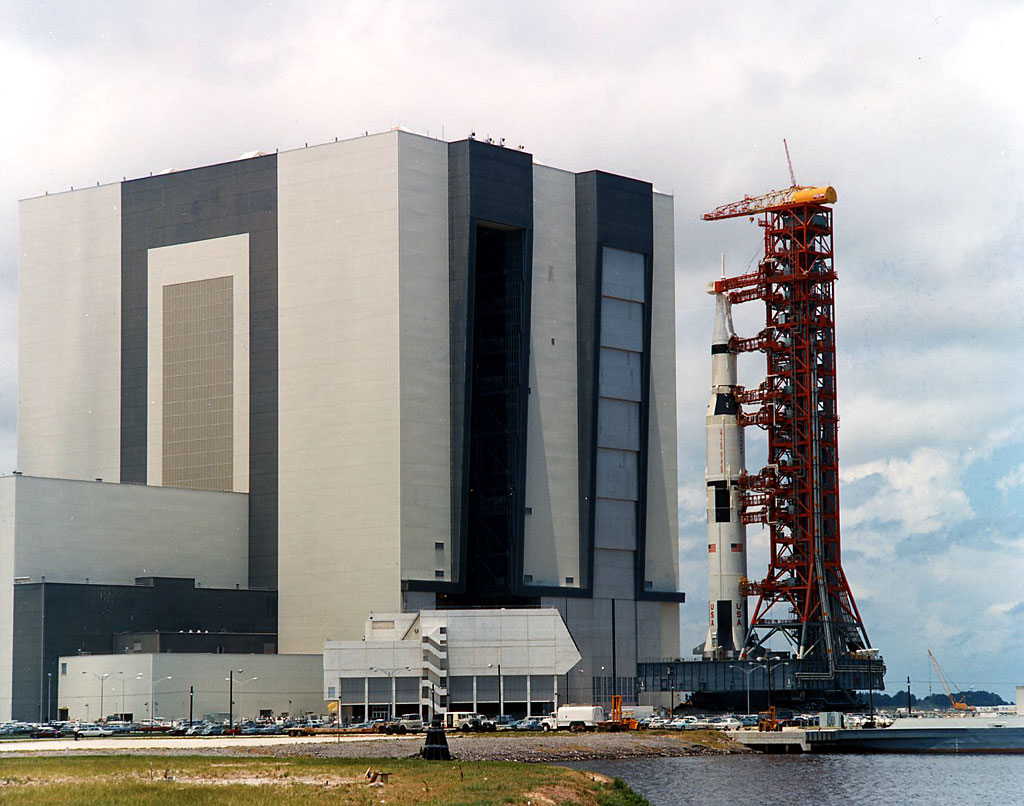
A VAB az Apollo-program idején

Az indítókomplexum részeként, mégis önálló funkcióval rendelkezik az az épület, ahol a rakétákat összeszerelték s felkészítették a felbocsátásra. A mérnökök szakítottak a korábbi gyakorlattal, amikor az indítóállványon szerelték össze az indítandó rakétákat és a Mobil Felbocsátási Koncepciót választották, amelyben a rakétát és űrhajót valahol távol az indítóállástól szerelték össze – ezzel is lerövidítve az egyes felbocsátások közötti időt, növelve a felbocsátások gyakoriságát –, illetve az összeszerelés eleve függőleges formában történt. Ez a német mérnökök részéről érkezett ötlet volt, akik a második világháborúben ezen a módon menedzselték a V–2 rakéták felbocsátását.
A Saturn V első és második fokozatai, méretüknél fogva, bárkákon érkeztek a közeli Banana River folyón keresztül, a harmadik fokozat Super Guppy teherszállító repülőgépeken ahogy az űrhajóegységek is. Ezeket kellett függőlegesen összeszerelni és repülésre késszé tenni, így ehhez kellett egy épület, ahol az időjárás hatásaitól mentesen lehetett ezt a munkát elvégezni. Erre hozták létre a VAB épületét, amely kb. 5 kilométerre volt a legközelebbi indítóállástól.
A csarnok 218,2x157,9 méteres téglalap alakú, 3,2 hektár területen fekszik, négy rakéta és űrhajó egyidejű szerelésére alkalmas szerelőcsarnokot foglal magába. Az indítóplatformmal együtt 121 m magas rakéták építéséhez illően 160,3 méter magas és ajtajai 43 méter szélesek, amelyen keresztül a mobil indítóállványok kitolhatóak voltak. Az építéshez összesen 98 590 t acélt használtak fel. Az épületet a Floridát gyakran meglátogató hurrikánok miatt hurrikánbiztosra tervezték. Felszerelését tekintve alkalmassá tették az összeszerelésekre különböző nagy kapacitású daruk beszerelésével, amelyek legnagyobb teherbírású verziója 250 tonnát tudott megmozgatni.

### Mobil indítóállvány

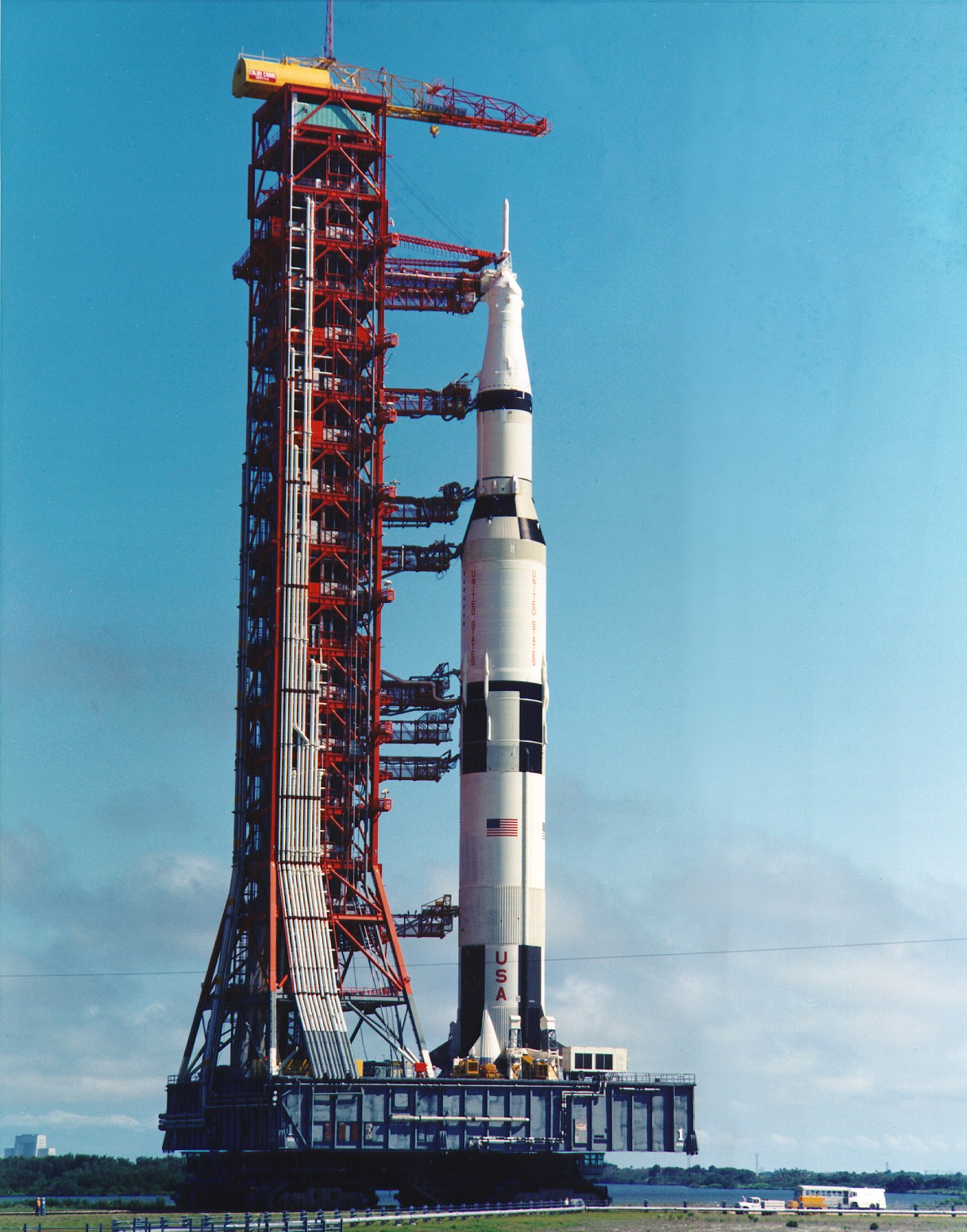
A mobil indítóállvány hátán a Saturn V-tel,
úton a VAB és az LC39 között

A Mobil indítótorony, vagy Mobil indítóállvány ötlete szintén a Mobil Felbocsátási koncepció eredményeként merült fel, hiszen az összeszerelést nem az indítás helyén végezték el, hanem a VAB-csarnokban, de maga az összeszerelés egy olyan platformon kellett végbemenjen, amelyről aztán elindulhatott a rakéta a világűrbe. A holdprogramban azzal számoltak a kormányzat és a NASA illetékesei, hogy a szovjetek addigra akkumulálódott előnyét a korábbihoz képest sokkal intenzívebb repülési programmal, minimum kéthavonkénti (szükség esetén még sűrűbb, akár kéthetenkénti) felbocsátási ütemmel lehet behozni, ezzel szemben a helyszíni szereléssel egy Saturn I méretű rakétánál négy hónapnyi időközökkel lehet csak számolni. A startsűrűséget drámai módon lehetett javítani azzal, hogy ha az indítóállásokban csak a start előtti rövid időszakokban folyik előkészítő munka – azaz csak rövid ideig foglaltak. Ezek a megfontolások megteremtették a mobil felbocsátási koncepciót, amely szerint az összeszerelést másutt végezték, mint a felbocsátás – akár párhuzamosan egyidőben több rakétán – és a készre szerelt rakétákat szállítani kellett az összeszerelés és a felbocsátás helye között. Igény jelentkezett tehát egy eszközre, amely a leendő rakétának az összeszerelőüzem és az indítóállás közötti mozgatását végzi. E mellé az alapvetés mellé társult a vízszintes és a függőleges összeszerelés dilemmája. A vízszintes összeszerelés problémái a szállítás során a tápvezetékek csatlakozási gondjai, valamint a szállítómunkások okozta esetleges sérülések voltak (a szállítás során a kiszolgáló szerkezet körülveszi a rakétát, és a rajta dolgozó emberek ráejthettek dolgokat, míg egy függőleges szállítás során a kiszolgáló szerkezet a rakéta mellett állt, csökkentve a sérülések lehetőségét). De a legnagyobb probléma a rakéta függőlegesbe állítása volt, a művelet során adódó feszültségek szerkezeti törésekhez, repedésekhez, vezetékszakadásokhoz vezethettek. A függőleges szerelés nem vetett fel ilyen problémákat, „csak” a megfelelően óvatos szállításra kellett megoldást találni. A döntés meg is született: egy olyan szállítóeszközre van szükség, amely alkalmas egy minden korábbinál nagyobb rakétát függőleges helyzetben elszállítani egy szerelőcsarnokból az indítóállásba.
A leendő holdrakéta egy 110 méter magas, a farkánál 10 méter átmérőjű, üresen 240 tonnás „ceruzaként” bontakozott ki a tervezőasztalon, ennek a mozgatása volt az elsődleges feladat. A feladat másik része pedig a feltöltött állapotban több mint 3000 tonnát nyomó űrszerelvény felbocsátása volt. A tervezési feladatokat a Reynolds, Smiths és Hills Tervezőiroda kapta. A követelmények alapján kialakult a szerkezet formája: egy hatalmas, két emelet magas vízszintes platform és egy karcsú rácsszerkezetes torony, amely az ellátókarokat és a rakéta feltöltéséhez szükséges tápvezetékeket tartotta és a tetején egy daruval is rendelkezett a szerelési utómunkálatokhoz. A tervezést követően az Ingalls Iron Works 1963 novembere és 1965 februárja között gyártotta le a Mobile Launcher (Mobil Indító), vagy a látványosabbik részegysége után egyszerűen csak Launch Umbilical Tower (Start Ellátótorony) néven említett szerkezetet. Összesen három egységet építettek az Ellátótoronyból. A LUT–1 szerkezeti munkája kilenc hónap alatt lett kész, ekkor emelték a helyére a szerkezet tetején levő 19 tonnás daru gémjét. 1965 februárjában lett kész a LUT–2 és 1965. március 1-jén emelték a helyére a LUT–3 daruját, mintegy befejezvén az építést. A szerkezetkész tornyok ezután egy másik gyártó, a Hayes International kezébe kerültek, akik felszerelték az ellátókarokat (vagy – némileg hibásan használt – más néven támkarokat). Ezek az ellátókarok voltak a Mobil indítóállványok legbonyolultabb részegységei, tervezésüket nem adták ki, azt maga a NASA végezte. Ennek során elkészítették egy tipikus kar (a 6-os számú) prototípusát és ennek alapján gyártotta le a Hayes a többit, természetesen a megfelelő eltérésekkel.

### 39-es indítókomplexum

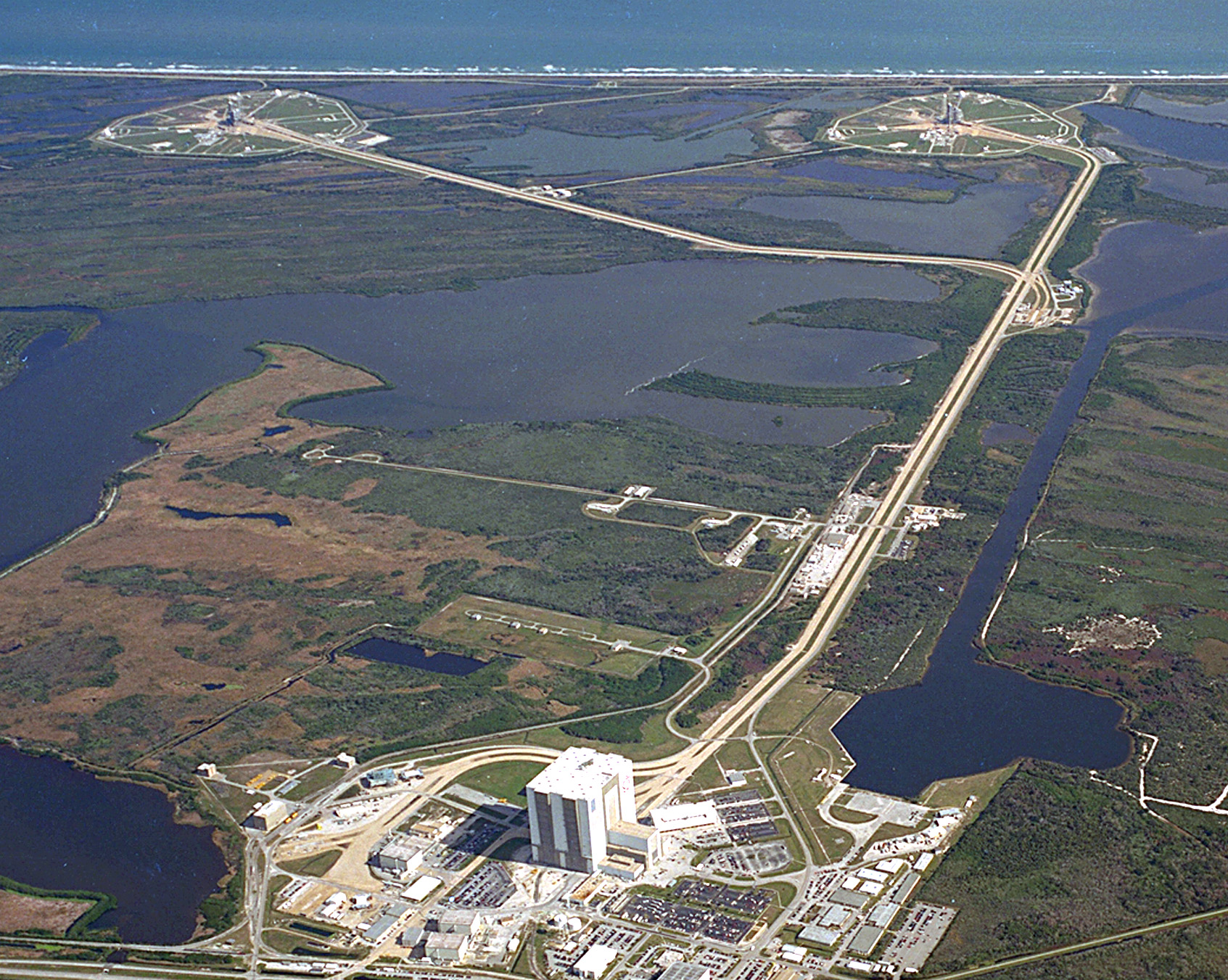
A VAB és távolban a két megépült indítóállás, a 39A és a 39B

A Hold elérése koncepciójának megalkotásakor felmerült az is, hogy honnan startoljanak az ezzel a céllal induló űrhajók. Általános elvként érvényes volt, hogy minél közelebb kell legyen a starthely az egyenlítőhöz. Rövid ideig felmerült a Csendes-óceán közepén fekvő Karácsony-sziget, azonban az USA területe (főként logisztikai előnyei miatt) hamar előtérbe került ezen egyéb kezdeti jelöltek előtt és a NASA egyébként is használt, Cape Canaveral-i – igaz a légierővel közös – indítóhelye került homloktérbe. A meglevő indítóállások azonban alkalmatlannak látszottak az új Saturn rakéták számára, ezért új fejlesztések váltak szükségessé, így új földterületekre is szükség volt, immár a légierőbázison kívül, a szomszédos Merritt Island területén. A NASA ezért felvásárolta a Cape Canaveral Air Force Station melletti 340 km²-es földterületet, ahol megkezdődhetett a fejlesztés.
A kezdeti tervek öt egymás melletti indítóállást vizionálták (A, B, C, D, E jellel). Háromnak – az A, B, C-nek – az építését tervbe is vették, a maradék építését – a D, E – későbbre halasztották. Az eredeti, 1962-es tervekben a három indítóállás betűrendjét északról délre határozták, meg 39A, 39B és 39C jellel, majd a következő évben a sorrendben a 39A és a 39C helyet cserélt (és végül a C jelű sohasem épült meg). Az építésük 1964-ben kezdődött meg és 1968-ig tartott, amikor a két iker indítóállást átadták, elsőként a 39A-t, majd a 39B-t.
Az indítóállás dizájnját tekintve egy hatalmas betonteknő vagy -akna, amely lángterelőként szolgál, és a rakétából kilövellő lángokat, füstöt oldalra terelik el a működő rakétától, az eltávolításukat pedig maga a rakéta végezte. Ezt segítette az a fordított V alakú lángterelő, amelyet közvetlenül a rakéta alatt helyeztek el. Maga a teknő megerősített vasbetonból készült, a lángvezető árok 137 méter hosszú és 18 méter széles volt és a partjai 12 méterrel emelkedtek a földfelszín fölé. Az indítóállásokat és az összeszerelő csarnokot pedig zúzott kőből álló út kötötte össze. Az indítóállásokat felszerelték a rakéták feltöltéséhez szükséges üzemanyag-tárolós és továbbítórendszerrel, elektromos ellátórendszerrel.
Később az Apollo–program felbocsátásai során túlnyomórészt egy indítóállást, a 39A jelűt vették igénybe, egyedül az Apollo–10 indult a 39B-ről.

### Hernyótalpas szállítójármű

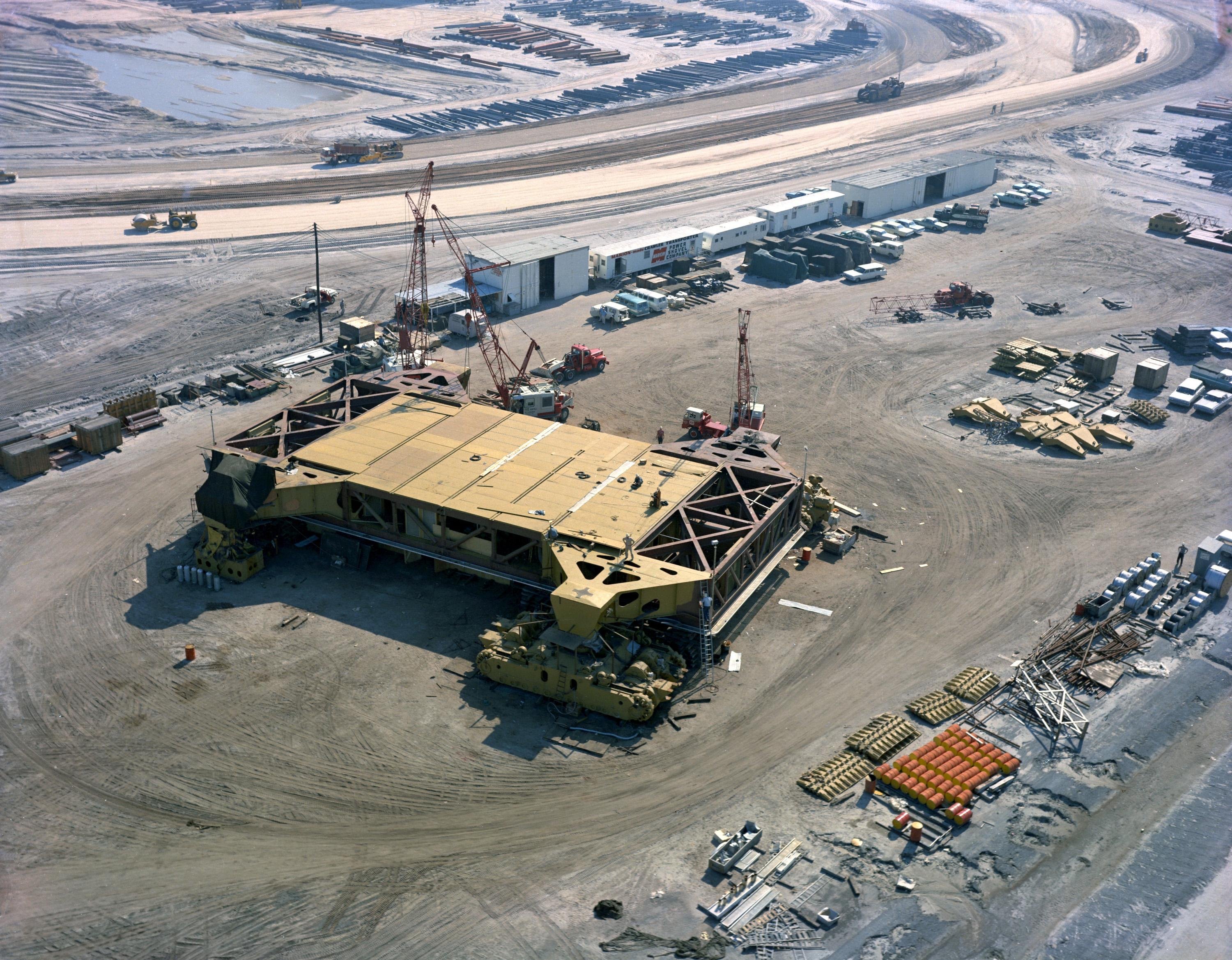
Épül az egyik hernyótalpas (1964)

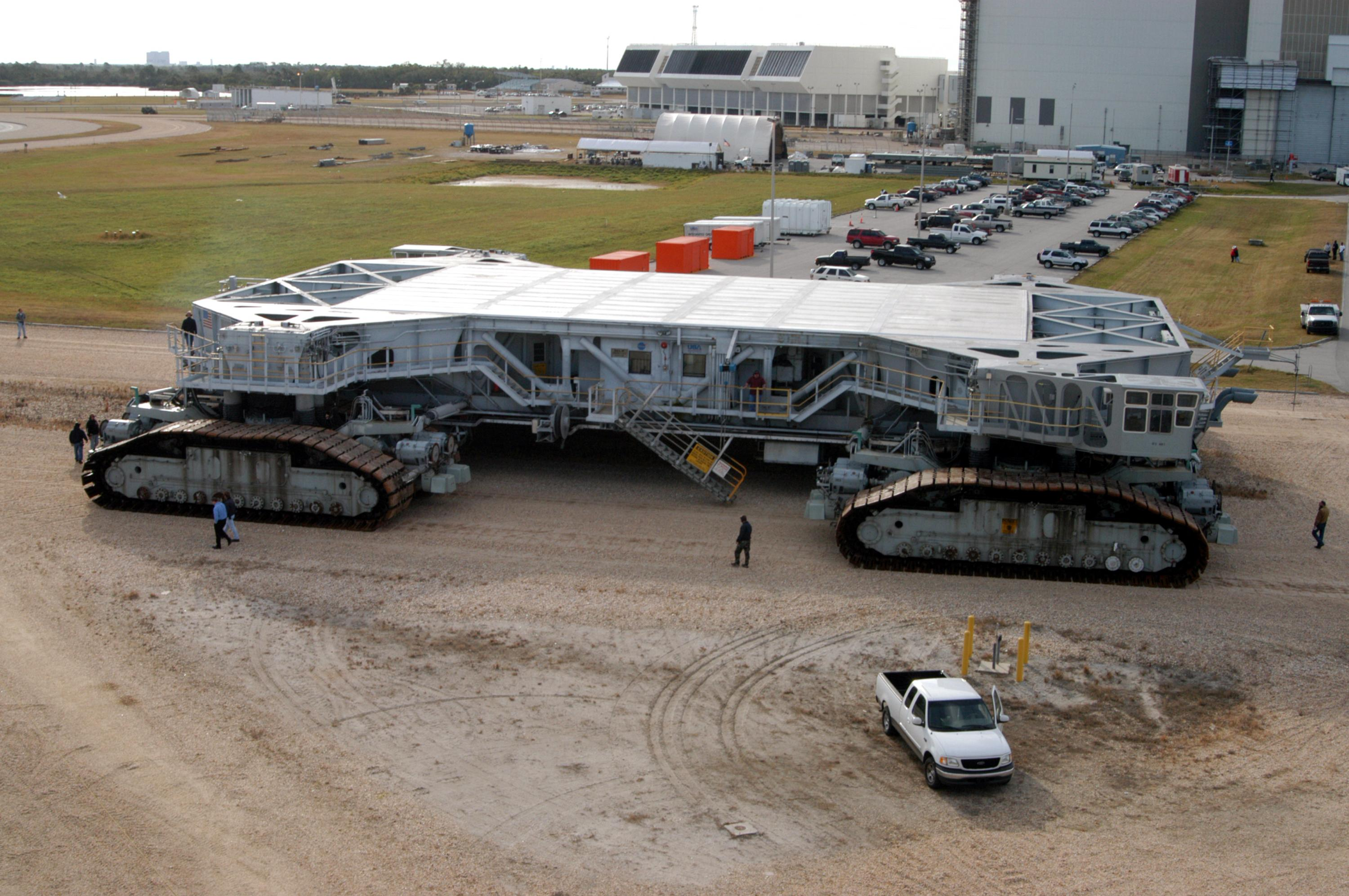
A kész szállítójármű

A Mobil Felbocsátási Koncepció másik folyománya volt, hogy a készre szerelt rakétát el kellett juttatni az összeszerelés helyéről az indítóállványba, így valamilyen mobil megoldásra volt szükség, amivel szállíthatóvá vált a rakéta. Nehezítette a helyzetet a függőleges összeszerelés elképzelése, mivel így nehezebb volt a nagyon magas, a méretéhez képest ceruza vékonyságú és üres, tehát sérülékeny rakéta mozgatása. Több megoldás is versenyben volt, vasúti és vízi megoldás is felmerült, azaz síneken, vasúti kocsin és mozdonnyal, vagy csatornát ásva hajón is elképzelték, hogy eljuttassák az űrhajót, végül azonban a közúti megoldás lett a befutó, azaz utat építettek és rajta egy hernyótalpakon közlekedő eszköz gördíti a rakétát az egyik pontból a másikba. Először arra gondoltak a mérnökök, hogy az indítótornyot teszik önjáróvá. Amikor a megoldást keresve a lehetséges beszállítókon végigtekintettek a tervezők, az egyik bányaipari cégnél – a Bucyrus-Erie Companynél – találtak is egy lehetséges prototípust, ami alkalmasnak látszott, ám bonyolultabb lett volna az indítótoronyba integrálni. Ezért koncepciószinten szétválasztották a tornyot és a mozgatásához szükséges járművet, és a két eszköz fejlesztése külön zajlott tovább.
A szállítási folyamat a VAB-csarnokban kezdődik. A VAB-csarnokban egy több hétig tartó folyamatban a Saturn rakétát egy hatalmas – középen a rakéta lángcsóvájának helyet engedő lyukkal bíró – négyzetes platformra szerelték (ahol a platformnak további integráns része volt a támkarokat, ellátóvezetékeket és liftet magába foglaló torony). A szerelés készre jelentését követően következett a szállítójármű igénybevétele: a hatalmas traktor begördült a csarnokba és precízen a platform alá parkolt. A pontos beállást követően a lánctalpzsámolyok hidraulikus emelői segítségével megemelték a szállítójármű alvázának hasmagasságát, azaz mintegy a hátára vette a traktor a platformot és a rá szerelt rakétát. Ezt követően következett a szállítási szakasz, amikor a VAB és az LC-39 közötti kb. 6 kilométeres távolságot kellett megtenni. Legvégül a traktor felkapaszkodott az indítóállás betonteknőjének lejtőjén – gondosan ügyelve a szintezésre, a rakomány pontosan függőlegesen tartására. Mikor a később indítóasztalként szolgáló platform a helyére került az indítóállásban, a traktor leeresztette a hidraulikáját, kigördült az indítóasztal alól, és arrébb parkolt, hogy egy esetleges (általában hurrikánveszély miatt elrendelt) visszaszállítás esetén rendelkezésre álljon.
A traktor az Apollo űrhajórendszer (a Saturn V rakéta, az Apollo űrhajó és a holdkomp) méreteihez, tömegéhez igazított követelményrendszer alapján készült el. A jármű egy 40 méter hosszú, 35 méter széles téglalapot formáz, önsúlya 2721 tonna. Mind a négy sarkában egy-egy lánctalpzsámoly található, zsámolyonként két-két lánctalppal. A zsámolyok egyenként 3 méter magasak és 12 méter hosszúak, mindegyik lánctalpsor 57 láncszemből áll, amelyek mindegyike 900 kg-ot nyom. A jármű magassága hidraulika segítségével 6,1 méter és 7,9 méter között változtatható (ez egyrészt a szállítandó rakomány megemeléséhez, másrészt annak szintezéséhez szükséges). A magasságállítás segítségével a rakományt 10 szögperc tűréshatárral lehet függőlegesen tartani még akkor is, amikor az indítóállás 5%-os lejtőjén kaptat felfelé a jármű. A traktor mindkét végén – a menetirány szerinti jobb oldalon – található egy-egy vezetőfülke, amelyből a manővereket irányítja a kezelő. A gépszörny mozgatására több csúcsteljesítményű hajtóegység szolgál. Az előre haladáshoz két 2750 lóerős dízelmotort építettek be, amelyek két 1000 kW-os generátort hajtanak, amelyek 16 lánctalp-motorhoz (talpanként 2-2-höz) osztják el az erőt. További két 1065 lóerős dízelmotor hajt két 750 kW-os generátort, amelyek a kormányzáshoz, az emeléshez, a világításhoz és a hűtéshez termelnek energiát. Végül még további két 150 kW-os generátort használnak – szintén az 1065 lóerős erőforrásokra kötve – a rakomány, a Mobil indítóállvány energiaszükségletének kielégítésére. A dízel erőforrások mérföldenként 568 liter (kilométerenként kb. 350 liter) gázolajat fogyasztanak. A különleges rakomány mozgatása rendkívül óvatosan történik. A hernyótalpas szállítójármű 1,6 km/h maximális sebességre képes terhelten, így a VAB és a hozzá közelebbi 39A indítóállás közötti 6,2 kilométert tipikusan 5-6 óra alatt teszi meg. Üresen az elérhető legnagyobb sebesség 3,2 km/h.
A gyártásra 1964-65 között került sor, az első példányt 1965 januárjában szállította le a gyártó Cape Canaveralre. Ezt követően tesztsorozat indult, amellyel felmérték, hogy valóban tökéletesen ellátja-e a feladatát a jármű. Az egyik tesztút során 1965 júliusában komoly problémára derült fény. A technikusok az indítóállásra vezető úton bronz- és acéldarabkákat találtak, amelyek a szállítójármű lánctalpvezetőiből származtak. A vizsgálat szerint kanyarodáskor a futómű nem bírta a terhelést. A részegységet áttervezték: egy mérnökcsapat a Marion Power Shovel telephelyén végezte a tervezést és a gyártást, míg egy másik Cape Canaveralen végezte a beépítést.
Egy különleges járműhöz különleges út is jár, így az összeszerelő csarnok és az indítóállások közötti út is legalább olyan egyedi, mint maga a jármű, ami közlekedik rajta. Az úttal kapcsolatos követelményrendszer kidolgozása a szállítási mód – és a jármű – kiválasztását követően azonnal megkezdődött. A követelmények középpontjában a szállítóeszköz és a szállítmány 7700 tonnás össztömege állt, az átlagos utak építői sohasem találkoznak ilyen terheléssel. Az extrém tömeget a lehető legsimábban kellett mozgatni, ehhez készült az útszerkezet: 80 cm hidraulikus töltés, 90 cm finom mészkő, 30 cm válogatott töltés, vékony aszfalt záróréteg és az aszfalt tetején (!) 10–20 cm folyami kavics. A követelmények másik fókuszpontja a talaj bizonytalanságának kiküszöbölése volt. Cape Canaveral és benne az indítóállásoknak otthont adó Merrit Island a Floridában tipikus, mocsaras területnek számít, az üledékes talajnak nem igazán jó a tartása. Ezt a nyomvonal alatti 7,6 méteres mélységig ható vibrációs tömörítéssel hidalták át. Végül a harmadik fontos tervezési szempont az útfelület minősége volt. A leendő útfelületet nem marhatták fel a lánctalpak, de nem is csúszhatott, az acéltalpaknak szilárdan meg kellett tudni kapaszkodni rajta. Erre a szokványos aszfaltburkolat nem felelt volna meg, a tervezők durva folyamikavics-borítást találtak ki megoldásként.
A VAB és az LC-39 startkomplexum között húzódó út két párhuzamos sávból áll, köztük elválasztó sávval. A közelebbi, 39A jelű indítóállásig 5535 méter, a távolabbi, 39B jelűig 6828 méter hosszan vezet az út (az összeszerelő csarnoktól egy nyomvonal indul ki, majd 3400 méter után ágazik ketté a két indítóállás felé). Az út szélessége eléri a 40 métert, 12 méter széles sávokkal, köztük 15 méteres elválasztó sávval. Az útszerkezet vastagsága 2 méter (összehasonlításul: egy átlagos útszerkezet 45 cm vastag.) A tervezést az amerikai tengerészgyalogság mérnökei végezték, az építés 1963 novemberében kezdődött és 1965 augusztusában készült el a 39A-ig vezető rövidebb pályaszakasz.

## Tesztek

### AS–500F

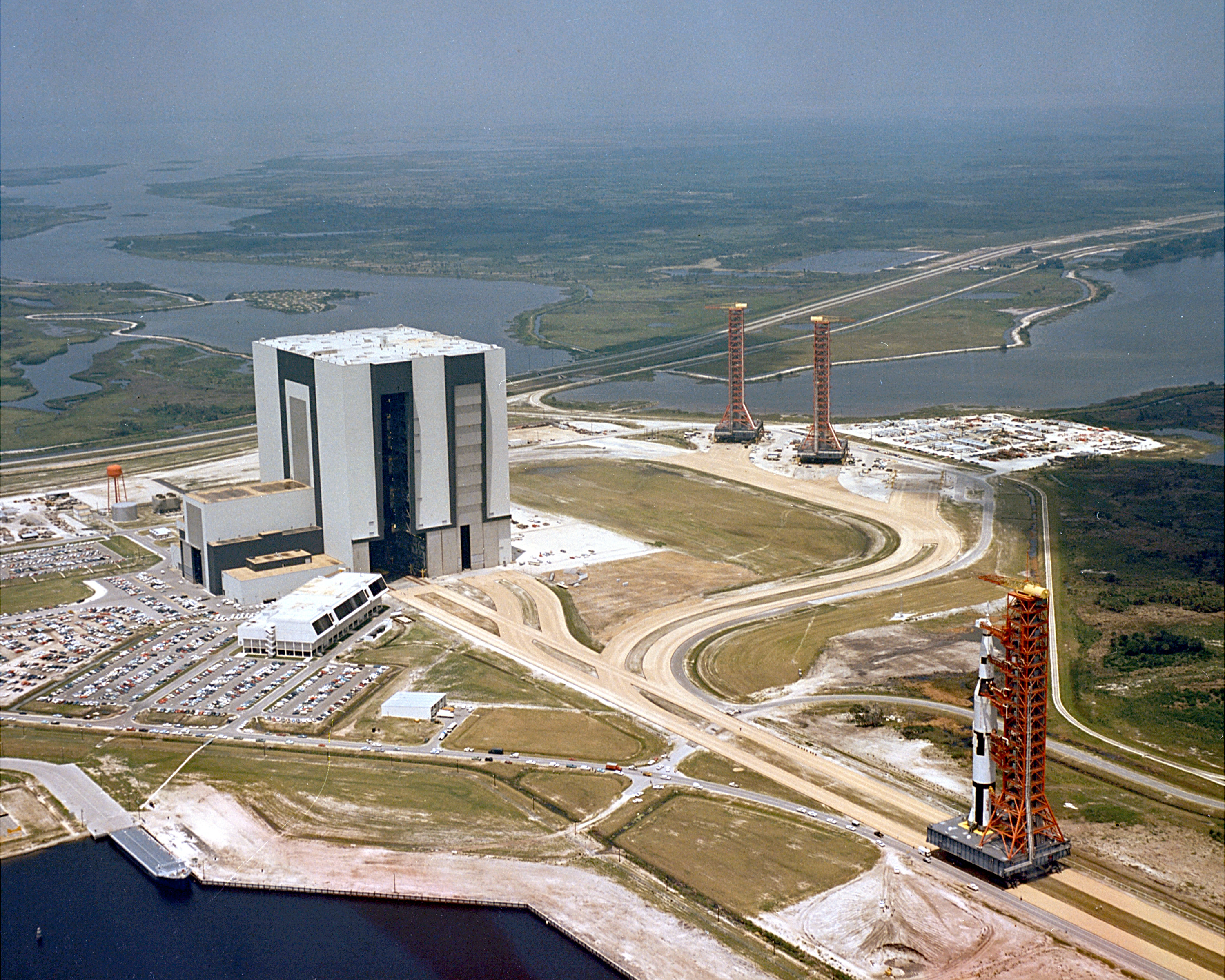
Az SA–500F úton van a VAB-csarnoktól
a 39-es indítóállás felé

A rakéta is és a köré szervezett infrastruktúra is hosszú ideig csak koncepció szintjén létezett. Ezek működőképességét még a repülések előtt le kellett tesztelni, amelyhez nem kellett teljes értékű űrhajó, illetve rakétarendszer, ezért az űrügynökség úgy határozott, hogy tesztek természetesen lesznek, csak költséghatékony módon, makettel. Így az erre a célra életre hívott teszt egyszerre volt a tervrajz állapotból kilépő rakéta kiszolgálási tesztje és a köré létrehozott infrastruktúra főpróbája.
A cél érdekében AS–500F néven (vagy másképpen az Összeszerelés Integráltság Tesztjármű) létrehoztak egy külsejében tökéletesen a később repülő Saturn V-re hasonlító eszközt, amellyel gyakorolni lehetett az összeszerelést, a szállítást, a start előkészületeit, éppen csak a felbocsátást nem. A rakéta a standard 3 fokozatból állt, csak éppen az első fokozatban egyetlen működőképes F–1 hajtómű volt (a tesztekhez), feltölthető (és leereszthető) tartályai voltak, de azokat nem csatlakoztatták a hajtóművekhez, a repülést irányító IU (Instrument Unit) üres volt, és a rakéta tetején helyet foglaló Apollo űrhajó is csak egy üres makett volt, repülésre nem volt alkalmas. Ezt az alkalmatosságot szerelték össze a VAB-csarnok 1-es összeszerelő öblében 1966. március 30-ig, az IU-val bezárólag. A tesztek fő alanyai a 250 tonnás daruk voltak, amelyek a kulcselemei voltak az összeszerelő csarnoknak. A darukezelők már korábban megkezdték a gyakorlást egy 9,5 méter átmérőjű, vízzel teli gömbtartállyal (a legendárium szerint az mehetett át a vizsgán, aki egy tojásra rá tudta ereszteni a függesztményt úgy, hogy az nem tört össze). A darukezelők a Mobil indítóállvány platformjára eresztették az első fokozatot, majd az 59 méteres magasságú szerkezet tetejére illesztették a második fokozatot, majd arra a harmadikat. Az űrhajó csak később érkezett meg, így annak végső helyére illesztése csak 1966. május 2-án történt meg.
Az „álrakéta” úgy volt megszerkesztve, hogy annak csatlakozói működőképesek legyenek, így az összes elektromos, üzemanyag- és egyéb csatlakozást is beállították a technikusok az indítóállványhoz. A 39 elektromos és 232 pneumatikus kábel illesztése később jelentős csúszást okozott a tesztben, és a rakéta csak 1966. május 25-én gördült ki a VAB-csarnokból a hernyótalpas szállítójárművön, hogy a kb. 5 kilométeres utat megtegyék a 39A indítóállásig. A már célját ért rakétát később vissza kellett vinni az indítóállásból a csarnok menedékébe a Floridán átsöprő Alma hurrikán miatt. A visszaszállítás 1966. június 8-án ment végbe, majd június 10-én ismét megtette a szerelvény az utat az indítóállásig.
A teszt csúcspontja az ún. nedves teszt volt, amelynek során feltöltötték a rakéta üzemanyag- és oxidálószer-rendszerét a megfelelő mennyiségű kerozinnal, hidrogénnel és oxigénnel. A teszt teljes sikert hozott minden tekintetben, és utat nyitott egy éles rakétával való valós felbocsátás előtt. Az AS–500F-et 1966. október 14-én vonták vissza az indítóállásból, és október 21-én szétszerelték.

### AS–500D

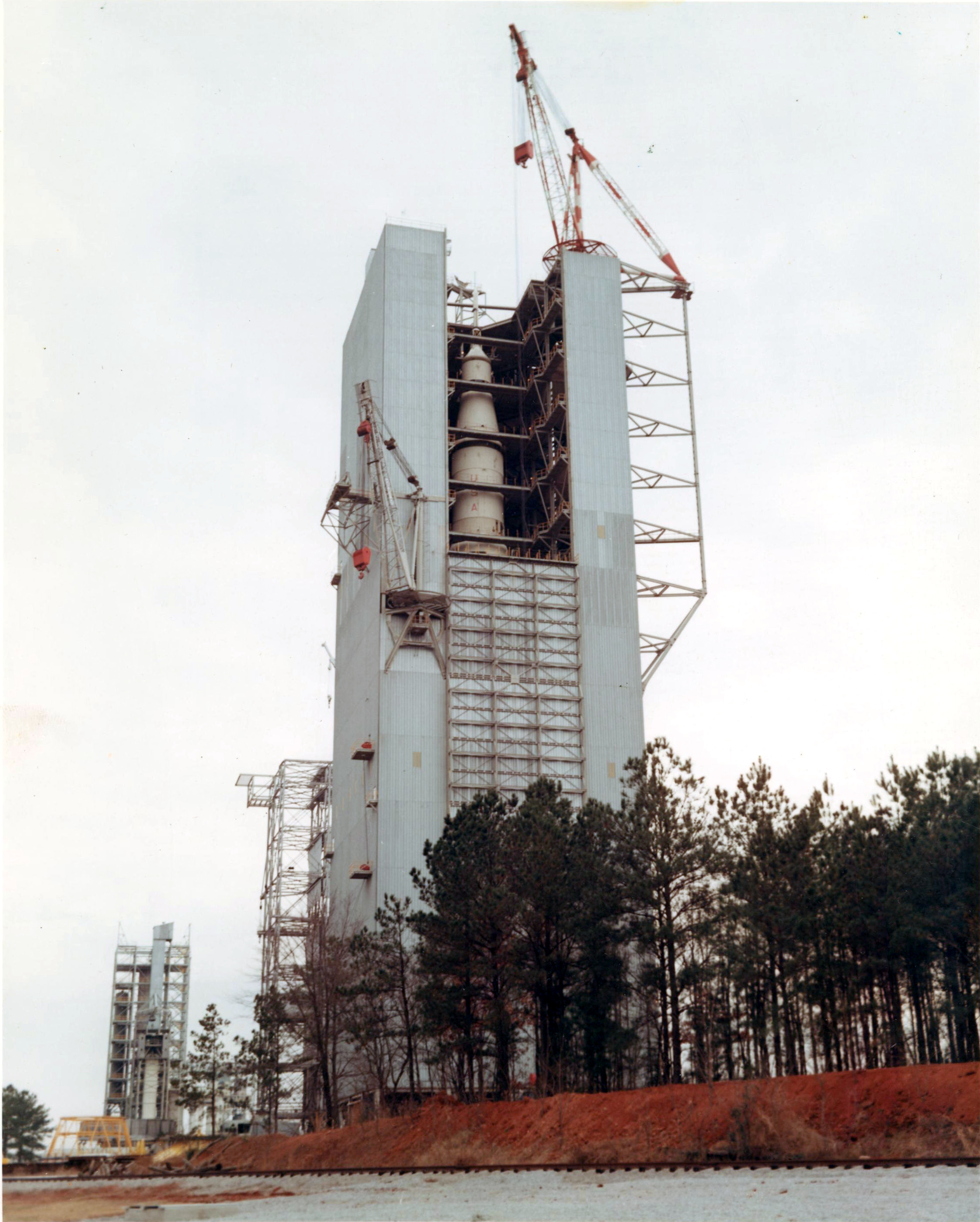
A rakétatesztek próbapadja
a Marshall Űrközpontban

A tesztek másik iránya a rakétára ható erők feltérképezése volt. Lényegében azt akarták ellenőrizni a mérnökök, hogy a kivételes teljesítményű eszköz nem tesz-e kárt saját magában, azaz a működése során fellépő hatalmas erők, rázkódások nem hatnak-e károsan a rakéta szerkezetére és nem esik-e szét repülés közben a szerkezet. Ebből a célból a mérnökök egy strukturális tesztsorozatot írtak ki az alabamai Marshall Űrközpontban épült próbapad igénybevételével, hogy igazolják a rakéta ebbéli alkalmasságát.
A tesztek lényege az volt, hogy felszerelték az óriási fékpadra a rakétafokozatokat, beindították a hajtóművet, és mérték a szerkezet hossz-, kereszt- és torziós irányú mozgásait és a tűréshatárként megadott referenciaértékekhez hasonlították (mintegy melléktermékként a repülési érzékelők elhelyezésének optimális helyeit is ekkor határozták meg, amelyek majd az éles repüléseken adatokat szolgáltattak a rakéta irányítórendszerei számára). A tesztekre többféle konfigurációban került sor, hogy a legélethűbb körülményeket szimulálják. Az első konfiguráció a rakéta teljes kiépítése volt, amikor mind a három fokozat össze volt szerelve, és csak az első fokozat hajtóművei működtek, ezzel a felszálláskori és az emelkedés első szakasza közbeni jellemzőket mérték. A második konfigurációban csak az S–II és az S–IVB repült tovább. A harmadikban pedig csak az S–IVB repült és volt meghajtás alatt (ez utóbbi konfigurációt máskor és másutt végezték, mivel ez megegyezett a Saturn IB rakéta azonos, a pályára állás előtti végfázisának szakaszával). A próbák nem sorrendben zajlottak, előbb a III., majd az I., végül a II. konfiguráció tesztjei mentek végbe.
A tesztek alatt 450 órányi kvázi repülési idő zajlott le, melynek során 800 mérési pontról gyűltek információk. A rázótesztek során hosszirányban 15 cm, oldalirányban 7-8 centiméter elmozdulási határok között tesztelték a rakétát. 1967. augusztus 3-án az MSC befejezettnek tekintette a tesztet és konklúzióként megállapították, hogy a Saturn V strukturálisan kész a startra. A jelentésben szóltak néhány szükséges módosításról, amelyek elvégzése után, három hónappal később megtörténhetett a rakéta első éles startja az Apollo–4 keretében.

## Repülések
A NASA összesen 13 Saturn V hordozórakétát indított 1967 és 1973 között, mindegyiket sikerrel. Az első két indítás során nem szállított embereket, a következő indításoknál azonban már voltak űrhajósok a fedélzeten. Az utolsó Saturn V-tel állították pályára a Skylab űrállomást.
| Sorszám | Küldetés     | Indítás dátuma     | Megjegyzés                                       |
| ------- | ------------ | ------------------ | ------------------------------------------------ |
| SA-501  | Apollo–4     | 1967. november 9.  | Első próbarepülés                                |
| SA-502  | Apollo–6     | 1968. április 4.   | Második próbarepülés                             |
| SA-503  | Apollo–8     | 1968. december 12. | A Saturn V első repülése emberekkel a fedélzeten |
| SA-504  | Apollo–9     | 1969. március 3.   | A holdkomp Föld körüli tesztelése                |
| SA-505  | Apollo–10    | 1969. május 18.    | A holdkomp Hold körüli tesztelése                |
| SA-506  | Apollo–11    | 1969. július 16.   | Az első holdra szállás                           |
| SA-507  | Apollo–12    | 1969. november 14. | Holdra szállás                                   |
| SA-508  | Apollo–13    | 1970. április 11.  | Sikertelen holdra szállási kísérlet              |
| SA-509  | Apollo–14    | 1971. január 31.   | Holdra szállás                                   |
| SA-510  | Apollo–15    | 1971. július 26.   | Holdra szállás                                   |
| SA-511  | Apollo–16    | 1972. április 16.  | Holdra szállás                                   |
| SA-512  | Apollo–17    | 1972. december 6.  | Az utolsó holdra szállás                         |
| SA-513  | Skylab-1     | 1973. május 14.    | A Skylab űrállomás pályára állítása              |
| SA-514  | Használatlan |                    |                                                  |
| SA-515  | Használatlan |                    |                                                  |

### Ember nélküli tesztrepülések

#### Apollo–4

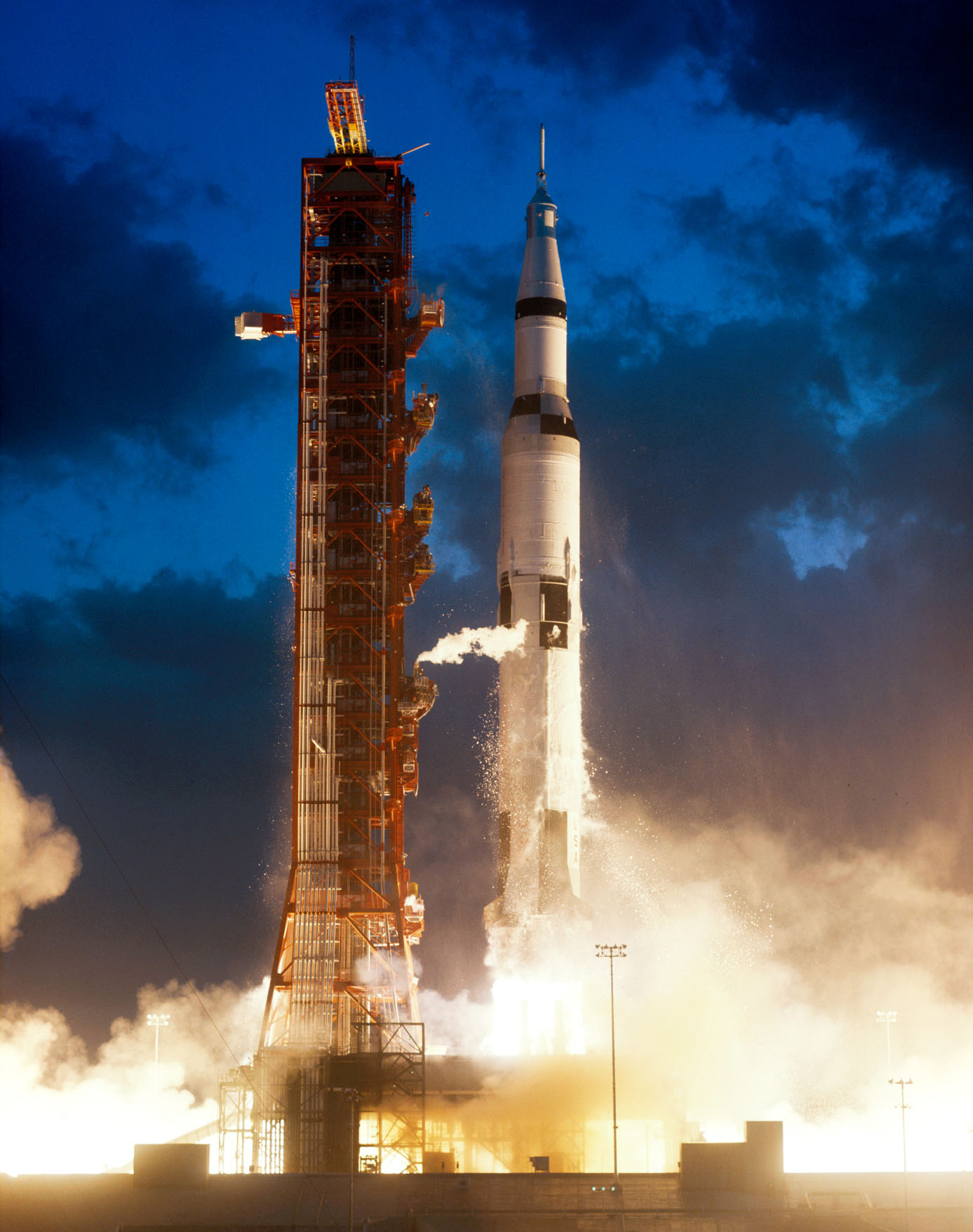
Az első Saturn V start pillanata

Az Apollo–4 volt a NASA első tesztrepülése, amikor a teljes kiépítésű holdrakétát a világűrbe küldték. A repülés elsődleges célja volt, hogy először teszteljék a holdrakéta és holdűrhajó párosát teljes kiépítésben, igazolják a rakéta és űrhajó strukturális kompatibilitását minden tekintetben, majd második számú célként az űrhajóval – egészen pontosan annak új típusú, addig kipróbálatlan hőpajzsával – szimuláljanak egy visszatérést úgy, hogy az űrhajót előbb ellipszis pályára állítják, majd egészen a légkörbe lépésig gyorsítják, így szimulálva egy holdi visszatérés sebességét, ezáltal a hőterhelését a légkörön át vezető út során. A fő célok mellett sok „mellékcél” jelent meg: a 39-es indítóállás első sikeres kipróbálása, a teljes rakétarendszer első integrált, sikeres repülése, a Saturn V repülés során még kipróbálatlan fokozatainak egyenként való sikeres kipróbálása, különös tekintettel a koncepcionálisan is új – folyékony hidrogént és oxigént használó – S-II és S–IVB fokozatokra, az S-IVB fokozatba épített hajtóművek első sikeres űrbeli leállítása és újraindítása. Összesen 4098 tervezett méréssel kívánták felbocsátani az űrhajót, amelynek 2/3-a a rakétát, a maradék 1/3-a pedig az űrhajót érintette.
A startra 1967. november 9-én 7:00-kor (12:00 UTC) került sor. A hajtóművek tökéletes beindulásakor és csúcsteljesítményük elérésekor a rakétát elengedték a rögzítők, az óriás előbb pár pillanatig állni látszott az indítótorony mellett, majd méltóságteljesen emelkedni kezdett. Tizenhárom másodpercig tartott, amíg az űrhajó elhagyta az indítótorony magasságát, amikor mintegy a helyi kilövésirányítás utolsó ténykedéseként Paul Donelly a hangosbemondóba bemondta: „A torony üres”. Ebben a pillanatban a Cape Kennedy-i irányítás átadta a repülésirányítást a houstoni fő irányítóközpontnak. A Saturn V indításának legnagyobb szenzációja a rakéta által kiváltott hanghatás volt. Bár pontosan a hanghatás miatt, hogy a talajról visszapattanó hangnyomás nehogy kárt tegyen az emelkedő rakétában, másfél millió liter vizet zúdítottak az indítóállás árkába, ahová a hajtóművek fúvócsöve nézett, a hatás mégis döbbenetes volt a zömében öt kilométernél messzebbre is fekvő épületek (így a VAB, a kilövést irányító központ épülete, vagy a VIP-lelátók) között. A körülményeket Walter Cronkite, egykori híres tévétudósító spontán, a lelkesedéstől keresetlen hangú közvetítése írja le:

„...az épületek rázkódnak. A mi épületünk is rázkódik!! Ó, ez rettenetes, az egész épület remeg! A hatalmas kilátóablak is remeg! Itt állunk és a kezünkkel tartjuk! Nézzék a rakétát, ahogy már kilométer magasan jár és eltűnik a felhők között!...nézzék ...nézzék ...ó, a dübörgés rettenetes!...”

– Walter Cronkite, Apollo 4 startjának közvetítése, 1967

A rakéta aztán rendben egy közel kör alakú, 185 km magasságú pályára állította a Föld körül az Apollo űrhajót. Két keringésnyi ideig haladt az űrhajó ezen a pályán, majd a második keringés végén újraindították az S-IVB hajtóművét, amely az első űrbeli hajtómű-újraindítás volt a program során (egyben az egyik kulcsfontosságú manőver a Hold eléréséhez), és gyorsítani kezdték az űrhajót, hogy az majd így érje el a légkört, szimulálva egy holdi visszatérés sebességét. Beindították az űrhajó saját, SPS hajtóművét is, tovább emelve az űrhajót, egészen 18 000 km magasságig. Ekkor fordították az űrhajó orrát a Föld felé, majd megkezdték a süllyedést. Amikor 122 kilométeren a kabin elérte a légkör legfelsőbb foszlányait, 40 000 km/h sebességgel száguldott. Végül az űrhajó 16 kilométerre a kijelölt leszállási pont mellett szállt le új típusú hármas ejtőernyőrendszerén a Csendes-óceán vizére, a Midway-szigetek közelében, ahol a Bennington repülőgép-hordozó várta már.

#### Apollo–6

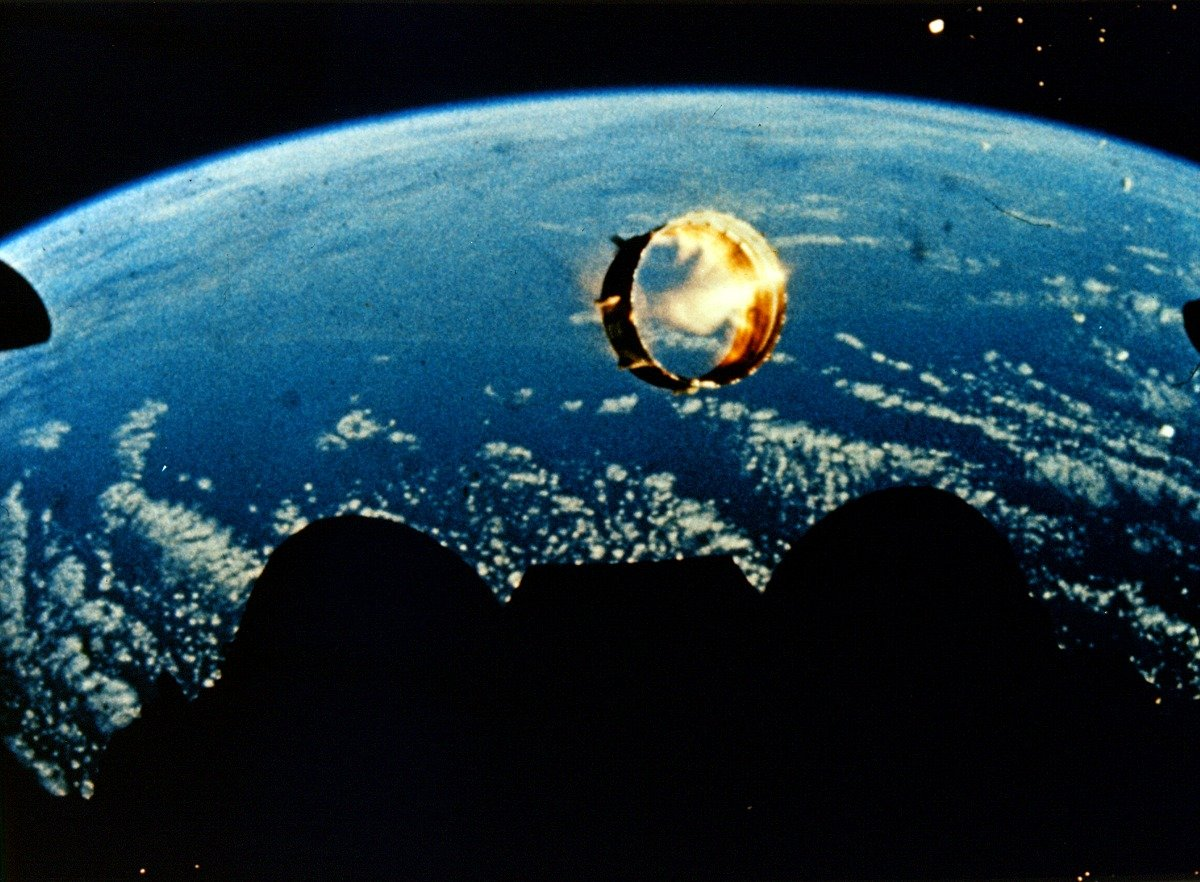
Fokozatleválasztás az Apollo–6 felbocsátása során

Az Apollo–6 az Apollo–4 küldetés megismétlése volt, komolyabb feladattal. A felbocsátási folyamat végén az űrhajót az S–IVB elindította a Hold irányába, ám 22 000 km-es magasságnál egy megszakítást szimuláltak, azaz visszafordították az űrhajót a Föld felé.
A felszállásra 1968. április 4-én 7:00-kor (12:00 UTC) került sor Cape Kennedy 39A indítóállásából. Azonban a felszállás második percében problémák adódtak, a hajtóműben keletkező oszcilláló nyomásváltozások miatt hosszirányú rezgések (a rakétatechnikában „pogo oszcilláció” néven ismert jelenség) keletkeztek a rakétában, amitől az rángatózni kezdett. Ilyen jelenség jelentkezett korábban is, az Apollo–4 repülésen, azonban a mért értékek akkor tűréshatáron belül voltak, ezúttal azonban messze meghaladták azokat. Az Apollo–4-en mért értékek 0,1 g gyorsulás- és lassuláskülönbséget mutattak, az elfogadható mérték limitjét még 0,25 g-ben határozták meg a Gemini-program idején, az Apollo–6-on mért legmagasabb érték 0,62 g volt. A rezgések 30 másodpercig voltak tapasztalhatók. A mérnökök ennek a hatásnak tudták be, hogy a kamerák által is megfigyelt módon az űrhajót védő kúpos borítás megsérült, egyes helyeken le is vált a rakétáról.
Miután az S-IC fokozat tartályai kiürültek és levált a továbbrepülő rakétáról, az S-II-vel is folytatódtak a problémák. A kettes számú hajtómű már a beindulástól kezdve problémásan működött, amely probléma aztán a T+319 másodperctől tovább súlyosbodott egészen addig, míg T+412 másodpercnél az IU számítógépe le nem állította a hajtóművet. 2 másodperccel később a hármas számú hajtómű is felmondta a szolgálatot. A megmaradt három hajtóművet tovább kellett működtetni, hogy a hajtóanyag kifogyjon, ám a leállás pillanatában sem a tervezett magasság, sem a tervezett sebesség nem volt meg. Ez a megmaradt harmadik fokozatra, az S-IVB-re maradt, amelyet tovább kellett működtetni, hogy a rakéta – és így az űrhajó is pályára álljon. A rakéta a tervezett 160,9 km magas körpálya helyett egy 177,7*362,9 kilométeres ellipszis pályára állt.
A harmadik lényeges hiba már az orbitális pályán jelentkezett. Az igazi holdrepülések mintájára újra kellett indítani az S-IVB fokozat hajtóművét, ám az kudarcba fulladt, a hajtómű néma maradt, ami a mérnökök számára nagyobb rejtélyt jelentett, mint a korábbi pogo oszcilláció. A terveknek megfelelően ekkor leválasztották a Saturn V megmaradt fokozatát és a parancsnoki egység főhajtóművével, az SPS-szel végeztek egy pályakorrekciós manővert. A hajtóművet 442 másodpercig járatva az űrhajó pályáját 22.259,1 *33,3 kilométeresre alakították át és extrém magasságból irányították a Föld felé az űrhajót, szimulálva a hőpajzs számára egy holdi visszatérést. A légköri visszatéréskor minden normálisan működött és a rendben nyíló három ejtőernyő kupolája alatt az Apollo–6 9 óra 57 perc 20 másodpercnyi repülés után, 43 kilométerrel elvétve a kitűzött célpontot leszállt a kiemelésére igyekvő Okinawa hadihajó mellett a Csendes-óceánon, Hawaii-tól északra. A meghajtás miatti pályaeltérések miatt itt sem teljesült egy tesztcél: a tervezett 37 000 km/h sebesség helyett 33 000 km/h sebességet sikerült elérni a visszatéréskor.

### Emberrel végzett repülések

#### Apollo–8

Az oly sok problémát okozó végfokozat,
az S-IVB a leválás után

Az Apollo–8-cal a NASA hazárdjátékot játszott. Félve attól, hogy a szovjetek ismét megelőzik őket a Holdért vívott versenyben – egy emlékezetes vitát követően –, mindjárt az első, emberekkel felbocsátott Saturn V/Apollo űrhajó kombinációt a Holdhoz küldték, ahelyett, hogy még Föld körüli pályán tesztelték volna a rendszert. A startra 1968. december 21-én került sor, első alkalommal használva a Saturn V-öt élesben, emberekkel a tetején helyet foglaló Apollo űrhajóban. A felbocsátás során három apróbb hiba merült fel: az első fokozat hajtóművei egy kicsit alulteljesítettek – 0,75% tolóerő-kiesés volt mérhető –, amelyet a fokozat 2,45 másodperccel hosszabb működésével kompenzáltak, majd a második fokozat hajtóműveiben kisebb, oszcilláló nyomásváltozások jelentkeztek (hasonlóak, mint az Apollo–6 esetében, csak kisebb intenzitásúak, Bill Anders holdkomppilóta találó leírása szerint olyan érzetet okozva, „mintha öreg vonat futott volna ócska síneken”), így e hibák eredőjeként a pályaadatok eltértek a tervezettől. A Föld körüli pálya 183,2 × 190,6 kilométeres ellipszis lett, a tervezett 185 kilométeres körpályával szemben.
A Föld körüli pályára állás után másfél fordulatig – összesen 2 óra 28 percig – tartó rövid időszak következett, egy teljes rendszerellenőrzés időtartama. A start után 2 óra 27 perc 22 másodperc telt el, amikor Michael Collins repülésirányító megadta az engedélyt: Nem sokkal később az S–IVB fokozat hajtóművének újraindításával megtörtént a TLI (Trans Lunar Ignition – Hold irányú hajtóműindítás), 5 perc 17 másodperces gyorsítással 10 822 m/s sebességre tett szert az űrhajó.
A felszállás legutolsó művelete az S–IVB leválasztása, majd egy összekapcsolódási kísérlet elvégzése volt a leválasztott rakétafokozattal, amellyel a későbbi űrhajók számára az ún Helyzetváltoztatás, dokkolás, kivontatás (Transposition, docking and retraction) manővert szimulálták valós körülmények között. Ebben az űrhajó először levált a fokozatról, majd eltávolodott tőle, a kereszttengelye körül 180 fokos fordulatot végzett (azaz hátraarcot csinált úgy, hogy közben a repülés iránya nem változott meg) és visszanavigált az S–IVB-hez, mintha ezúttal az orrával akarna hozzá kapcsolódni. Az űrhajósok leválasztották az S–IVB-t, és elkezdték a fordulási manővert, közben fotókat készítettek. Közel navigáltak a fokozathoz, ezzel igazolták a képességet a holdkomppal való jövendőbeli összekapcsolódásra. Borman parancsnok aggódott az összeütközés miatt, és túl akart már lenni a manőveren, ezért kezdeményezte az eltávolodási manővert az irányításnak. Ám a manővert elhibázták, az űrhajó enyhén letért a szabad visszatérés pályájáról. Öt órával a start után az S-IVB és az űrhajók szétválása után az irányítás más pályára állította a feleslegessé vált rakétafokozatot, hogy az a későbbiek során sehol se zavarja az űrhajósok útját. Ehhez az üzemanyag-maradék kiáramoltatásával nyertek tolóerőt, amely azt eredményezte, hogy a rakétafokozat biztosan nem követi az űrhajót a Holdhoz vezető pályáján, hanem elrepül az égitest mellett, és ezzel Nap körüli pályára áll. Az S-IVB 0,92 × 0,99 CsE kiterjedésű Nap körüli ellipszis pályára állt, 340,80 nap keringési idővel. A rakétafokozat pályamanővere után egy újabb, soron kívüli pályamódosításra kellett sort keríteni, a Borman türelmetlensége miatti elhibázott manőverek ugyanis az űrhajót nem megfelelő pálya felé irányították, és az irányítás túl közelinek találta a két űreszközt.
Később az Apollo–8 elsőként sikeresen jutott el a Holdig, ahol pályára állt az égitest körül, és 10 keringésen keresztül végeztek az űrhajósok megfigyeléseket. Az űrhajó legénységének tagjai voltak az első emberek, akik saját szemükkel pillanthatták meg a Hold tőlünk mindig elforduló túlsó oldalát. A repülés teljes sikerrel zárult.

#### Apollo–9

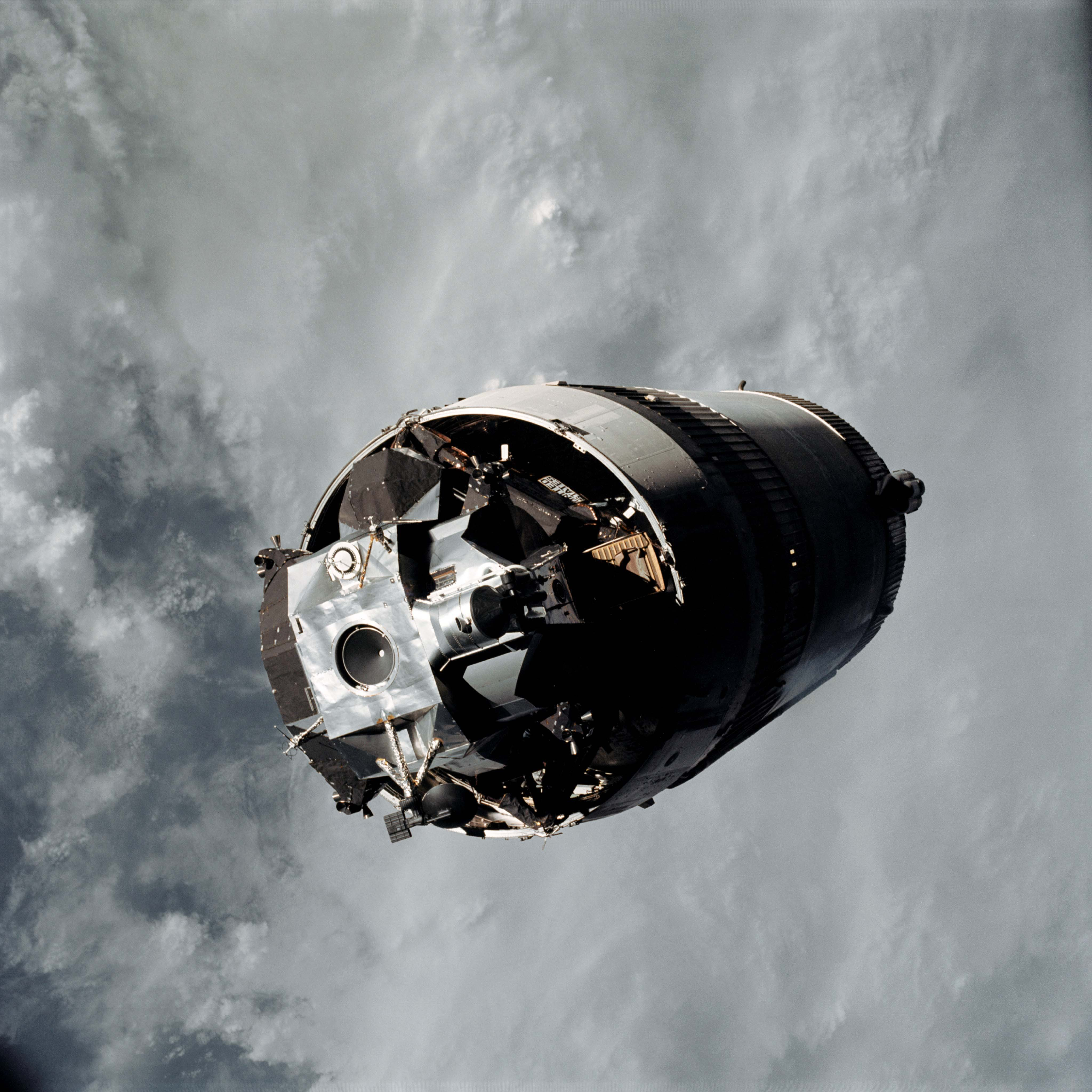
Az első holdkomp, a Spider még az S–IVB-beli adapterében

Az Apollo–9 az eredeti tervek szerint az első Saturn V felszállás lett volna emberekkel az űrhajó fedélzetén, ráadásul a rakéta a teljes kiépítésű űrhajórendszert magával vitte volna, mivel a holdkomp berepülését is erre az útra irányozták elő. Ebből minden megvalósult, kivéve az első, emberekkel végzett felszállást, mivel a történelem nyomása miatt azt az Apollo–8-ra osztották és átsorszámozták a repüléseket. Az Apollo–9 előtt tehát a holdkomp berepülése, mint első – és lényegében egyetlen – feladat maradt, Föld körüli pályán. Mivel az űrhajó nem indult a Holdhoz, ezért ennek az útnak a repülési profilja eltért a többi Apollo-repüléstől. Ennél a repülésnél a Saturn V használata lényegében pazarlás volt, lévén, hogy egy 118 000 kg-nyi tömeg LEO-ra (Low Earth Orbit – Alacsony Föld körüli pálya) juttatására alkalmas eszközt használtak kevesebb mint a fele, 48-50 tonna feljuttatására.
A repülés 1969. március 3-án startolt Cape Canaveral LC39A indítóállásából, 11:00:01-kor (16:00:01 UTC), egyetlen másodperccel a tervezett startidőpontot követően. A felszállás rutinszerű, eseménytelen volt, McDivitt parancsnok leírása szerint ...„mint amikor egy öreg hölgy lovagol”.... A legénység számára a fokozatleválasztás okozott nagy élményt. A meghajtás kiesésével leállt a gyorsulás és tehetetlen testük előre lendült, kis híján nekiestek a műszerfalnak (csak a biztonsági övek tartották meg őket), majd amikor az S–II hajtóművei beindultak, visszahuppantak az üléseikbe. A felszállás hetedik percében újra jelentkezett a pogo oszcilláció (a rakétáknál ismert hosszirányú rángatózás, amelyet a hajtóművekben jelentkező oszcilláló nyomásváltozások okoznak). Az űrhajósok erősebb hatásról számoltak be, mint Bormanék az Apollo–8-on, de még a tolerálható sávban maradt a rázkódás. 11 perc 13 másodperc elteltével leállt az S-IVB és az űrhajó 190 km magasságú Föld körüli pályára állt.
Az Apollo–9 űrhajósai követték a protokollt és másfél fordulaton keresztül nem váltak le az S–IVB-ről és rendszerellenőrzéseket folytattak. 2 óra 43 perc elteltével aktiválta Scott a piropatronokat és leválasztotta a rakétafokozatot, majd első ízben csinálták végig élesben a Helyzetváltoztatás, dokkolás és kivontatás (Transposition, docking and retraction) manővert, azaz fordultak meg, dokkoltak a holdkomppal, de még nem vontatták ki a Spider névre keresztelt holdkompot a rakétafokozat adapteréből. A parancsnok és a holdkomppilóta átköltözött a leszállóegységbe, és áram alá helyezték, leellenőrizték. A feladat végeztével a két űrhajós visszaköltözött a parancsnoki modulba, és visszazárták az átjáró fedelét. Csak ekkor aktiválták azt a rugós mechanizmust, amellyel az űrhajók elváltak az S–IVB-től. Az irányítás ekkor beindította az S–IVB hajtóművét, és Nap körüli pályára vezérelte. Az űrhajósok a holdkomp hajtóművét beindítva emeltek a pályamagasságukon, megkezdve a holdkomp tesztprogramját.
Az Apollo–9 10 napot töltött az űrben, minden aspektusból kipróbálta a leszállóegységet, igazolva az azt életre hívó koncepció helyességét. A sikerrel megnyílt az út a holdra szállás előtt.

#### Apollo–10

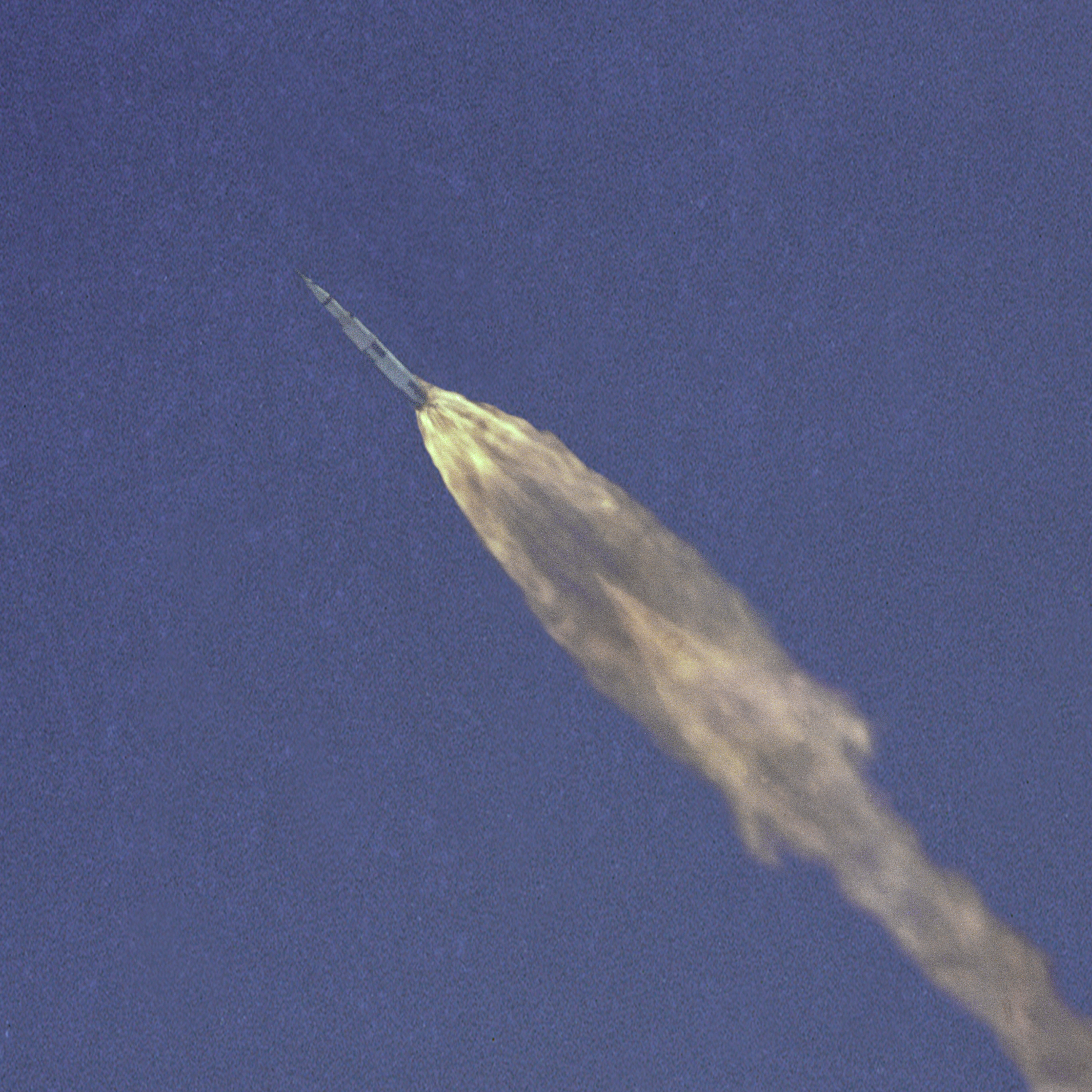
Az Apollo–10 emelkedés közben

Az Apollo–10 a harmadik, ember által vezetett Saturn V felbocsátás volt, második alkalommal a Hold felé indítva. A repülés kis híján az első holdra szállást is megkísérelhette, ám a holdkomp súlyproblémái, illetve az eredeti tervekben is szereplő egyfajta főpróba igénye miatt az Apollo–10 lett az a repülés, amikor mindent elpróbáltak, a talajérintés kivételével. A Charlie Brown űrhajó és a Snoopy holdkomp úgy indult az útra, hogy elrepülnek a Holdig, ott pályára állnak, a két űrhajó szétválik, a holdkomp pedig elkezd süllyedni a felszín felett, egészen 15 km magasságig, onnan azonban nem száll le a felszínre, hanem repülős analógiával élve „átstartol” és újra visszaemelkedik a holdi keringésbe, ahol összekapcsolódik az anyaűrhajóval, hogy végül hazatérjenek a Földre.
Az űrhajó 1969. május 18-án startolt Cape Canaveralről, ezúttal először (és a program során egyetlen alkalommal) használva a 39B indítóállást. A startra 12:49-kor (17:49 UTC) került sor. Mindhárom űrhajós Gemini veterán volt, élt már át űrstartot, volt összehasonlítási alapjuk. Az Apollo–10 indításának fő szenzációja volt, hogy a legrosszabb körülményeket adta az utasoknak. Az emelkedés során olyan rázkódás érte az űrhajósokat, hogy a látásuk elhomályosult és nem látták rendesen a műszerfalat. Megélték ők is a fokozatleválasztás rántását. Amikor az S–II hajtóműve is beindult, a pogo oszcilláció is feltűnt a színen. Még az egyébként más repüléseken simán működő harmadik fokozat is morogva és erősen remegve működött, az űrhajósok komolyan féltették főként a gyengébb konstrukciónak számító holdkompot, hogy baj éri.
Következett a másfél fordulatnyi rendszerellenőrzési idő (amikor az űrhajósok számára „kisimult” a repülés), majd ezt követően az Apollo–10 engedélyt kapott a TLI-re. Az S-IVB megajándékozta őket a rázkódás és zörgés kényelmetlen érzésével. Az űrhajósok bizonytalanok voltak, hogy nem lesz-e repülésmegszakítás az átéltek nyomán, ám folytathatták útjukat. A rakétát érintő utolsó művelet következett, a holdkomphoz kapcsolódás és annak kivontatása. Leváltak a baljóslatú S–IVB-ről, közben az ablakokon látták, ahogy a holdkomp adaptertakaró lemezei lerobbannak és szanaszét repülnek. Kissé elhibázták a manővert, mivel 45 méterre eltávolodtak az S–IVB-től, háromszor olyan távolra, mint kellett volna, de könnyedén visszamanővereztek és bedokkoltak a holdkomp dokkolószerkezetébe. Az egész manőver újdonsága volt az előzőekhez képest, hogy az Apollo–10 magával vitt egy Westinghouse színes tévékamerát, és az irányítás élő egyenes adásban láthatta, ahogy az űrhajósok manővereznek és közelítenek a holdkomphoz.
Az Apollo–10 ezután holdirányú pályára állt, az S–IVB-t a megszokott módon Nap körüli pályára irányította az irányítás. A küldetés sikerrel járt, Hold körüli pályára álltak, kisebb nehézségekkel ugyan, de a holdkomppal elvégezték a felszín feletti ereszkedést, majd az újraemelkedést, ezzel kikövezték az utat a későbbi, valós holdra szállás előtt.

#### Apollo–11

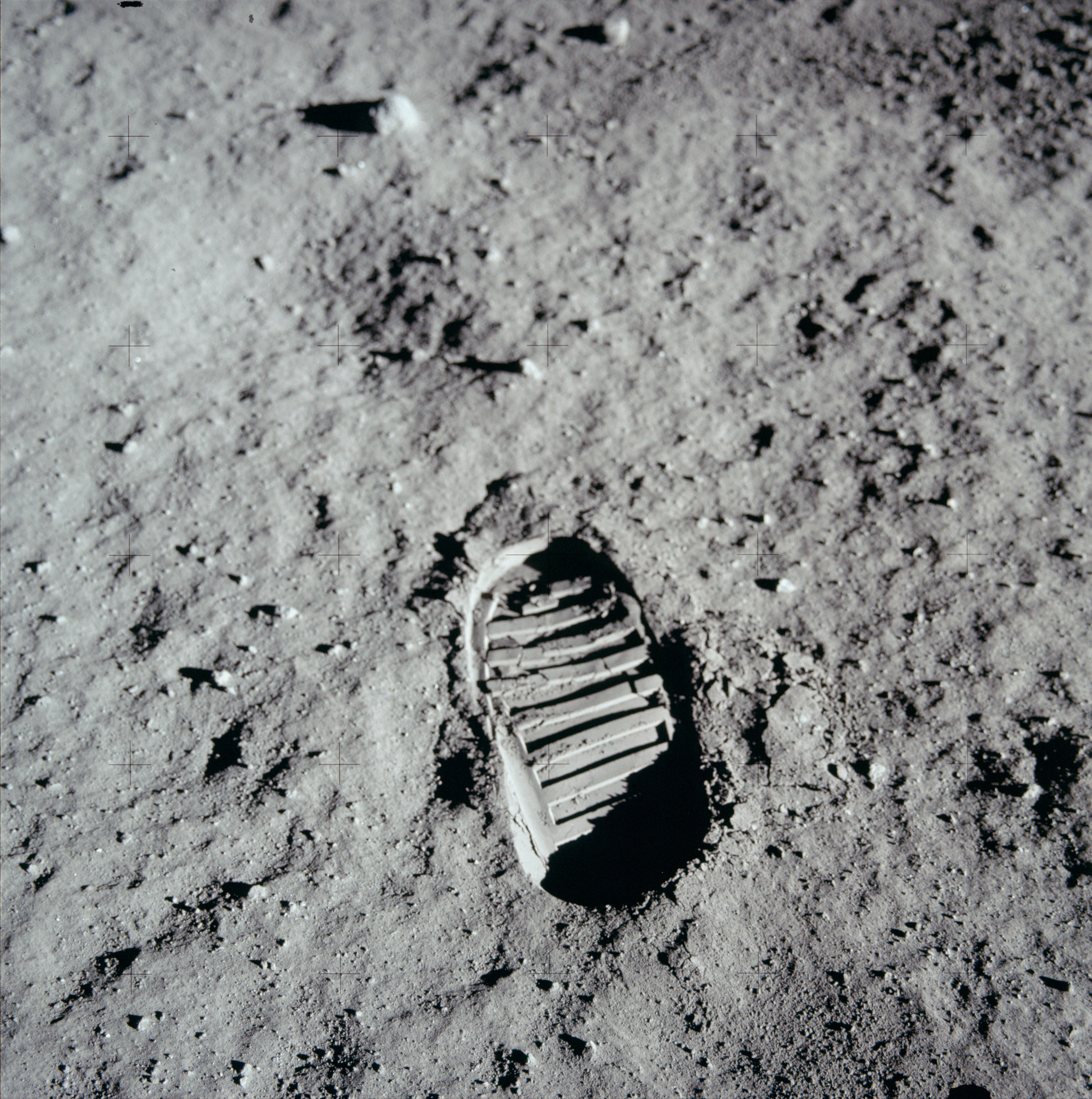
A Saturn V beteljesítette küldetését: Ember a Holdon!

Az Apollo–11 lett a tervek szerint az első tényleges Holdra szállási kísérlet, ezen a repülésen indult azzal a tervvel legénység, hogy le is szálljon a holdfelszínre. A Saturn V szempontjából minden olyan volt, mint az előző két holdrepülésen (Apollo–8, –10), csak ezúttal mindennek élesben kellett működnie.
Az Apollo–11 startprocedúrája műszaki értelemben 1969. május 20-án, két nappal az Apollo–10 startját követően kezdődött, ekkor szállították ki a kész rakétát a VAB összeszerelő csarnokból a 39A indítóállásba az 1-es számú Mobil Indítótoronnyal.
Az indítási folyamat hivatalos kezdete T – 28:00:00-kor, 1969. július 14-én 22:30 (UTC) (floridai helyi idő szerint 17:30-kor) kezdődött. A 28 órás hivatalos és a 40 óra 2 perces valós időtartam között egy hat és egy fél órás tervezett visszaszámlálási szünet volt, amelyből a hosszabbik szünet végül 11 óra 32 percesre húzódott el. Az űrhajósok 2 óra 40 perccel az indulás előtt foglalták el helyüket az űrkabinban.
Az Apollo–11 1969. július 16-án 14:32-kor (UTC), (helyi idő szerint 9:32) emelkedett el a Kennedy űrközpontból. Az utazás első lépcsője a Föld körüli pálya volt, másfél fordulatnyi időt töltöttek itt el az űrhajósok, amíg minden rendszert le nem ellenőriztek. A rendszertesztek után – miután megbizonyosodtak róla, hogy minden működőképes – az S-IVB újraindításával gyorsítottak. Az űrhajó a szabad visszatérés pályáján indult a Hold felé.
A Saturn V szempontjából utolsó manőverre fél órával a holdirányú gyújtást követően került sor, ekkor választották le a parancsnoki űrhajót az S-IVB-ről. Ezután az űrhajósok megkezdték a holdkomp-retrakciót, azaz a holdűrhajó kihúzását az S-IVB fokozat felső részén levő holdkompadapterből. Ehhez a rakétafokozatról levált és néhány méterre eltávolodott anyaűrhajó a kereszttengelye körül 180°-os fordulatot végzett (azaz innentől kezdve menetiránynak háttal repült), majd az orrán levő dokkolószerkezettel megcélozta a holdkompon levő dokkolóegységet és összekapcsolódtak. Következő lépésként a parancsnoki hajó kormányhajtóműveinek húzóerejével és az adapterbe épített rugós mechanizmus segítségével kihúzták a holdkompot a rakétafokozatból.
A fenti manőverek miatt az űrhajóegyüttes 6 m/s-ot lassult, ezt később pályaközi korrekcióval kellett kompenzálni, hogy a hajó végig a szabad visszatérés pályáján haladjon. Ám egyúttal a műveletek olyan jól sikerültek, hogy a tervezett négy korrekció közül csak egyet kellett végrehajtani. Houston közben az S-IVB hajtóművét indította újra távirányítással, hogy a kiürült rakétafokozat véletlenül se legyen útban a későbbiek során. A fokozat három nap múlva elhaladt a Hold mellett, és Nap körüli pályára állt.
Az Apollo–11 sikerrel teljesítette az első holdra szállást, és Neil Armstrong, valamint Buzz Aldrin lettek az első emberek, akik a Holdra tették a lábukat 1969. július 21-én.

#### Apollo–12

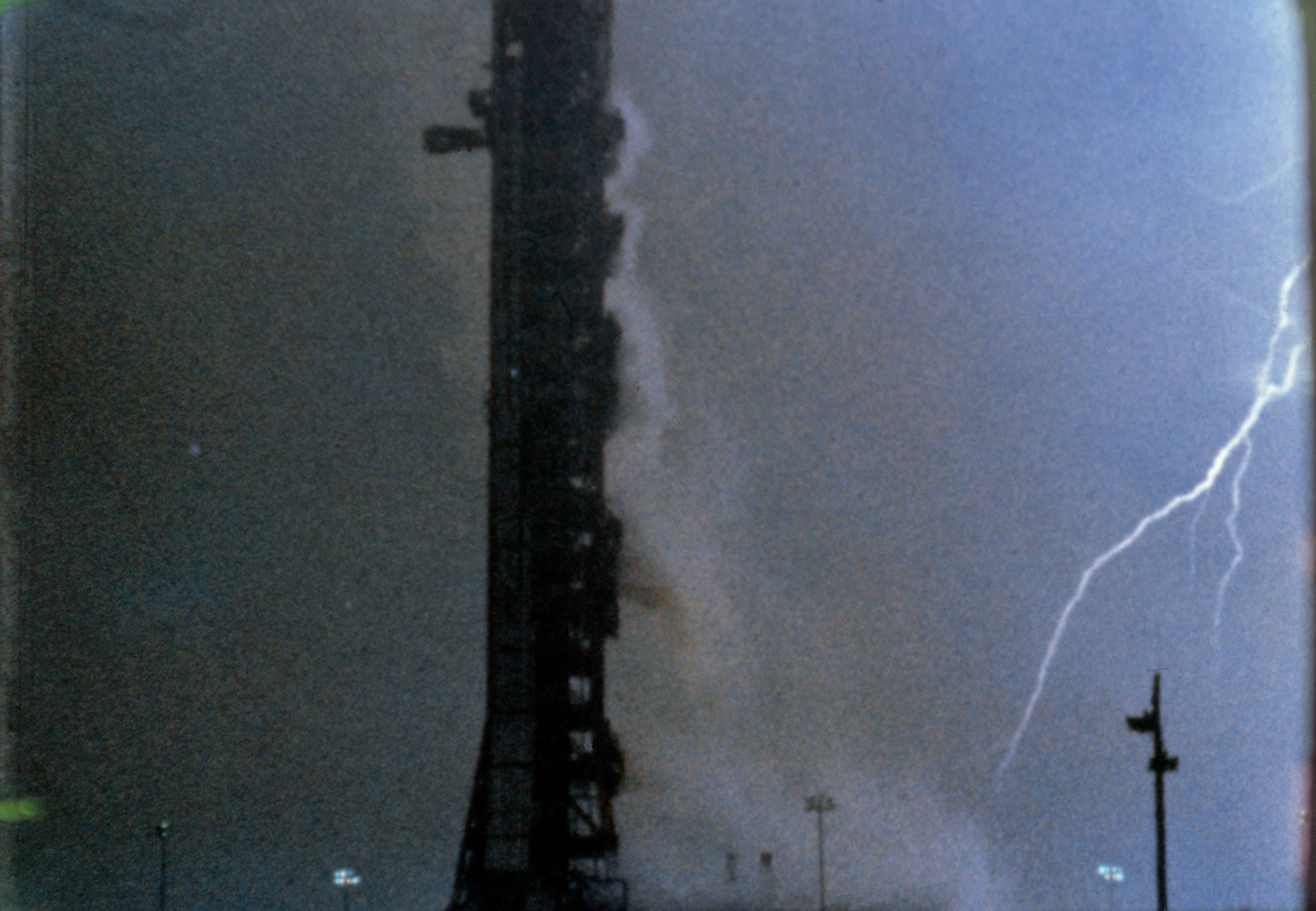
Az egyik villámcsapás, amely az űrhajót érte és leért az indítóállásig

Az Apollo–11 leszállását követően megváltoztak a program prioritásai, a második holdra szállásnál már nem volt szempont a sietség, ezzel szemben a leszállással kapcsolatban felmerülő új szempontok – minél közelebb leszállni egy előre meghatározott ponthoz – átírták a tervezés menetét, így a korábbi két hónapos startszüneteket négy hónapos szünet követte. A start dátuma 1969. november 14-re csúszott.
A startra helyi idő szerint 11:22:00-kor (16:22:00 UTC) került sor Cape Canaveral LC-39A indítóállásából. Az emelkedő űrjármű a repülés 36. másodpercében bajba került. Mai szemmel nézve szokatlan módon az irányítás ugyanis a bonyolult időjárási körülmények ellenére indította útnak a rakétát, mivel az indítóhely felett éppen egy légköri front haladt keresztül, masszív felhőzettel. A repülés 36. másodpercében villám csapott az űrhajóba, mivel ekkorra az űrszerelvény már úgy viselkedett, mint egy magasra emelt, hatalmas villámhárító (magas fémcsúcs, mögötte a földig érő, ionizált gázokból álló plazmacsóva). Az űrhajóban ülőknek nem történt bajuk (ők lényegében egy Faraday kalitkában ültek), ám a villám kisütötte az üzemanyagcellákat, amelytől megszűnt az űrhajó áramellátása. Alig 16 másodperccel később, a repülés 52. másodpercében egy újabb villámcsapás érte a rendületlenül emelkedő űrszerelvényt. Ez a kisülés a navigációs rendszert vakította meg, valamint a kabinban megbolondította a műszerek többségét. Az esetet egyetlen szerencsés körülmény mentette meg, a Saturn V rakétának független, önálló navigációs rendszere volt, amelyet nem érintett az elektromos hiba, így a rakéta pontosan haladt tovább a pályáján, és megfelelő irányba vitte az utasait.
A probléma megoldása is szinte véletlenszerű volt. A megbolondult műszerek miatt szükség volt arra, hogy tisztán lássanak az űrhajósok, valamint az irányítás mérnökei. Mindössze egy mérnöknek jutott eszébe egy megoldási javaslat, amikor azt javasolta az űrhajósoknak, hogy „Try SCE to AUX” (azaz „próbáljátok átállítani az SCE-t AUX-ra”). Pete Conrad parancsnok úgy reagált az utasításra, hogy „Mi az ördög az az SCE?”, ám Al Bean holdkomppilótának bevillant, hogy melyik kapcsolót kell átállítania. Az SCE (Signal Conditioning Equipment) egy jelátalakító volt, amelynek üzemmódjait „Norm” (normál) és „Aux” (tartalék) között lehetett váltani. Az üzemmódváltással elhárult a műszerek megbolondulását okozó probléma. Ezt követően az irányítás utasítására újraindították (egyfajta mechanikus „reset”-et alkalmazva) az üzemanyagcellákat, és minden elkezdett rendben működni a továbbiakban. A Föld körüli pályán végrehajtott rendszerellenőrzés során minden megfelelően működött tovább, mindössze a csillagokra tájolt navigációs rendszert kellett újrakalibrálni).
A „Try SCE to AUX” kifejezés műszaki körökben önálló életre kelt és afféle szállóigévé vált, a találékonyság és helyzetfelismerés metaforájává, és a mai napig idézik az ilyeneket igénylő helyzetekben.
Másfél Föld körüli fordulat – és az ezen idő alatt elvégzett teljes körű rendszerellenőrzés – után az űrhajósok megkapták az engedélyt a Hold irányú hajtóműindításra, amellyel kiszakadhattak a Föld vonzásából. Ez után a soron következő, az egész küldetés sorsát is befolyásoló műveletet kellett végrehajtani: az űrhajó letért a szabad visszatérés pályájáról. Az előző két holdrepüléskor a biztonság kedvéért az ún. „szabad visszatérés pályáján” közlekedtek az űrhajók, amelyek előnye az volt, hogy ha bármi probléma adódott az odaúton, az űrhajó mindenféle beavatkozás nélkül, a Hold megkerülését követően visszatért volna a Földre (lényegében a Hold gravitációja pontosan a kiindulópont felé fordította volna vissza az űrhajót), ám ezúttal a repüléstervezők egy ún. „hibrid-transzfer pályát” választottak, amely ugyan beáldozta volna a biztonsági tartalékot, ám a holdfelszín sokkal nagyobb része volt elérhető általa, amely még üzemanyag megtakarítással is járt a Hold körüli pályára álláskor.
Az Apollo–12 végül mintaszerű leszállást mutatott be az Oceanus Procellarumon, mindössze 163 méterre szállva le egy három évvel korábban Holdat ért szonda, a Surveyor–3 mellett. Két holdsétát teljesítve sikeres küldetést hajtott végre a Pete Conrad, Al Bean és Dick Gordon alkotta trió.

#### Apollo–13

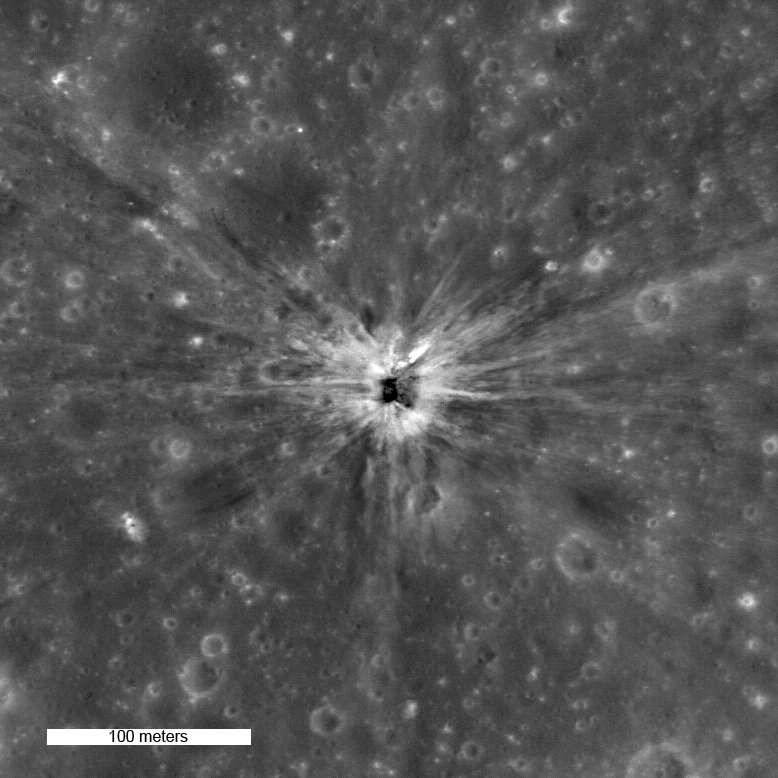
Az Apollo–13 S-IVB-jének becsapódási krátere a Holdon

Az Apollo–13-mal a NASA átlépett a holdutazások egy másik szakaszába, befejeződött a kísérleti repülések időszaka (lényegében maga a Holdra szállás is egy kísérleti út volt) és megkezdődhetett a szomszéd égitest szisztematikus tudományos felfedezése. Egyben maguk a holdexpedíciók is valamelyest kezdtek rutinná válni.
A repülés 1970. április 11-én 19:13-kor (UTC) (helyi idő szerint 13:13-kor) a 39A indítóállásból indult. A start hibátlan volt, az előzőekhez képest szokatlanul nyugodt repülést hozott az első fokozat emelkedése, azonban a további emelkedés közben előjött a Saturn V rakéta típushibája. A második fokozat gyorsította már a rakétát, amikor nagyjából négy percnyi gyorsítás után, két perccel a tervezett idő előtt leállt az S-II középső hajtóműve, mivel a J-2-esben oszcilláló nyomásváltozások, a már ismert pogo-oszcilláció keletkezett, pontosan olyan, amely az Apollo–6 próbarepülését is sikertelenné tették és amelyek végigkísérték az egész addigi programot. A nyomásváltozások miatt a hajtómű olyan heves rázkódást okozott, hogy a hajtóműkeret 76 mm-rel elferdült (mérések szerint a vibráció 68 g erejű volt, 16 Hz frekvenciával). Az irányítás úgy oldotta meg a problémát, hogy a négy megmaradt külső hajtóművet 34 másodperccel tovább működtették, majd a harmadik fokozatot is 9 másodperccel tovább hagyták gyorsítani, így a rakéta lassabban, de hosszabb ideig gyorsította az űrhajót.
A pogo oszcillációtól eltekintve az Apollo–13 pályára állítása az egész program egyik legeseménytelenebb, legsimább felbocsátása volt a Saturn V szempontjából.
Nem így azonban az expedíció további folyása: a repülés 55 óra 49 percénél a műszaki egység egyik oxigéntartálya egy hibás, zárlatos melegítőtekercs miatt felrobbant, magával rántva a másik tartályt is, ezzel az üzemanyagcellák áramtermeléséhez szükséges oxigén elillant, az űrhajó végveszélybe került. A következő napokban egy rögtönzött mentési terv mentén, óriási szerencsével sikerült hazahozni az űrhajósokat, így a repülés „sikeres kudarc” néven vonult be az űrhajózás történetébe. A repülés egyetlen tudományos eredménye az S–IVB-hez fűződik: ez volt az első rakétafokozat, amelyet az irányítás nem Nap körüli pályára irányított, hanem holdi ütközőpályára vezényelték. A rakétafokozat így egy mesterséges meteorittá vált és becsapódása mérhető volt az Apollo–12 során kihelyezett és még mindig működő rengésmérő műszerekkel.

#### Apollo–14

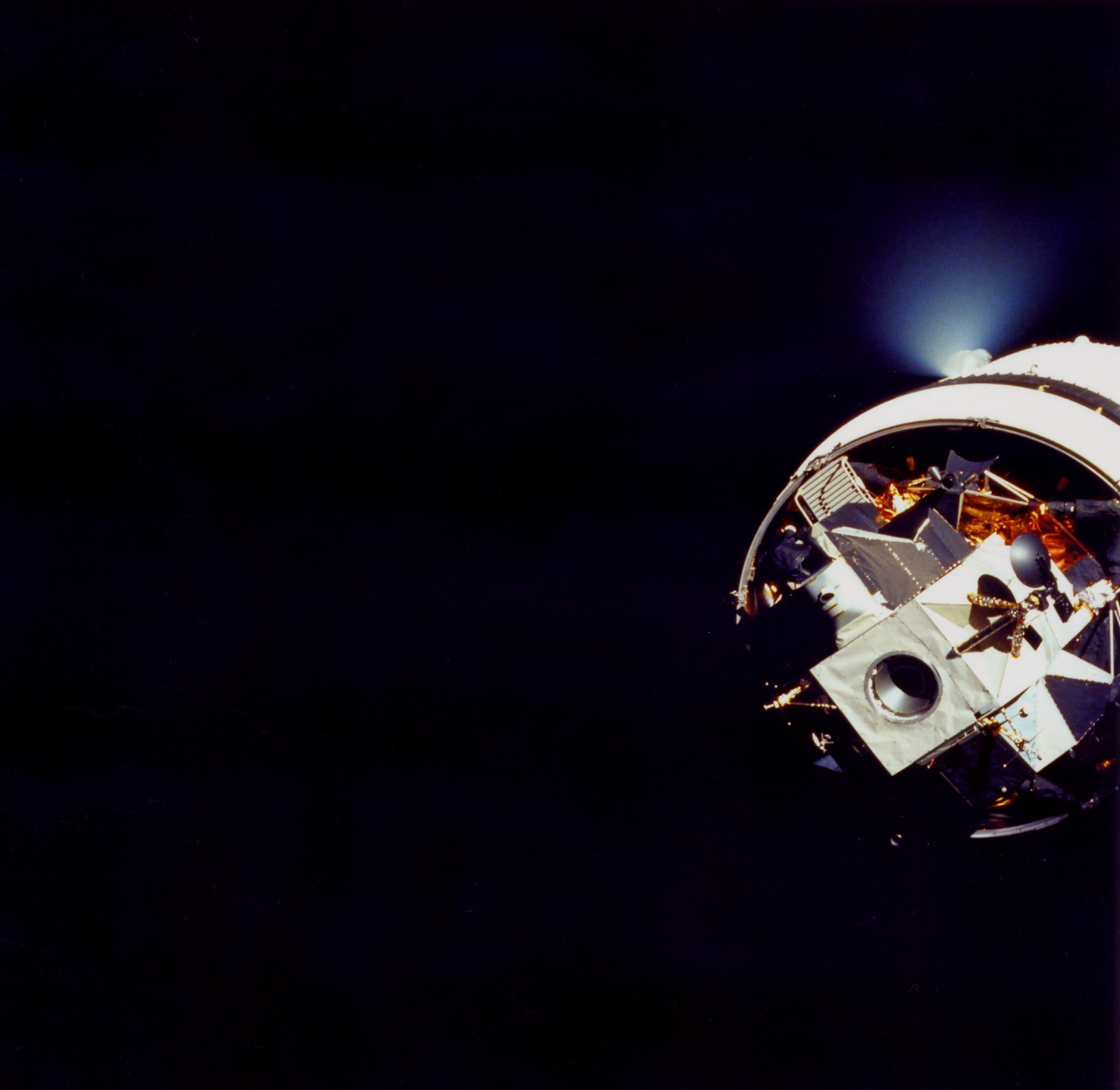
A holdkomp még az S-IVB-n levő adapterében, a holdkomp retrakció kezdetén (a rakétafokozat még erősen engedi ki magából az üzemanyag maradékát)

Az Apollo–14 az Apollo–13 balesete utáni visszatérés volt a rendes kerékvágásba a NASA számára sok tekintetben. Lényegében megismételték az előzőleg meghiúsult holdra szállást, így az első, tisztán tudományos célú expedíciónak tekinthető Al Shepard, Stu Roosa és Ed Mitchell útja. A NASA kilenc havi kivizsgálás és felkészülés után indította útjára az űrhajósokat, hogy a Hold Fra Mauro térségében végezzenek geológiai kutatásokat.
A startra 1971. január 31-én 21:03:02-kor (UTC, helyi idő szerint 16:03:02) került sor. Ez mintegy 40 perccel az eredetileg kitűzött időpont után történt meg, mivel a start napján erősen felhős ég köszöntött Cape Canaveralre és az irányítás egy áthaladó felhőtömböt inkább megvárt és elhalasztotta az indulást a biztonság kedvéért. Ezen kívül más probléma nem merült fel és az űrszerelvény parkolópályára állt a Föld körül. A Föld körül másfél fordulat alatt a megszokott rendszerellenőrzés ment végbe, amely mindent rendben levőnek talált, majd az irányítás megadta az engedélyt a holdirányú gyújtásra.
A holdirányra állás után hamarosan következett a holdkomp-retrakció művelete, amely ezúttal nem várt izgalmakat tartogatott. A parancsnoki hajó visszamanőverezett a holdkomphoz (közben az azt magába fogadó adapter ajtópaneljeit lerobbantották), hogy összekapcsolódjon vele, majd a sikeres dokkolást követően hátrafelé kihúzza a rakétafokozatban kialakított tartójából és együtt folytassák az utat a Hold felé. Majd amikor Stu Roosa visszakormányozta a parancsnoki hajót és annak dokkolószerkezete összesimult a holdkompéval, nem történt semmi (pedig a rögzítőreteszeknek a helyükre kellett volna kattanniuk és szoros, hermetikus összeköttetést kellett volna biztosítsanak a két űrhajó között). Ekkor az anyaűrhajó elhátrált a holdkomptól, majd ismét megkísérelte az összekapcsolódást, de ezúttal sem történt semmi. Összesen ötször próbálták meg – eredménytelenül – a dokkolást. Ekkor felderengett a kudarc és az azonnali hazaindulás rémképe (az Apollo–13 után egy újabb sikertelen holdexpedíció valószínűleg a holdprogram végét is jelentette volna). Az irányítás hosszabb gondolkodási szünetet tartott, majd azt javasolták Roosának, hogy összekapcsoláskor a manőverező hajtóműveket hagyja bekapcsolva, mintegy erőltesse be a dokkolószerkezetet a helyére. Ez aztán használt és sikerült végrehajtani a szabályszerű összekapcsolódást.
Ezt követően az Apollo–14 sikeres Holdra szállást hajtott végre a Fra Mauro fennsíkon az űrhajósok pedig két holdsétát tettek, vegyes sikerrel. Mindenesetre a legtöbb célkitűzést teljesítették és mintákkal megrakodva tértek haza a Holdról. Egy kisebb magánakció során Al Shepard lett az első ember, aki golfozott a Holdon.

#### Apollo–15

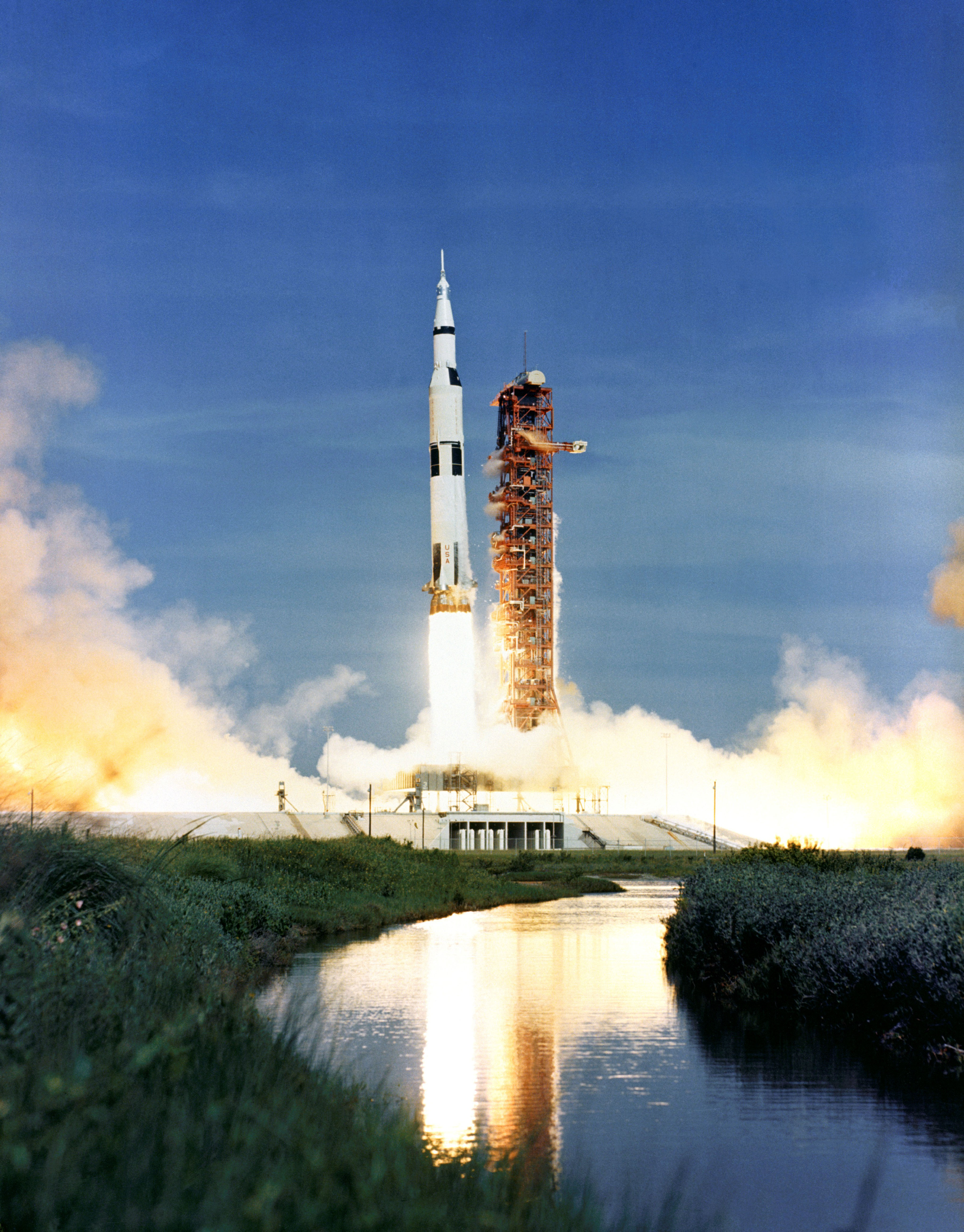
Az Apollo–15 startja, amivel a program új lendületet vett

Az Apollo–15-öt megelőzően az Apollo–programot is elérte a politikai vihar: más pártállású kormányzat indította a programot, mint az éppen regnáló, ráadásul „már megvertük az oroszokat Armstrongék leszállásával, minek küldünk még mindig oda embereket drága pénzen” hangulat uralkodott. Nem mellesleg Amerika finanszírozott egy másik pénznyelőt, a vietnámi háborút. Ezek eredőjeként Richard Nixon elnök úgy döntött, hogy drasztikusan átalakítja és lerövidíti a programot. Ám a program éppen egy technikai és minőségi ugrás előtt állt. A tervekben szerepelt, hogy a holdfelszínen töltött időt ismét ugrásszerűen növelik és egy expedíció immár három napot tölthet a holdfelszínen a klasszikus 8 óra előkészítés, 8 óra felszíni munka, 8 óra pihenés körforgásban és mindehhez az űrhajósok kapnak egy óriási technikai újítást, egy holdjárót. A program megkurtítását tehát úgy vitte véghez Nixon, hogy a fenti technológiai előrelépést előrébb hozta és a tervekkel ellentétben már az Apollo–15 alkalmazhatta őket.
Ehhez azonban további fejlesztésekre is szükség volt, amelyek érintették a Saturn V-öt is, mivel akár a megnövelt időtartamra eső plusz ellátmány, akár maga a holdjáró többlet feljuttatandó tömeget jelentett. A felbocsátandó tömeg növekedése miatt a hordozórakéta sem maradt átalakítás nélkül. A szerkezetet érintően két változást hajtottak végre, egyrészt az első és második fokozat közötti leválasztást végző piropatronok számát 8 darabról 4-re csökkentették, ugyanígy elhagytak négy fékezőrakétát az első fokozatról, valamint az S-II hajtóműveinek égésterén végeztek kisebb változtatást a korábban észlelt oszcillációk kiküszöbölésére. Ezen kívül alacsonyabbra – 166 kilométerre – helyezték a földi parkolópálya magasságát és a biztonsági üzemanyag maradék mennyiségét csökkentették, ezáltal hosszabb ideig éghettek a hajtóművek. Ezekkel a változtatásokkal 500 kg-mal sikerült megnövelni a Holdhoz juttatható tömeget, amely fedezte a holdjáró és a megnövekedett ellátmányigény tömegét.
A startra 1971. július 26-án 13:32:00-kor (UTC) került sor. A felbocsátás közben, a fokozatleválasztások során problémák merültek fel. A Saturn V áttervezésekor az S-IC fokozat nyolc fékezőrakétája közül négyet elhagytak a súlytakarékosság miatt, ám az első és második fokozat szétválásakor az S-IC hajtóművei nem álltak le teljesen, hanem 2%-nyi tolóerővel tovább működtek, a fékerő pedig az áttervezés miatt a felére csökkent, így az első és második fokozat vészesen közel került egymáshoz, mielőtt az S-II beindult volna. A későbbi küldetések során ezen tapasztalatok alapján visszatértek a nyolc fékezőrakétás konfigurációhoz.
Egy második hiba a holdkomp S-IVB-ből való kihúzásakor merült fel. A parancsnoki hajó SPS hajtóművének ellenőrző lámpája nyitott szelepállást mutatott. Mivel a hajtóművet úgy tervezték, hogy a meghibásodások minimalizálása érdekében ne legyen benne gyújtószerkezet, hanem a hajtóanyag hipergol tulajdonságát kihasználva induljon be (azaz a két hajtóanyag-komponens összeengedésével létrejövő öngyulladást használták ki a tervezők), a hiba azt jelentette, hogy az SPS bármelyik pillanatban akaratlanul beindulhat. Némi hibakeresés után kiderült, hogy az egyik hajtóművezérlő kapcsoló zárlatos, ez okozza a problémát. A mérnökök kidolgozták, hogyan lehet „megkerülni” a kapcsolót, ezzel elhárult a probléma.
Az Apollo–15 egy rendkívül sikeres utat tudhatott a magáénak. Az űrhajósok sikerrel próbálták ki a holdjárót, amely valóban exponenciálisan kiterjesztette a mozgásuk határait és a valaha volt legszéleskörűbb felfedezést tették lehetővé. Az űrhajósok három holdsétát teljesítettek és rekord mennyiségű holdkőzettel tértek haza a Hadley-Appenninek leszállóhely felfedezését követően.

#### Apollo–16

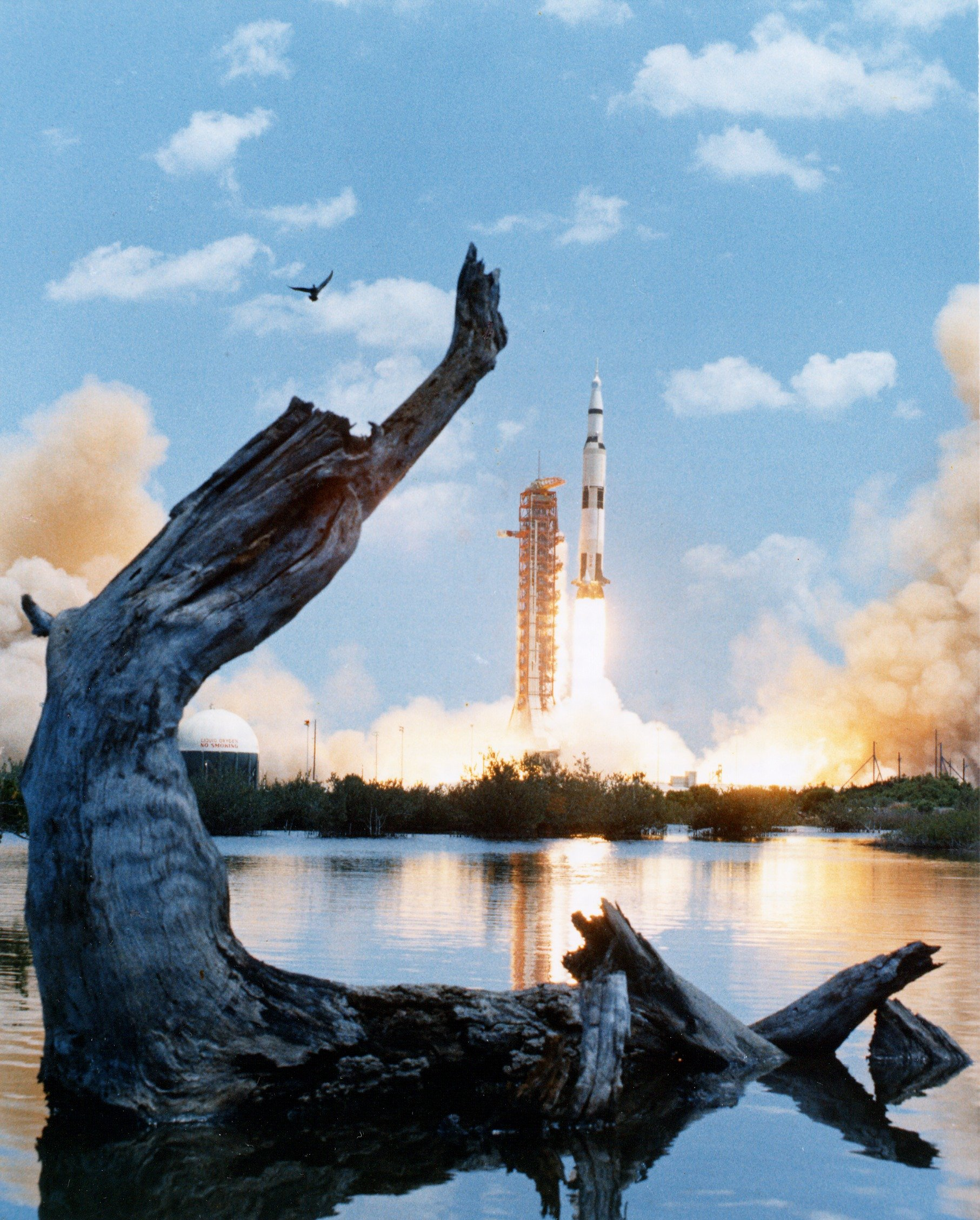
Az Apollo–16 startja 1972. április 16-án
a floridai mocsárvidék felől nézve

Eredetileg az Apollo–16 lett volna az első kiterjesztett, holdjárós, ún. J-típusú küldetés, amelyet az Apollo–15-re hoztak előre, így az újabb úton az előző sikeres felfedezőutat kellett csak megismételni, lényeges újdonságot nem tartalmazott a repülés. John Young, Ken Mattingly és Charlie Duke útja kilenc hónappal az Apollo–15 után történt, a program meglehetősen lelassult.
Az Apollo–16 startja nem volt problémáktól mentes. A start előkészületei során számos apróbb hibára fény derült. Először a parancsnoki egység üzemanyagtartályán találtak egy lyukat, ezt még sikerült a tervezett márciusi startidőpont előtt helyrehozni, ám utána számos más probléma is kiderült, ezért – először a holdprogram történetében – technikai okokból egy egyhónapos starthalasztást rendelt el a NASA. Ezen idő alatt módosították például a parancsnoki modult a rakétához kapcsoló dokkológyűrű robbanótölteteit, mivel az az aggodalom merült fel, hogy nem fog elég erő keletkezni, ami leválasztja az alkatrészt az űrhajóról. Aztán módosították még az űrhajó leválasztó mechanizmusát, módosításokon estek át az űrruhák, a holdkomp is új, fejlesztett akkumulátorokat kapott.
A visszaszámlálás hivatalos kezdete – azaz az érdemi startelőkészületek – 1972. április 10. 8:30-kor (13:30 UTC) kezdődtek Cape Canaveralen. Ekkor helyezték áram alá a Saturn V rakétát és töltötték fel ivóvízzel az Apollo űrhajó tartályait. Ezen közben az űrhajósok a kiképzés utolsó gyakorlásain estek keresztül, illetve április 11-én egy utolsó orvosi vizsgálaton és végigmentek. Április 15-én feltöltötték a rakétát folyékony hidrogénnel, oxigénnel és kerozinnal.
A startra 1972. április 16-án került sor a Kennedy Űrközpont 39A indítóállásából, helyi idő szerint 12:54:00-kor (17:54 UTC). A problémamentes startot követően 12 percnyi gyorsítás után az űrhajó (és a holdirányú manőverhez szükséges S-IVB rakétafokozat) Föld körüli pályára állt, ahol másfél fordulaton keresztül rendszerellenőrzéseket folytattak le az űrhajósok, hogy megtudják, tökéletesen működik-e az űrhajójuk. Az ellenőrzés során csak néhány jelentéktelen hibát találtak (az életfenntartó rendszer, vagy az S-IVB manőverező rendszer lehetséges, bizonyos üzemmódokon előállható problémáit), ám ezek nem befolyásolták a repülés továbbvitelét, ezért az irányítás megadta az engedélyt a TLI (Trans Lunar Injection – „Holdirányú gyújtás”) manőverre, amellyel az S-IVB újraindításával további sebességet nyertek és ez kiszakította őket a Föld gravitációs mezejéből. A rakétahajtómű öt perces működésével sikerült a megfelelő holdirányú pályára állniuk. Ezt követte a transzpozíció és dokkolás, majd a retrakció nevű manőver. Ennek keretében a CSM probléma nélkül levált a rakétafokozatról, majd lerobbantották a fokozat holdkompot magába fogadó rekeszének borítólapjait, így a kis űrhajó napvilágra került. Közben a CSM a hossztengelye körül 180 fokos fordulatot tett, visszamanőverezett és összekapcsolódott a holdkomp dokkolószerkezetével, végül kivontatta a holdkompot a rakétafokozat tartószerkezetéből. Ekkor az S-IVB maradék hajtóanyagával egy rövid gyújtással elmanőverezték – és holdi ütközőpályára vezérelték – a fokozatot, nehogy a lényegében azonos pályán repülő objektum összeütközzön az űrhajószerelvénnyel.
A manővert követően kisebb rendellenességet észlelt a legénység. Úgy látták, hogy a holdkomp külső részéről kis részecskék válnak le (Young becslése szerint 8-10 részecske másodpercenként). Úgy tűnt, hogy a holdkomp külső borítása megkarcolódott, vagy be is szakadt egy ponton és onnan válnak le a kis részecskék. A legénység átmászott a holdkompba, hogy ott is vizsgálódjanak, de nem találtak semmilyen rendellenességet. Így folytatták útjukat. Utolsó ténykedésként még a hossztengely körüli forgásba hozták az űrhajórendszert (az űrhajósszleng szerinti „barbecue módnak” csúfolt hőkiegyenlítő forgásba, amely óránként három fordulatba kormányozta a szerelvényt, hogy a Nap által megsütött rész és az árnyékos, hideg oldal között kiegyenlítse a több száz fokos hőmérséklet különbséget).
A repülés később sem volt problémamentes, a leszállás előtt a parancsnoki modulban fordult elő egy olyan probléma, amelynek nyomán kis híján meg kellett szakítani a repülést. Végül a leszállás mellett döntöttek és az űrhajósok három holdsétát teljesítettek, köztük a harmadikat lerövidítve a leszállás előtti időigényes probléma miatt) és rekord mennyiségű kőzetmintával tértek vissza. A holdjáró ezen a repülésen is jelesre vizsgázott.

#### Apollo–17

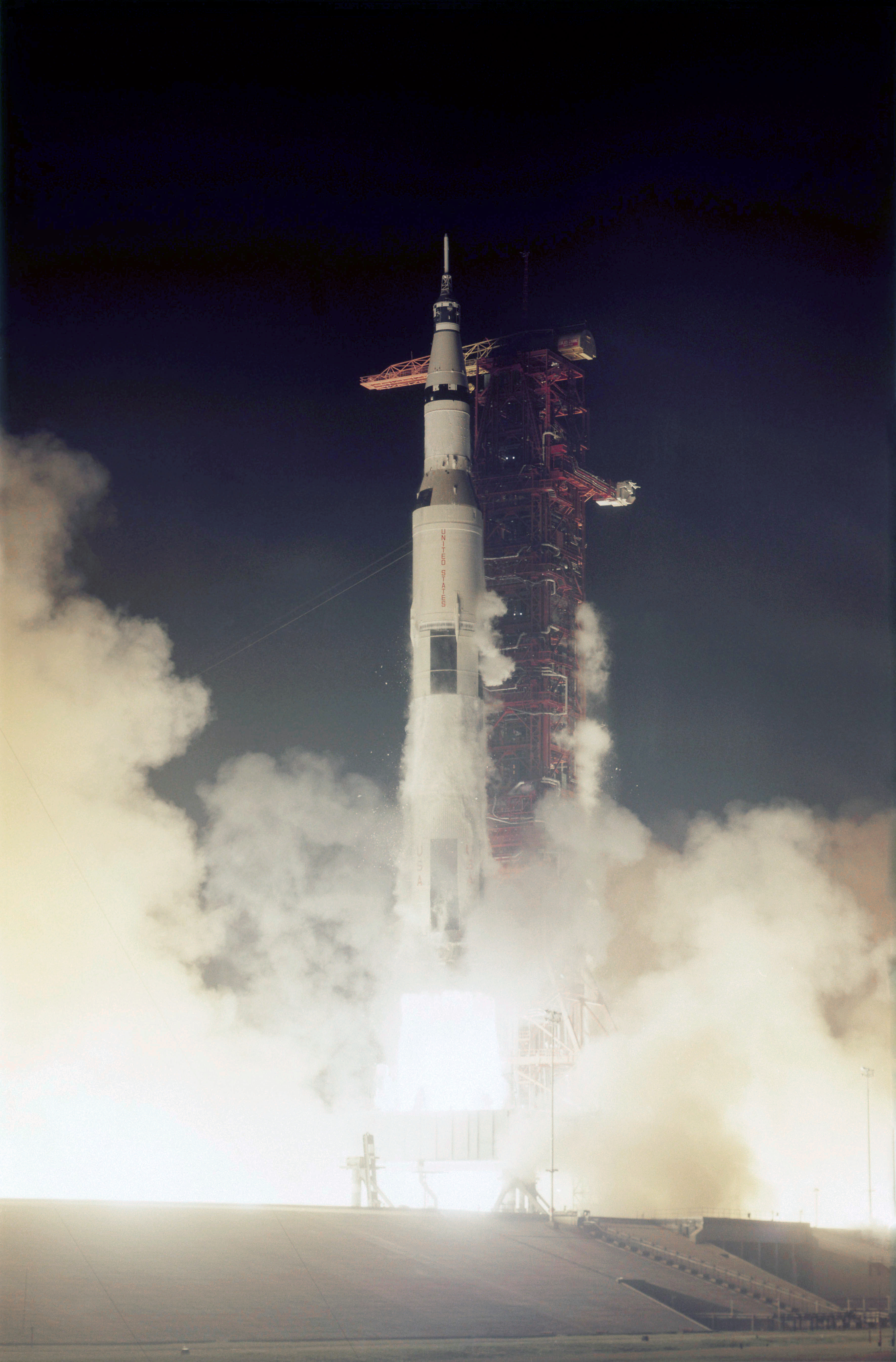
Az Apollo–17 éjszakai startja

A program legutolsó repülése az Apollo–17 lett, nyolc hónappal az előző repülést követően. A NASA mindent bele alapon egy komoly, összetett projekttel búcsúztatta a holdrepüléseket, amelyben az utolsó felvonásban Gene Cernan parancsnok és Ron Evans, a parancsnoki modul pilótája mellett egy tudóst – geológust – is feljuttatott Jack Schmitt holdkomppilóta személyében. A koreográfia megegyezett az előző két repüléssel: három napos, holdfelszíni, holdjárós, J-típusú repülés indult egy addig felfedezetlen térségbe.
A NASA az utolsó repülésre változtatott a startprofilon, a korábbi, Csendes-óceán feletti holdirányú gyújtást felcserélték az Atlanti-óceán feletti indítással és másfél helyett két keringésig keringett földi parkolópályán az űrhajó. Ehhez az újdonsághoz még egy újítás tartozott, éjszakai startra volt hozzá szükség, az Apollo-program első és egyetlen éjszakai indítására. A látványosság és az utolsó repülés státusza miatt a közfigyelem rövid időre ismét a NASA felé fordult, így kb. 500.000 helyszíni nézőt vonzott a Cape Canaveral környéki kilátóhelyekre a start, míg a VIP lelátókra maga a NASA hívott meg számtalan illusztris vendéget, köztük például Amerika legidősebb emberét, egy akkor 113 éves, színes bőrű aggastyánt, aki egykor még rabszolgának született.
A startot eredetileg 1972. december 6. éjfél előttre tűzték ki, ám a startelőkészületek során egy 2 óra 40 perces startleállást kellett beiktatni egy kisebb hiba elhárítása miatt – egyben ez volt az egész Apollo-program egyetlen olyan hibája, amely késleltetett egy indítást. Ennek elhárultával és a startengedély irányítás általi újbóli megadása után az Apollo–17 már másnap, helyi idő szerint 1972. december 7-én, 00:33:00-kor (05:33:00 UTC) indult útnak. A Saturn V éjszakai startjára jellemző, hogy megfigyelők szerint a helyszínen nappali világosság támadt a hajtóművek beindulása nyomán, de még 800 km távolságból is látni lehetett az ég alján egy vöröses derengést, mintha a Nap kelne fel éppen.
A start tökéletesen sikerült, majd a két keringés alatt végrehajtott rendszerellenőrzések is mindent rendben találtak. A startot 3 óra 13 perccel követően az űrhajósok ismét beindították az S-IVB egyetlen hajtóművét és az Apollo–17 holdirányú pályára állt, amelyet ún. hibrid-transzfer pályán közelített meg. Erre a pályára való átállás a holdkomp retrakció manővere után került sor, a repülés 3:42:27 idején. Ezt követően eseménytelen út várt a legénységre, egészen a Holdig.
Az utolsó holdexpedíció repülési szempontból eseménytelenül zajlott, a legénység sikeresen teljesítette az előírt három holdsétát és szinte minden rekordot megdöntöttek (a leghosszabb holdséta, a leghosszabb felszíni tartózkodás, a legnagyobb megtett távolság, a legtöbb begyűjtött kőzetminta, stb). Ezzel a repüléssel befejeződött a NASA holdprogramja és 1972 óta nem járt ember a Holdnál.

#### Skylab–1

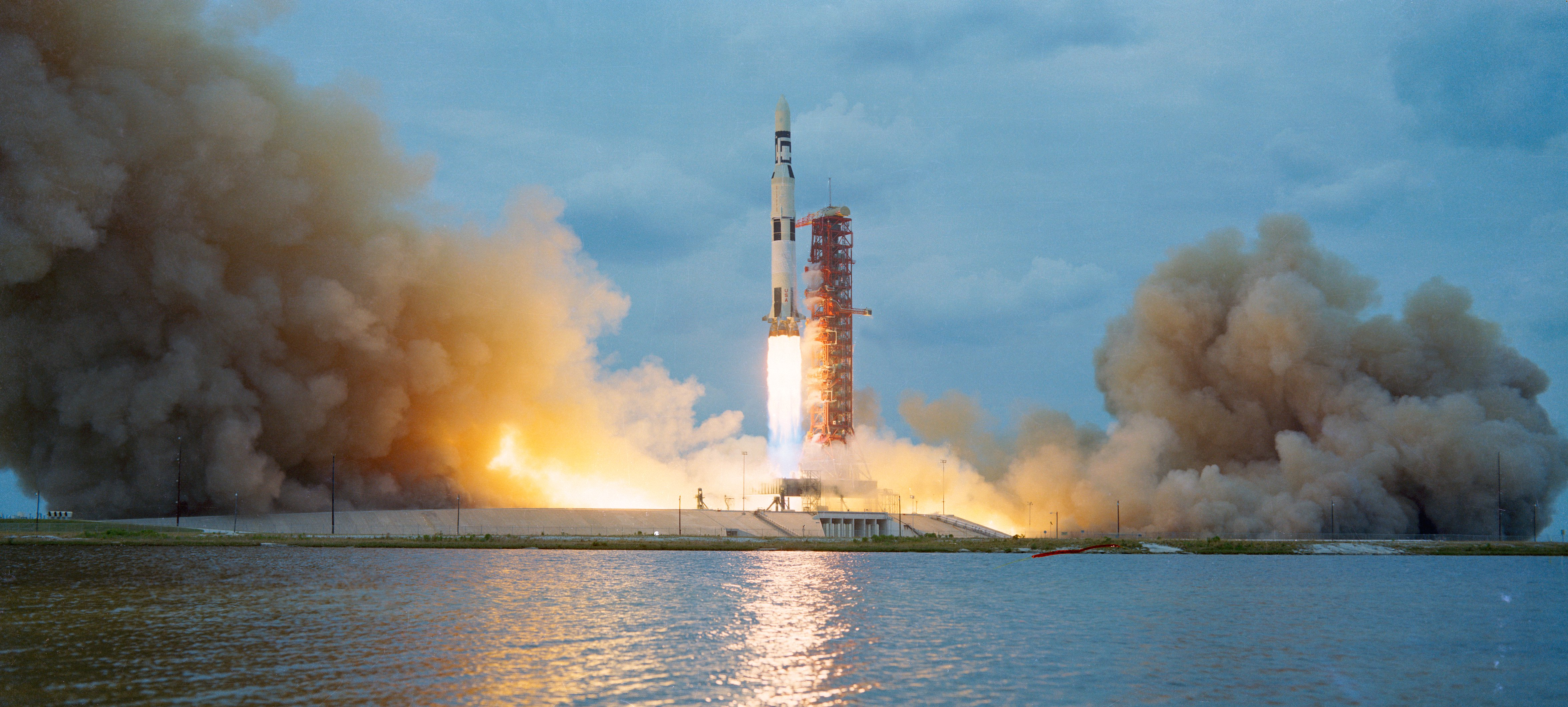
A Skylab űrállomás startja

Még javában folyt az Apollo-program, amikor a NASA részben félve attól, hogy elveszti a holdprogramon dolgozó 400.000 embert, részben a továbblépést jelentó, többször felhasználható űrhajó nagyon távoli létrejötte miatt elindította az Apollo Felhasználhatósági Programot (Apollo Application Program), amelyben arra próbáltak alternatívákat találni, hogy a holdprogram során előállított eszközökre alapozva, milyen újabb űrprogramokat lehetne indítani. A számos ötlet egyike volt, hogy egy űrállomást Föld körüli pályára lehetne bocsátani. Az ötlet Wernher von Brauntól eredt, aki több javaslatot is tett, hogy a Saturn V fokozataiból hogyan lehetne kialakítani egy űrállomást. Végül a NASA az ún. Száraz Munkaállomás (Dry Workshop) koncepciót találta megvalósíthatónak és erre a koncepcióra építette fel következő programját.
A Skylab névre keresztelt elképzelés keretében egy S–IVB fokozatból készült volna egy űrállomás, amelyet egy Saturn V rakétával lehetett volna felbocsátani (és amelyhez rendelkezésre is állt egy Saturn V már egészen az Apollo–8 céljainak átírása óta). Egy viszonylag gyors tervezési folyamat végén a McDonnell Douglas kapta a jogot, hogy elkészítse az űrállomást. A koncepció szerint az S–IVB helyét a Skylab foglalta el a rakéta tetején, amelynek így nagyjából csak az eredeti kapacitásának kétharmadát kellett Föld körüli pályára állítania, amelyhez elég volt az S–IC és az S–II fokozat is.
Az űrállomás startjára 1973. május 14-én került sor utoljára a Kennedy Űrközpont 39A indítóállásából. Az indítóállást a start után szinte azonnal deaktiválták és megkezdték az átépítését a Space Shuttle felbocsátásaihoz és a továbbiakban bármilyen indításra már csak a 39B indítóállás volt használható. A start azonban nem várt nehézségekbe ütközött. A felbocsátás közben az ismert pogo oszcilláció ezúttal kárt okozott a hasznos teherben: az űrállomás mikrometeorit és napvédő borítása leszakadt és elveszett, ezzel az állomás elvesztette a hőszigetelését. Ráadásul leszakadt az egyik napelemtábla is amely az áramellátásért volt felelős. Így meghiúsult ideiglenesen az űrállomás igénybevétele és csak később egy bravúros javítást követően sikerült használatba venni, aminek nyomán három későbbi expedíción sikerrel futtatták az első amerikai űrállomáson a kutatási programokat.

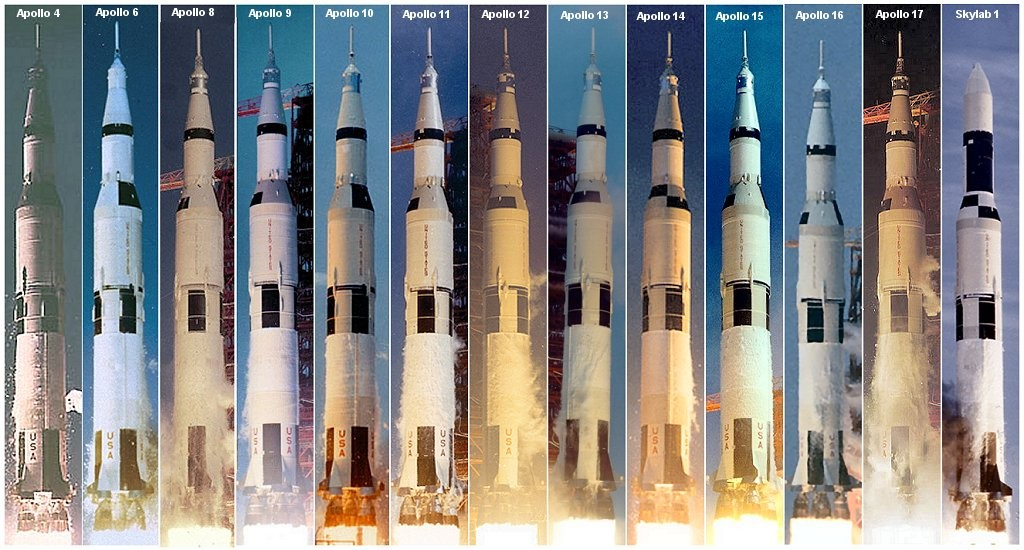
A Saturn V startjai egy képsorozaton

## Összehasonlítás más rakétákkal
A Saturn V-öt megszületésekor – sőt később még sokáig – a világ legnagyobb, vagy legnagyobb teljesítményű rakétájának jellemezték, ezért érdemes összevetni más (előd, utód, vagy versenytárs) eszközökkel:

### Az N1–L3 szovjet holdrakéta

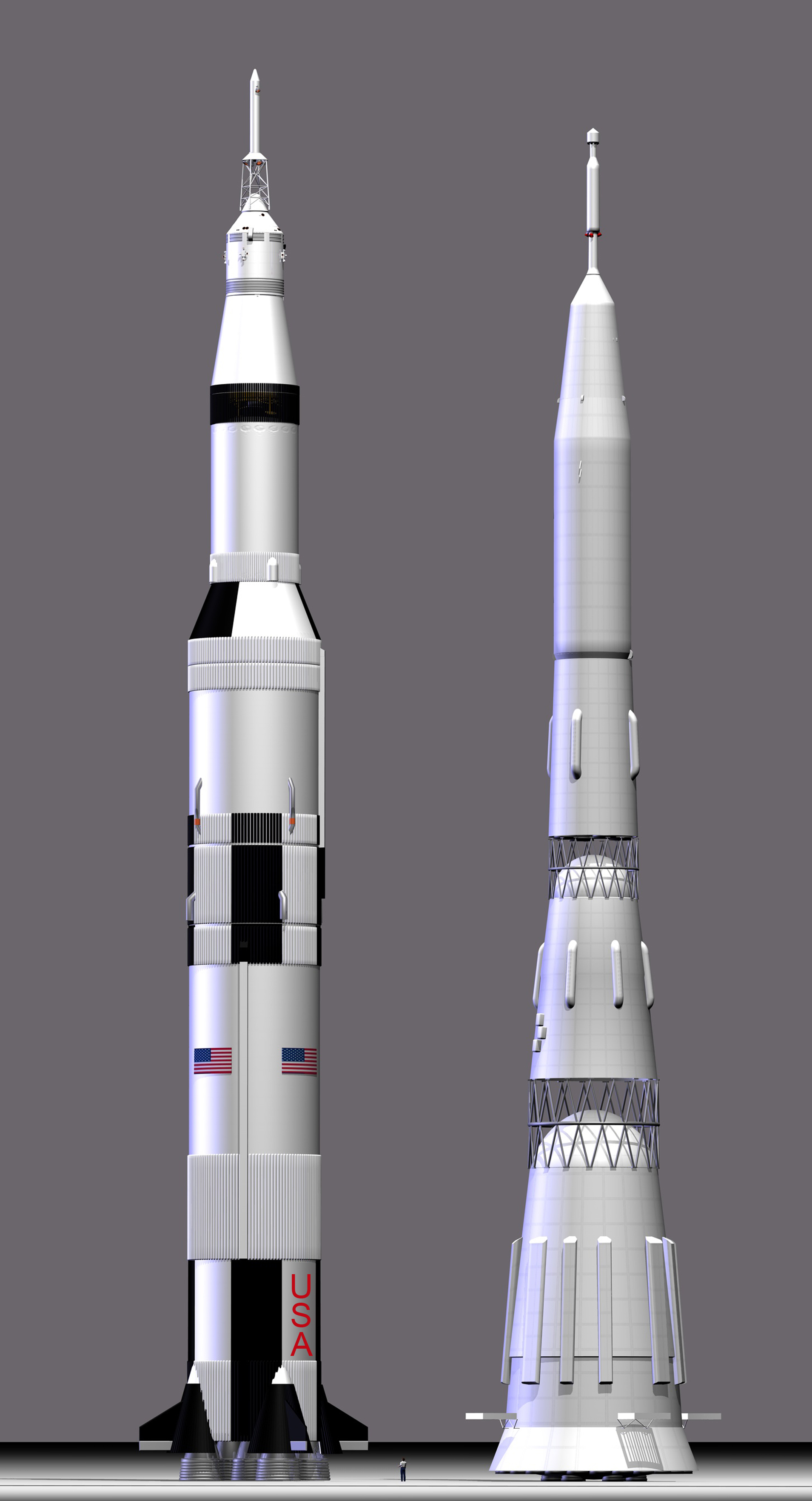
A Saturn V és az N1-L3 összehasonlító méretarányai (a két rakéta között egy apró ember látható méretreferenciaként)

A legközvetlenebb összehasonlítás a Szovjetunió által gyártott és holdra szállásra szánt N1 rakétával ígérkezik. A Szergej Koroljov által tervezett rakéta a szovjet L3 űrhajó Holdra juttatására készült 1959 és 1969 között. 1959-ben még egy óriási (50 tonnás) űrállomás Föld körüli pályára állítására kerestek megoldást a Szovjetunióban, amely azonban megváltozott 1961 májusában, amikor Kennedy elnök bejelentette, hogy az USA a Holdra kíván embert küldeni. A konkurens szovjet tervezőirodák hol versengéséből, hol együttműködéséből előállt egy 95 000 kg LEO és 23 500 kg Hold irányú kapacitású óriásrakéta terve, amellyel a szovjet koncepció szerinti Szojuz űrhajó eljuttatható volt a Holdhoz. A szovjetek számára nem állt rendelkezésre az amerikai F–1-hez hasonló nagy teljesítményű hajtómű, ezért más irányon indult el a fejlesztés. A rakéta első fokozatába 30 darab kisebb teljesítményű RD–270-es hajtóművet építettek be, amelyet bonyolult vezérlő rendszer irányított. Illetve, hogy a rakéta hasznos tömege a Holdhoz legyen küldhető, egy L3 jelű végfokozatot is építettek a rakétára, amely a Föld körüli pályáról a Hold irányú gyorsításért volt felelős (pontosabban az L3 több részből állt, a gyorsításért felelős fokozatból, a Szojuz 7K–L3 űrhajóból és az LK holdkompból). A kapkodó tempó miatt nem volt idő a rakéta statikus tesztjeire, ezeket a tesztrepülések alkalmával akarták végrehajtani.
Azonban a rakéta fejlesztése közepette váratlanul meghalt Szergej Koroljov és az őt követő Vaszilíj Misin irányítása alatt a fejlesztés nem volt megfelelően hatékony. Végül a rakéták 1969 elejére váltak alkalmassá az első próbákra. Az első tesztrepülésre 1969. február 21-én került sor. A startnál a KORD nevű irányítórendszer hibája és a hajtóművekben keletkező pogo oszcilláció okozta csőrendszer károsodások miatt a hajtóművek között tűz ütött ki és végül az automata rendszer a repülés 68. másodpercében megszakította a repülést és a rakéta visszazuhant a Földre. A második kísérlet 1969. július 3-án még sikertelenebb volt. Ekkor a rakéta ugyan elemelkedett az indítóállásból, ám éppen csak elhagyta azt, amikor az első fokozatból láthatóan alkatrészek kezdtek potyogni a földre, egyetlen hajtómű kivételével az összes leállt és a rakéta visszazuhant a startasztalra, elpusztítva azt a robbanásban. Ez a két kudarc meghiúsította, hogy a rakéta sikerrel konkuráljon a Saturn V-tel és 13 nappal a második startbalesetet követően az amerikaiak sikerrel indították a Holdra a Neil Armstrongból, Buzz Aldrinból és Michael Collinsból álló legénységet. A szovjetek később sem adták fel az N1 fejlesztését és 1971 júniusában és 1972 decemberében még két kísérleti felszállással próbálkoztak, amelyek egyaránt kudarccal végződtek, így 1974 májusában érdemi, sikeres felszállás nélkül törölték a programot.
|                                             | Apollo-Saturn V                                              | N1-L3                                                        |
| ------------------------------------------- | ------------------------------------------------------------ | ------------------------------------------------------------ |
| Átmérő, maximum                             | 10 m (33 ft)                                                 | 17 m (56 ft)                                                 |
| Magasság (űrhajóval)                        | 111 m (363 ft)                                               | 105 m (344 ft)                                               |
| Teljes tömeg                                | 2938 t (6 478 000 lb)                                        | 2750 t (6 060 000 lb)                                        |
| Első fokozat                                | S-IC                                                         | Block A                                                      |
| Tolóerő (tengerszinten)                     | 33 000 kN (7 500 000 lbf)                                    | 45 400 kN (10 200 000 lbf)                                   |
| Égési idő                                   | 168 másodperc                                                | 125 másodperc                                                |
| Második fokozat                             | S-II                                                         | Block B                                                      |
| Tolóerő (vákuumban)                         | 5141 kN (1 155 800 lbf)                                      | 14 040 kN (3 160 000 lbf)                                    |
| Égési idő                                   | 384 másodperc                                                | 120 másodperc                                                |
| Föld körüli pályára állítás fokozata        | S-IVB (1-es gyújtás)                                         | Block V                                                      |
| Tolóerő (vákuumban)                         | 901 kN (202 600 lbf)                                         | 1610 kN (360 000 lbf)                                        |
| Égési idő                                   | 147 másodperc                                                | 370 másodperc                                                |
| Teljes meghajtás                            | 7 711 000 kilonewton•másodperc (1 733 600 000 pound•seconds) | 7 956 000 kilonewton•másodperc (1 789 000 000 pound•seconds) |
| Föld körüli pályára juttatott hasznos tömeg | 120 200 kg (264 900 lb)                                      | 95 000 kg (209 000 lb)                                       |
| Pályasebesség                               | 7793 m/s (25 568 ft/s)                                       | 7793 m/s (25 570 ft/s)                                       |
| Hajtási hatékonyság                         | 12,14%                                                       | 9,31%                                                        |
| Holdi pályára induló fokozat                | S-IVB (2-es gyújtás)                                         | Block G                                                      |
| Tolóerő (vákuumban)                         | 895 kN (201 100 lbf)                                         | 446 kN (100 000 lbf)                                         |
| Égési idő                                   | 347 másodperc                                                | 443 másodperc                                                |
| Teljes meghajtás                            | 8 022 000 kilonewton•másodperc (1 803 400 000 pound•seconds) | 8 153 000 kilonewton•másodperc (1 833 000 000 pound•seconds) |
| Holdhoz juttatható hasznos tömeg            | 45 690 kg (100 740 lb)                                       | 23 500 kg (51 800 lb)                                        |
| Holdi pályára állás sebessége               | 10 834 m/s (35 545 ft/s)                                     | 10 834 m/s (35 540 ft/s)                                     |
| Hajtási hatékonyság                         | 6,17%                                                        | 3,12%                                                        |

### Space Shuttle
Egy másik fontos összehasonlítás az Apollo/Saturn rendszer utódaként számon tartott Space Shuttle rendszerrel adódik, ami sok tekintetben eltért az elődjétől. Egyrészt ezúttal a párhuzamos szerelést választották, azaz a hasznos teher nem a rakéta csúcsán ült, hanem az oldalára szerelték. Emellett a gyorsításhoz szilárd hajtóanyagú rakétákat kapott, így vegyes rendszert alkotott a főhajtóművek folyékony hajtóanyagú rakétáival. A Space Shuttle rendszer csúcs tolóereje 30 100 kN, amely alig marad el a Saturn V S–IC fokozatától, LEO kapacitása pedig 140 800 kg volt, amelyből azonban az orbiter önsúlya 112 000 kg volt, így az egyéb teherre csak 28 800 kg maradt, míg a Saturn V esetében például az Apollo–15, mint egyik tipikus, megnövelt tömegű küldetés az S–IVB és a két űrhajó össztömege 140 510 kg volt, azaz a rakétarendszer összes teljesítménye közel azonos volt, igaz a két rendszer nem lett volna kompatibilis egymással.

### Enyergija/Buran
Az utolsó összehasonlítás azzal a rakétával történik, amely először haladta meg nagyobb mértékben a Saturn V teljesítményét és a közvélekedés sokáig a legnagyobb teljesítményű rakétának tartotta. A szovjet űrprogramok utolsó komolyabb fejlesztése az amerikai űrrepülőgép orosz megfelelőjének, a Burannak a tervezése és fejlesztése volt. A szovjet orbiter feljuttatásához pedig létrehozták az Enyergija hordozórakétát, amellyel a szovjetek is létrehozták a maguk hidrogén–oxigén hajtású óriásrakétájukat. Az Enyergija tolóereje tengerszinten 34 810 kN volt, amellyel – ha nem is jelentősen – meghaladta az amerikai óriásrakéta tolóerejét. Már ez a változat is elhódította a legerősebb rakéta címét, ám a tervezőasztalon léteztek még továbbfejlesztett változatai, például a Vulkan, amely 46 000 kN tolóerővel 175 000 kg tömeget lett volna képes alacsony Föld körüli pályára állítani. Azonban az alapverzió is mindössze kétszer repült, másodszorra pályára állítva a Burant egy automata repülés során. aztán a fejlesztés óriási költségei miatt a programot leállították és a rakéta is kikerült a forgalomból, nem sokkal később pedig a Szovjetunió – a programot finanszírozó állam – is szétesett.

## Költségek
A Saturn V fejlesztése és gyártása az egész Apollo–program fejlesztési költségeinek jelentékeny részét tette ki. A program teljes becsült költsége 19,4 Mrd dollár volt (2019-es értékén kb. 408-410 milliárd dollár), amelynek mintegy harmadát, 6,4 Mrd (135-140 milliárd 2019-ben) dollárt tett ki az óriásrakéta fejlesztése egy nagyjából 10 éves időtávon. A legnagyobb fejlesztési költségvetést 1966 során mérték (1,2 Mrd dollárt – 31 Mrd 2019-es értéken), ugyanabban az évben, amikor a NASA és az egész Apollo-program költségvetése is a legmagasabb volt (összehasonlításként: a NASA támogatása a teljes USA akkori éves GDP értékének a 0,5 %-át tette ki, képletesebben szólva, minden amerikai család jövedelméből kifejezhetővé vált).
A program végén, 1969-1972 között, a tényleges repülések idején ezek az összegek mérséklődtek és egy-egy Saturn V indítás költségei 185 000 000-190 000 000 dollár közé adódtak, amelyből kicsit több mint a fele, kb. 110 000 000 dollár volt a rakéta gyártási költsége. Még a csökkenő költségek mellett is a program halálos ítéletét a költségek mondták ki, illetve az a tény, hogy a programmal egyidőben az USA-nak forrásokat kellett találnia az egyre nagyobb összegekbe kerülő vietnámi háborúhoz.

## Megjelenése a kultúrában

### Kiállított rakéták

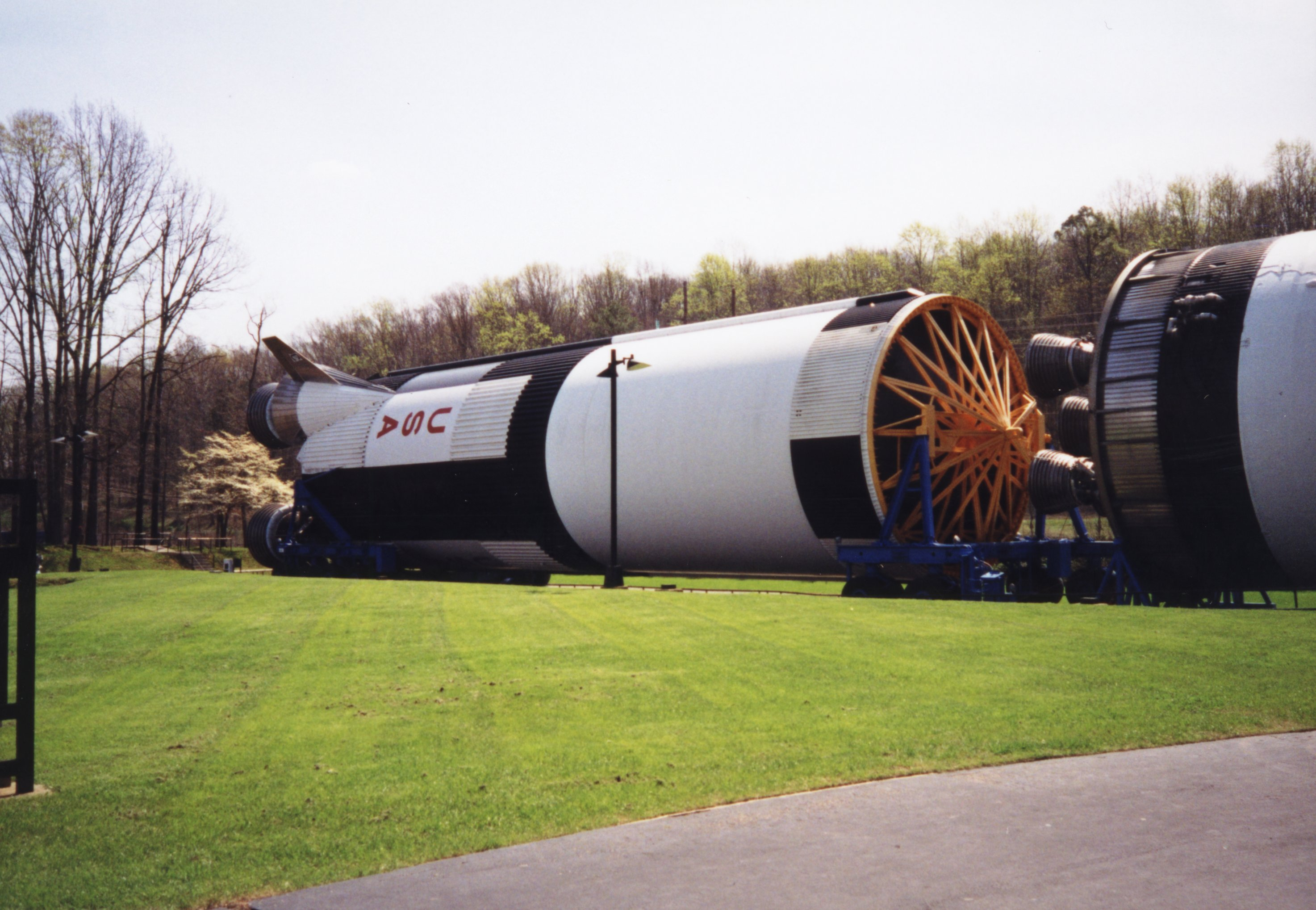
A Huntsville-ben kiállított Saturn V

A program 1970-es megkurtítását követően három, már legyártott, de fel nem használt rakéta maradt meg – ebből egy, az AS–500D tesztjeihez használt, de nem repülésre szánt, valamint a két utolsó, az eredetileg az Apollo–19-hez és az Apollo–20-hoz szánt példány, az SA–514 és az SA–515 –, amelyet múzeumi, kiállítási tárgyként mutatnak be.
- Az AS–500D strukturális tesztjeihez használt rakétát az alabamai Huntsville-ben az U.S. Space & Rocket Centerben állították ki, vízszintes elhelyezésben. Később, 1999-ben egy másolatot is felállítottak az űrközponttal szomszédos telken eredeti, függőleges formájában.[113]
- A houstoni Johnson Space Center egyik látványossága szintén egy eredeti rakéta, amely kissé furcsa, puzzle-szerű részegységekből áll össze. A vízszintesen kiállított rakéta az SA–514 S-IC fokozatából, az SA–515 S-II második fokozatából és az SA–513 S-IVB fokozatából állt (ez utóbbi Saturn V volt a Skylab űrállomást feljuttató rakéta, amelynek harmadik fokozatát magával az űrállomás testével helyettesítették)[114]
- A harmadik rakéta a holdutazások bölcsőjében, a Kennedy Űrközpontban, Floridában van kiállítva. A rakéta egy szintén tesztekre szánt példány, az SA–500T első fokozatából, az SA–514 második és harmadik fokozatából lett összeállítva. Kezdetben a rakéta a szabadban állt, majd később, 1996-ban, hogy megvédjék az elemektől, egy zárt kiállítótérben helyezték el.[115]

További részegységeket (nem a rakéta teljes egészét, kiállítottak más központokban is).
- Az SA–515 S–IC fokozatát Mississippiben az Infiity Science Centerben állították ki[116]
- Az SA–515 S–IVB fokozatát a Skylab-programban átalakították az űrállomás tartalék egységévé, amelyet később nem használtak fel és Washington D.C.-ben, a National Air and Space Museumban állították ki[117]

### Filmbeli megjelenései
A holdrakéta több filmalkotásban is feltűnt az idők során:
- Az Apolló 13 című 1995-ös Ron Howard féle mozifilmben a rakéta VAB-csarnokból az LC39-re kiszállításán át, a felszálláson keresztül a helyzetváltoztatás, dokkolás és kivontatás manőverig végig bemutatják a rakéta repülési profilját. A rendező koncepciója volt, hogy eredeti felvételeket nem vett igénybe a startról, így mindaz, ami a filmben látható, CGI technológiával készült kép.[118]
- Az HBO gondozásában, Tom Hanks ötletére készült el Az Apollo-program – A végtelen szerelmesei című (eredeti angol címén: From the Earth to the Moon) sorozat 1998-ban. Ennek az Apollo–8 repülést megjelenítő, A Hold árnyékos oldala (angol címén: 1968) című epizódjában ábrázolják a Saturn V felszállását, igaz jobbára az űrhajósok szemszögéből.[119]